# Jagst
Die Jagst ist ein Mittelgebirgsfluss im Norden Baden-Württembergs. Neben dem Kocher und der Enz ist sie der dritte größere Zufluss des Neckars. Nach der Länge nimmt sie unter ihnen mit 189,9 Kilometern auf dem namentlichen Lauf sogar den ersten Rang ein. Das Tal der Jagst, das insbesondere am Mittellauf immer noch einen ländlichen Charakter hat, gilt als landschaftlich reizvoll. Nivellierende Maßnahmen wie Gewässerausbau, Begradigungen oder Flurbereinigungen haben das Landschaftsbild an der mittleren und unteren Jagst weniger stark verändert als es oft in Flusslandschaften von Flüssen vergleichbarer Größe zu beobachten ist. Diese Eigenschaften erhöhen aus landschaftspflegerischer Sicht ihren Reiz. Die Vielfalt an Pflanzen, Tieren und Biotoptypen sowie der relativ geringe Anteil von Siedlungs- und Verkehrsflächen und das damit verbundene hohe Entwicklungspotential verleihen der Jagst und ihrem Tal aus naturschutzfachlicher Sicht erhöhte Bedeutung. Kleinstädte, die ein weitgehend mittelalterliches bis frühneuzeitliches Stadtbild bewahrt haben, prägen das Jagsttal ebenso wie zahlreiche einzeln stehende Burgen und Schlösser auf den Bergspornen über dem Tal sowie die Mühlen, die den Fluss säumen.

## Name
Der Name Jagst ist erstmals 768 als Teil des Gaunamens Jagesgouwe (Jagstgau) nachgewiesen. 1024 folgen Erwähnungen als Jagas, 1371 als Jagst. Der Name ist vorgermanischen, vermutlich keltischen Ursprungs; das auslautende -t wurde erst in spätmittelhochdeutscher Zeit angefügt. Er wird zur Indogermanischen Wortwurzel *ieg- gestellt, die Eis bedeutet. Die Jagst wäre damit der kalte, eisige Fluss. Der Name wurde teilweise auch Jaxt und Iaxt geschrieben.

## Geographie
Die Jagst entsteht im Vorland der Schwäbischen Alb, passiert die Frankenhöhe, gräbt sich in die Hohenloher Ebene ein und durchströmt das württembergische Unterland um Heilbronn, wo sie schließlich nach 190,2 km Fließstrecke in den Neckar mündet.

### Der Verlauf der Jagst

#### Die Ursprünge der Jagst

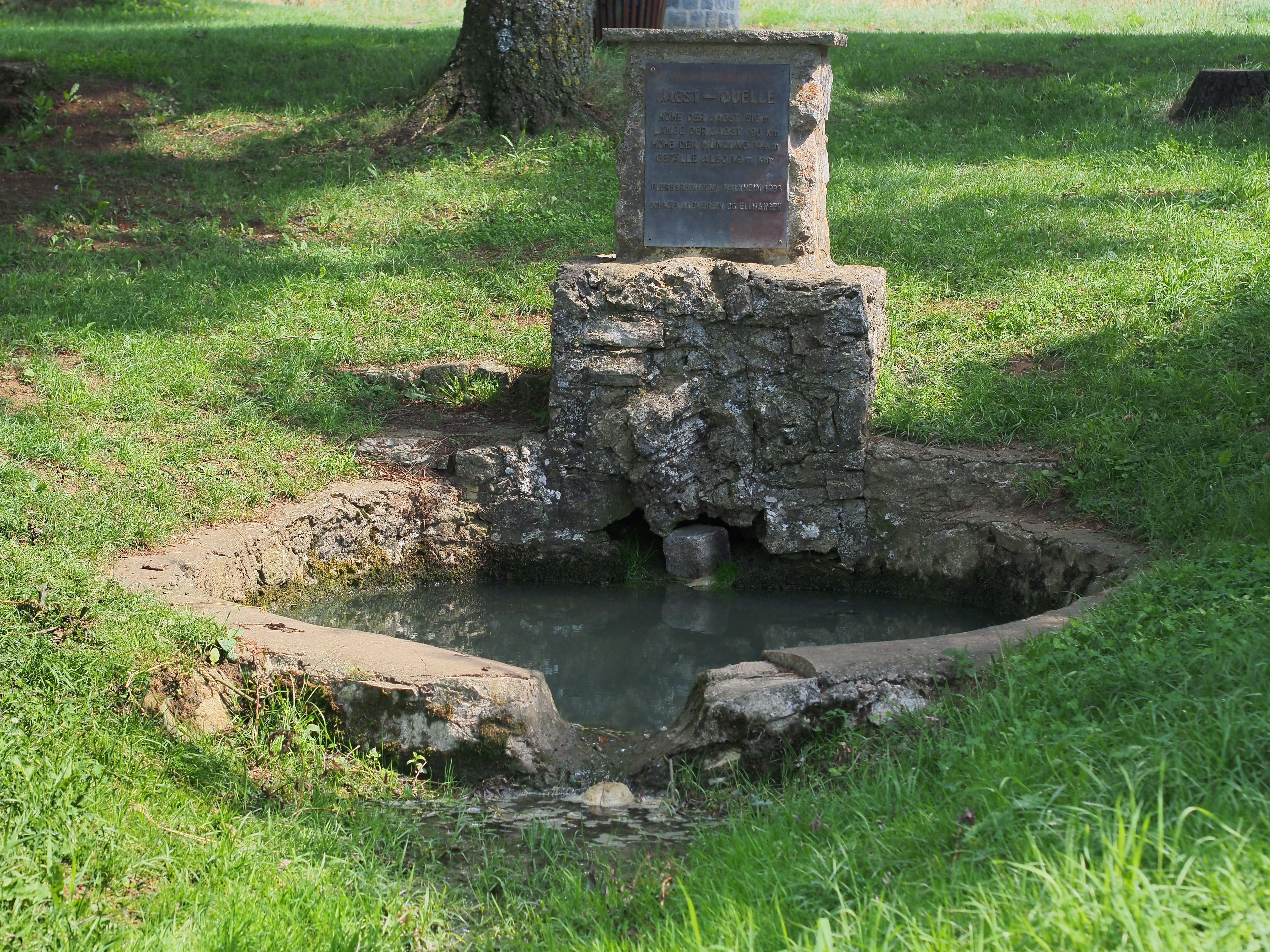
Jagstquelle bei Walxheim

Die Jagst beginnt ihren Lauf zwischen dem Naturraum Vorland der östlichen Schwäbischen Alb im Süden und der Frankenhöhe im Norden im Unterraum der recht flachen Pfahlheim-Rattstädter Liasplatten, nicht allzu weit diesseits der Ostgrenze des Landes Baden-Württemberg. Die ausgewiesene Quelle des Flusses liegt auf etwa 518 m ü. NHN Höhe in offener Agrarlandschaft, etwa 600 m südwestlich von Walxheim, einem Ortsteil von Unterschneidheim im Ostalbkreis. Dort steht ein von wenigen Bäumen umsäumtes, in Stein gefasstes, schlichtes Becken, aus dem nur sehr wenig Wasser rinnt. Es kann nach längerer Trockenheit in der Region völlig versiegen. Wenige Meter unterhalb der Quelle liegt ein Teich, aus dem ebenfalls zeitweise Wasser austritt. Unmittelbar unterhalb mündet von rechts der Stockholzgraben, der hier bereits eine Länge von etwa zwei Kilometern aufweist und die mündungsfernste Ader des Jagst-Systems darstellt. Er besitzt allerdings keine ausgeprägte Quelle und führt ebenfalls nur temporär Wasser, oft allerdings deutlich mehr als aus der offiziellen Quelle des Bachs. So beginnt die Jagst als dünnes Rinnsal ihren Weg in Richtung Südwesten. Eine andere erwähnenswerte Quelle in diesem Bereich ist der Moosbrunnen am Rande des Nonnenholzes. Der hiervon abgehende Graben mündet einige hundert Meter unterhalb der Quelle von rechts in die Jagst.
Die über den Neckar zum Rhein hin entwässernde Jagst entspringt sehr dicht an der Europäischen Hauptwasserscheide zum danubischen System. Wasser, das nur wenige hundert Meter östlich der Quelle abfließt, gelangt über die Schneidheimer Sechta, die Eger und die Wörnitz in die Donau und ins Schwarze Meer.

#### Der Oberlauf

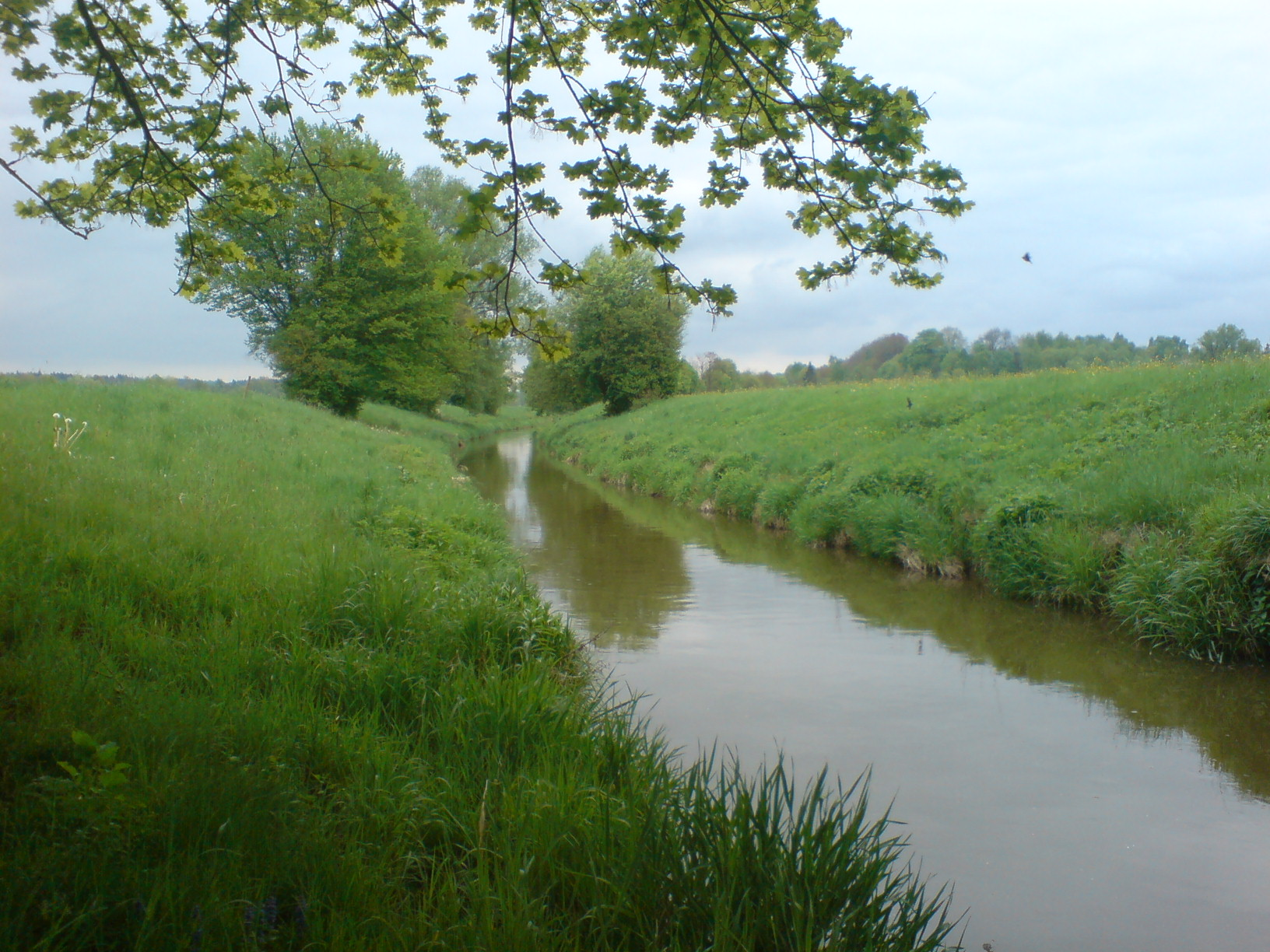
An Teilen des Oberlaufs hinterließ der Zeitgeist deutliche Spuren: Kanalisierte junge Jagst vor Ellwangen

Wenige Kilometer unterhalb ihrer Quelle wird die junge Jagst bei der Stockmühle zu einem See aufgestaut, der als Naturschutzgebiet ausgewiesen ist. Nachdem sie etwa zehn Kilometer nach Südwesten geflossen ist, erreicht sie Lauchheim zu Füßen der Schwäbischen Alb. Dort schwillt sie durch den Abfluss aus dem Fuchsmühlenweiher deutlich an und dreht langsam gegen Nordwest, eine Richtung, die sie auf der weiteren ersten Hälfte ihres Laufes grob beibehält. Auf einem Bergsporn des Albtraufs steht über dem Jagsttal Schloss Kapfenburg. Unterhalb Westhausens wird sie im Hochwasserrückhaltebecken Buch aufgestaut, der mit Vorsee etwa 30 ha Wasserfläche hat. In diesem Bereich kommt sie auf ihrem Oberlauf dem Zwillingsfluss Kocher am nächsten (4,3 km Entfernung). Spätestens nach Aufnahme der kräftigen Röhlinger Sechta, die ihr bisheriges Einzugsgebiet etwa verdoppelt, kann man sie einen kleinen Fluss nennen. Kurz darauf erreicht sie, nun in den zu den Schwäbisch-Fränkischen Waldbergen zählenden Ellwanger Bergen, die Stadt Ellwangen, die zweitgrößte an ihren Ufern, wonach sie die nadelholzreichen Virngrund-Wälder durchläuft. Die Rechenberger Rot, die Orrot und der Reiglersbach bei Stimpfach gehören zu den zahlreichen kleinen Zuflüssen, die die Jagst hier stetig anwachsen lassen.
Das Tal der Jagst ist am Oberlauf meist geräumiger und weniger steil als am mittleren und unteren und hat hier wenig Gefälle. Unter diesen Bedingungen hat die Jagst auffällige Auenmäander ausgebildet. Große Abschnitte des Laufs in diesem Bereich wurden allerdings begradigt. Vor Crailsheim, der größten Stadt am Fluss, weitet sich das Tal zu einer großen Stufenrandbucht am Übergang zur Hohenloher und Haller Ebene.

#### Der Mittellauf

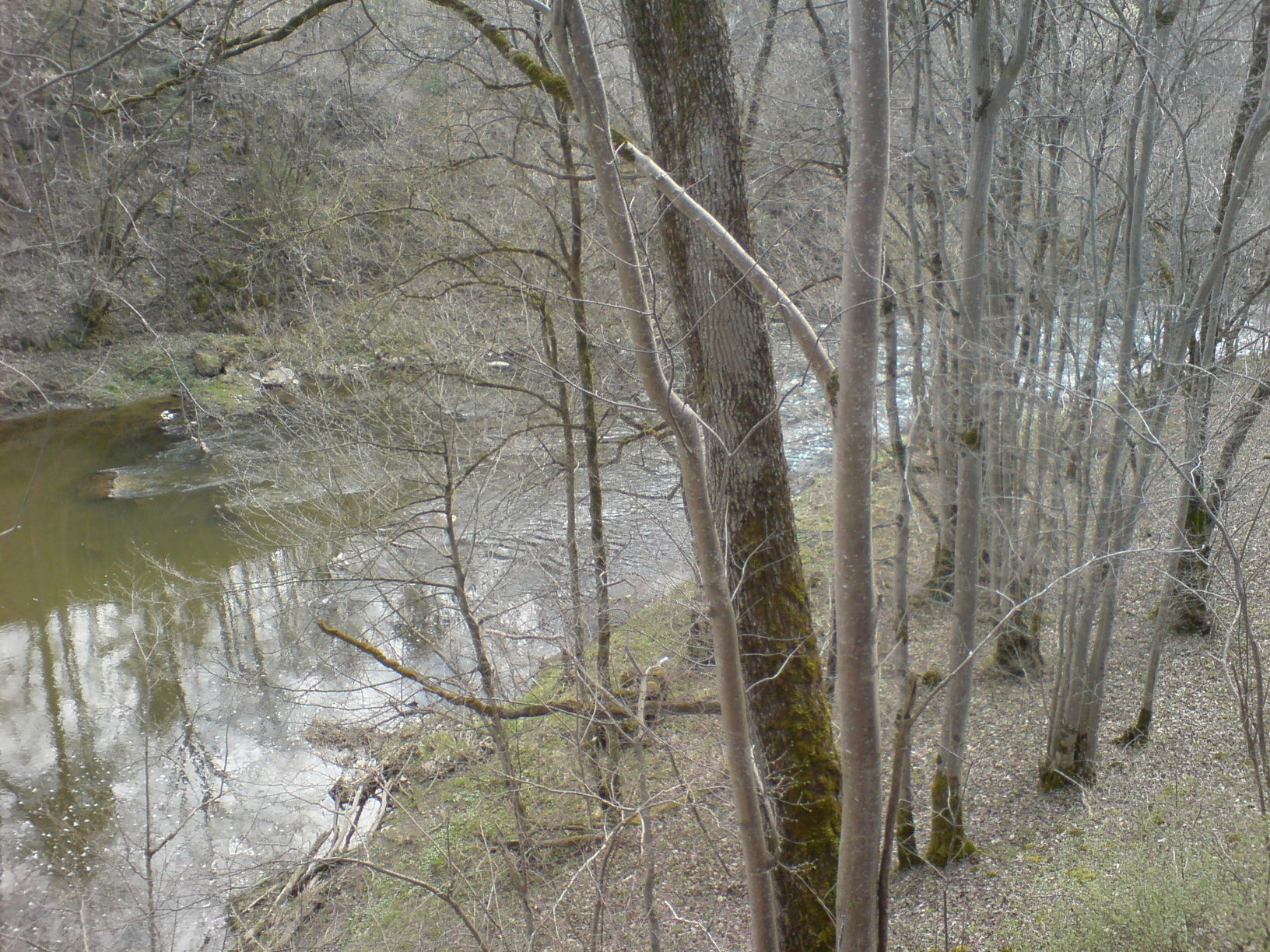
Tief eingeschnittene Jagst unterhalb der Kernmühle, wo die Prallhänge fast unmittelbar an beide Ufer reichen

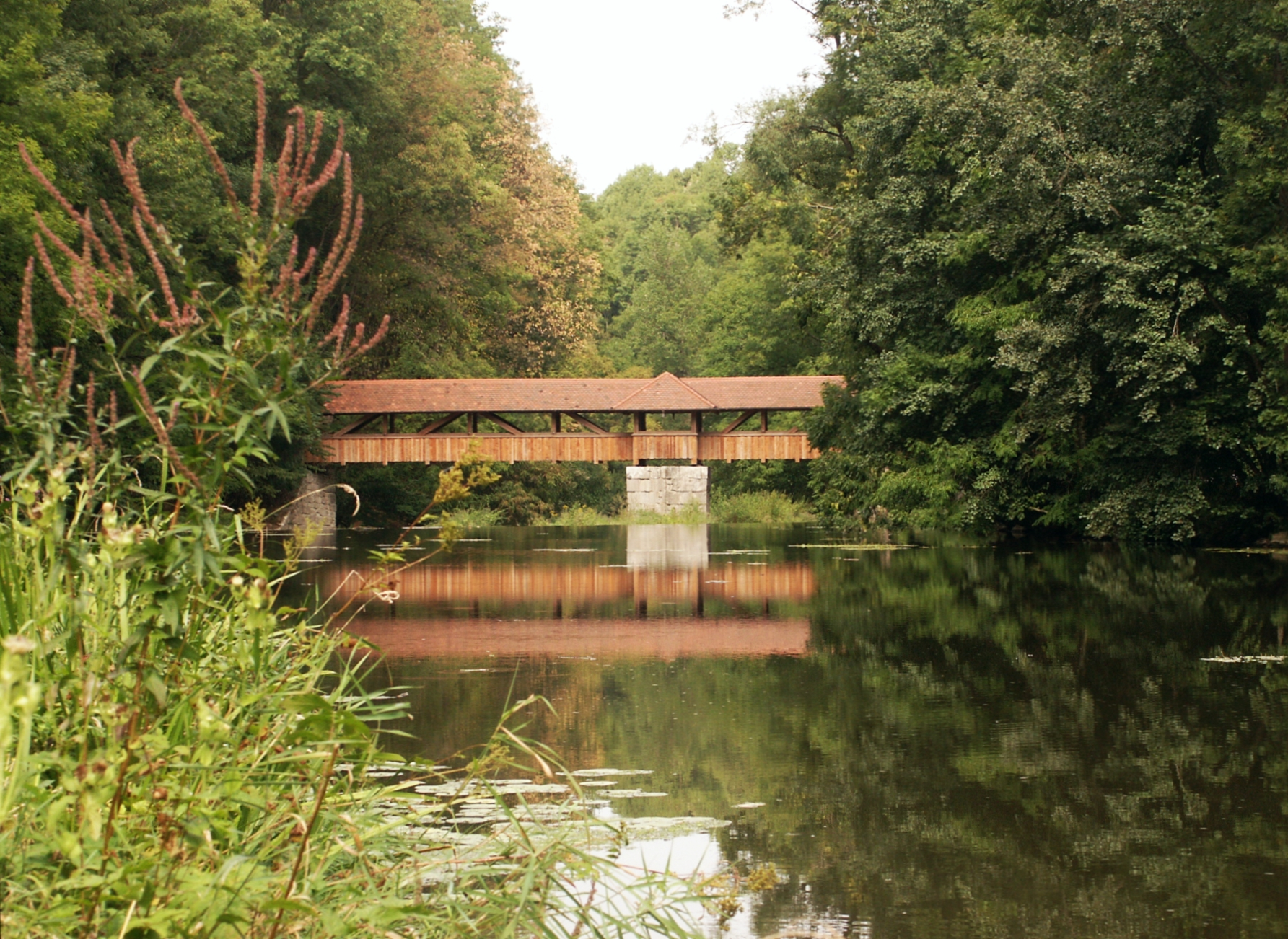
Die Jagst bei der Brücke an der ehemaligen Heinzenmühle zwischen Crailsheim und Kirchberg

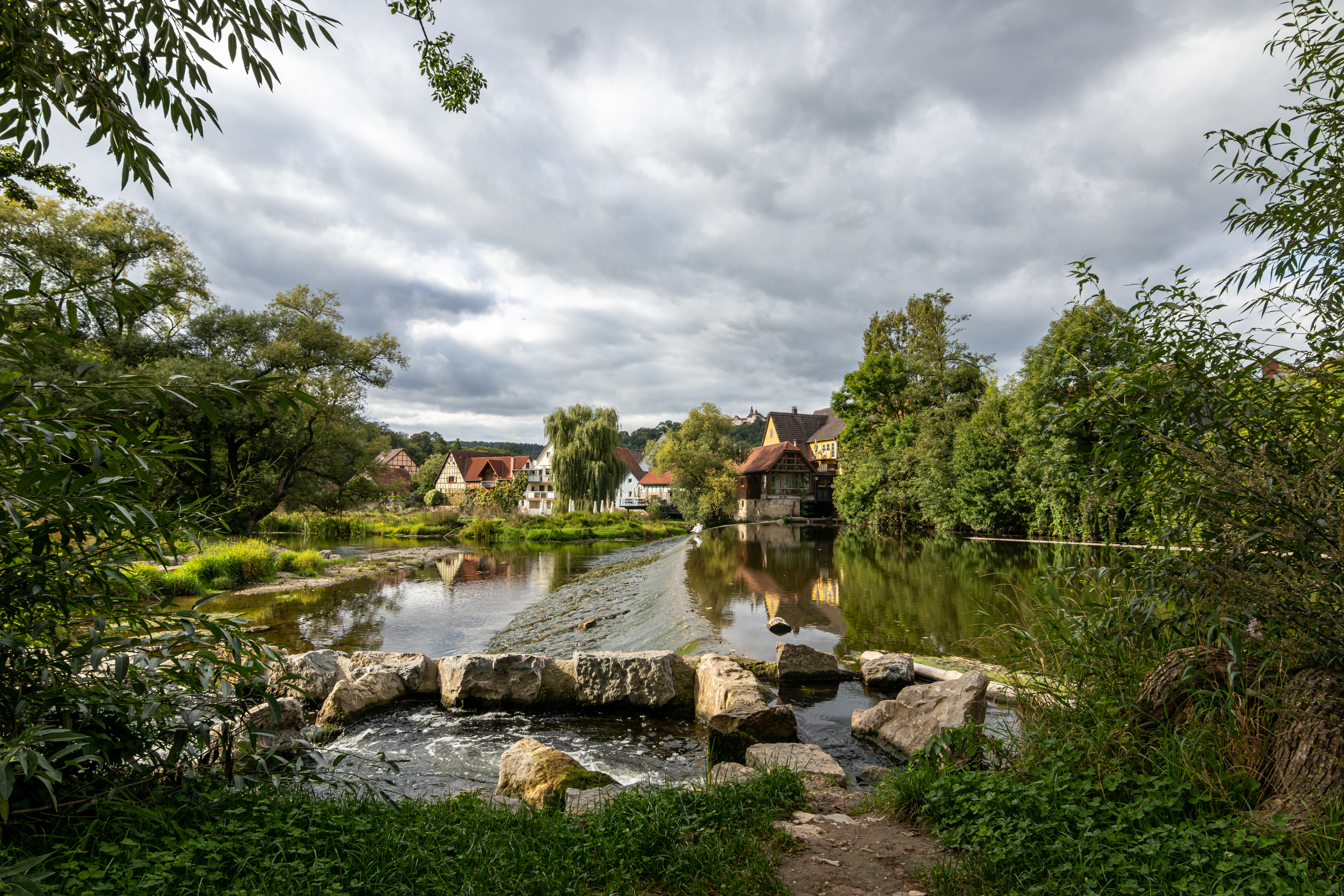
Jagst unterhalb der Stadt Langenburg in Bächlingen

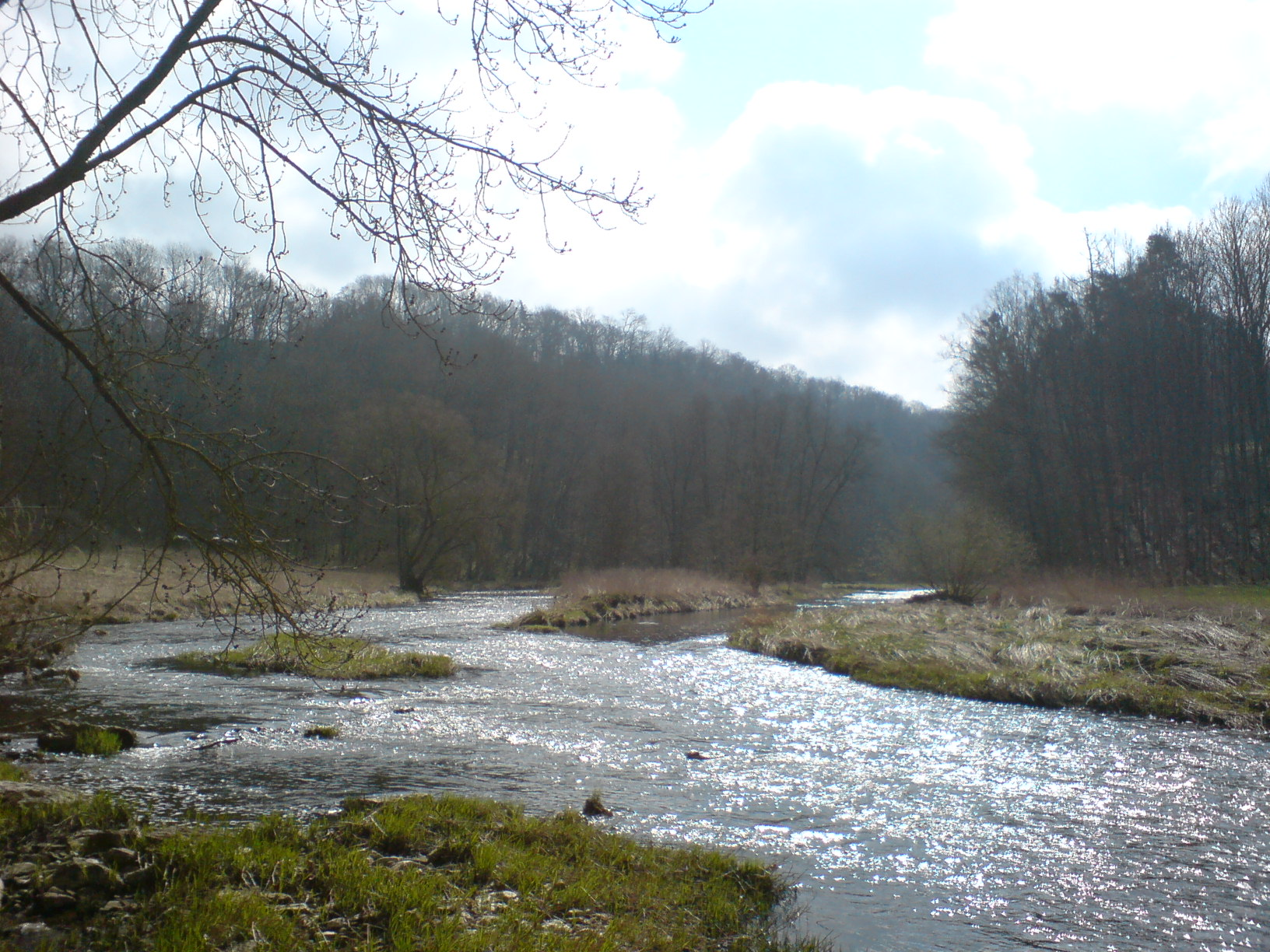
Stelle unterhalb des Bärensteins bei Bölgental, wo sich der Fluss in zwei Arme gabelt

Unterhalb Crailsheims erreicht die Jagst an der Heldenmühle den Muschelkalk der Hohenloher Ebene. Ab hier ändert sich der Charakter des Tales grundlegend. Der Fluss gräbt sich tief in die Hohenloher Ebene ein und bildet bizarre Talmäander. Ein Abschnitt, der in Luftlinie nur etwas über 8 km misst, wird von ihr auf einer mehr als doppelt so langen Fließstrecke durchlaufen. Auenmäander kann der Fluss hier wegen des höheren Gefälles und der Enge des Talbodens kaum noch ausbilden, die Aue ist ausgesprochen schmal. Eine Talstraße gibt es nicht, für Dörfer oder Städte ist das Tal zu eng. Allein Mühlen finden hier Platz, die von der Hochebene nur über steile Steigen erreicht werden können. Die meisten sind heute stillgelegt, von manchen künden nur noch Mauerreste, übriggebliebene Mühlkanäle und -wehre oder alte Namen. Mühlen waren in diesem Abschnitt ausgesprochen häufig, da das Gefälle mit etwa dreieinhalb Promille hier relativ groß ist. Während der Jagstlauf zu großen Teilen von einem Wechsel von ruhigen und schnell fließenden Abschnitten geprägt ist, findet man hier zum Teil kilometerlange schnellfließende Abschnitte. Die Jagst wirft sich in engen Kurven abwechselnd an die rechts- und linksseitigen Prallhänge, die hier besonders steil, schwer zugänglich und teilweise felsig sind und zahlreiche seltene Tier- und Pflanzenarten beherbergen. An einigen Stellen stehen hier auch größere Felswände, etwa unterhalb der Barenhalder Mühle, bei der Kernmühle oder am Baierlesstein und am Bärenstein zwischen der Heinzenmühle und Lobenhausen. Im Bereich der Kernmühle hat die Jagst fast keine Aue; die steilen Prallhänge entsteigen ihr fast unmittelbar. Weiter talabwärts bis etwa nach Lobenhausen bietet die Aue nur Platz für sehr schmale Wald- oder Wiesenstreifen; oft reicht der Wald von beiden Seiten bis an den Fluss herunter. Der in diesem Bereich meist sehr geringe Höhenunterschied zwischen Aue und Fluss kommt dem natürlichen Zustand sehr viel näher als die teilweise recht hohen Uferböschungen am Unterlauf. Oberhalb der Heinzenmühle mündet die Gronach, die unterhalb der Gröninger Hammerschmiede durch ein schluchtartiges Tal im Muschelkalk fließt. Bei Wollmershausen überquert die 347 m lange und 62 Meter hohe Jagsttalbrücke den Fluss. In der Nähe des Bärensteins gabelt sich die Jagst in zwei große Arme auf und bildet eine größere und mehrere kleine Inseln.
Ab Lobenhausen mehren sich wieder Abschnitte, an denen der Talboden so breit ist, dass wieder Raum für stärkere landwirtschaftliche Nutzung und teilweise auch für kleine Dörfer vorhanden ist. Die Talmäander bleiben aber weiterhin recht bizarr. Bei Lobenhausen, Mistlau und Kirchberg an der Jagst hat die Jagst nach dem Durchbruch von Flussschlingen markante Umlaufberge und Hochterrassen zurückgelassen. Nachdem sie Kirchberg passiert hat, dessen Altstadt auf einem Bergsporn das Tal überragt, werden die Talmäander etwas breiter, doch das Tal bietet auch weiterhin nur kleinen Dörfern Platz. Eine durchgehende Talstraße begleitet den Fluss erst ab Hessenau, unterhalb der Burg Leofels. Bei Elpershofen mündet die Brettach, der zweitlängste Zufluss. Hier, 102 Flusskilometer vor der Mündung, führt die Jagst im Jahresmittel 8,8 Kubikmeter Wasser in der Sekunde.

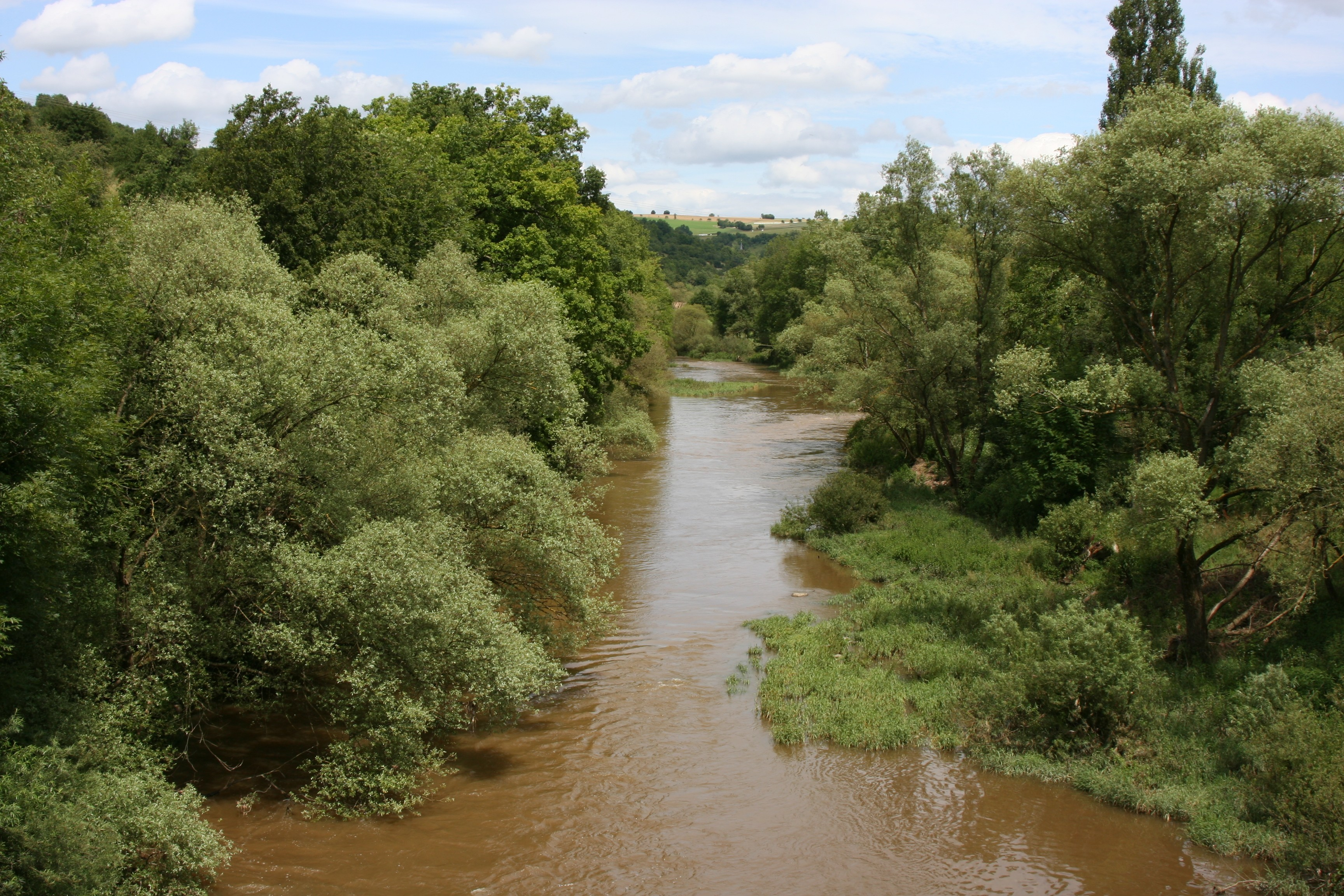
Die Jagst in Dörzbach-Hohebach

Im folgenden Abschnitt ist das Gefälle des Flusses deutlich niedriger, Wiesen und Weiden prägen das Tal, an den Hängen finden sich kleinstrukturierte Äcker, Hecken und in den oberen Hangbereichen Wälder. Die Jagst erreicht schließlich Langenburg, das mit seinem Residenzschloss auf einem Bergsporn über dem Tal thront, das sich mittlerweile mehr als 150 Meter tief eingegraben hat. Auch danach behält das Jagsttal seinen ländlichen Charakter und die Landschaft bleibt auch im Folgenden relativ reich strukturiert. Etwa ab Eberbach werden Steinriegel, Zeugen des ehemaligen Weinbaus, merklich häufiger. Unterhalb von Mulfingen mündet die Ette. Unterhalb von Hohebach, wo der gleichnamige Bach sowie der Forellenbach münden und eine vierbogige Steinbrücke den Fluss überspannt, passiert die Jagst die Kapelle St. Wendel zum Stein. Am Pegel Dörzbach, der nur wenige Meter flussabwärts steht, führt die Jagst, 73 Kilometer vor der Mündung, im Jahresmittel 11,3 Kubikmeter Wasser in der Sekunde. In diesem Bereich setzt die Jagst zu ihrem großen Bogen nach Westen und später Westsüdwesten an und erreicht zunächst Dörzbach.

#### Der Unterlauf

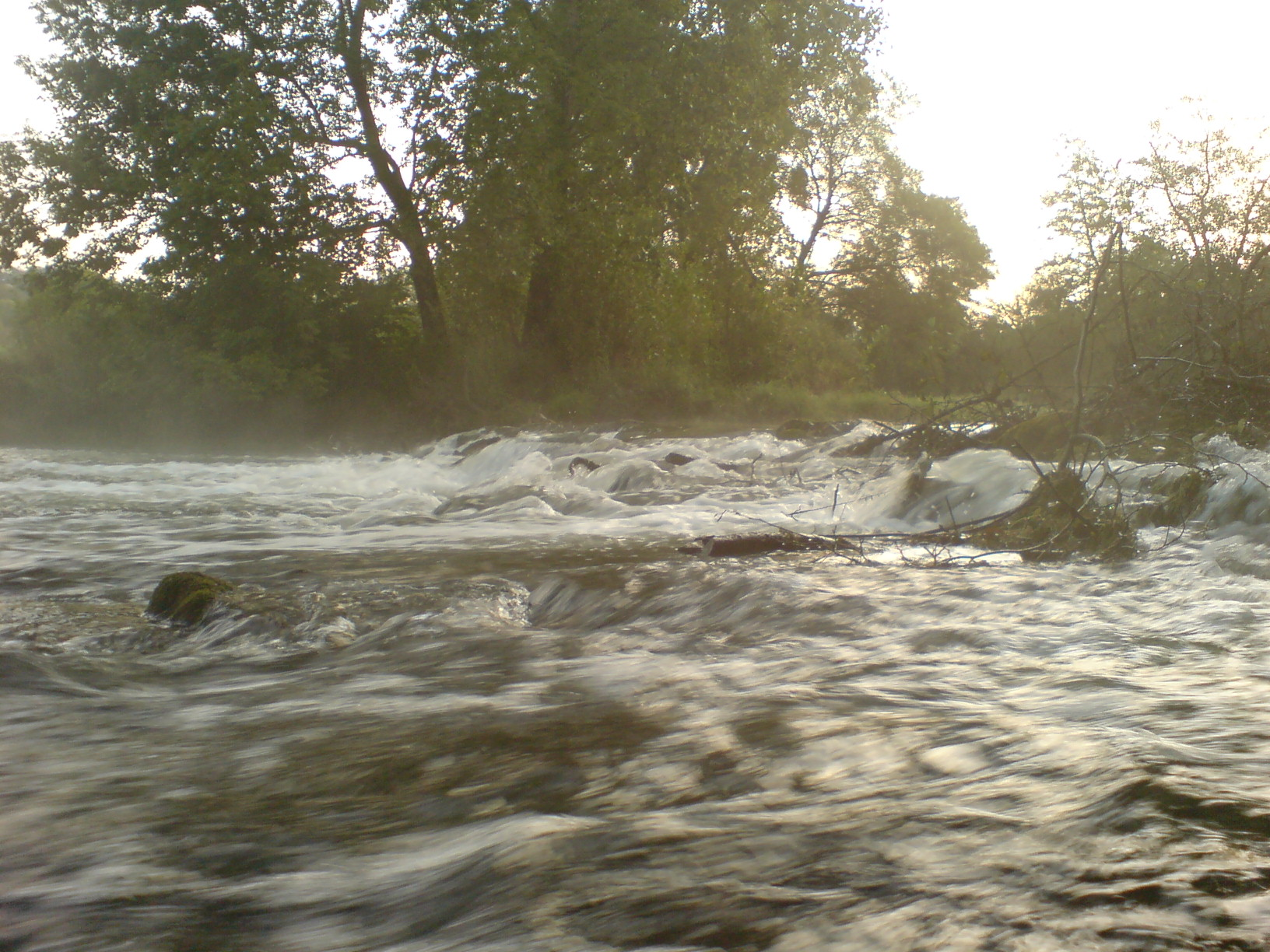
Jagst unterhalb von Widdern bei Sonnenaufgang an einem Septembermorgen

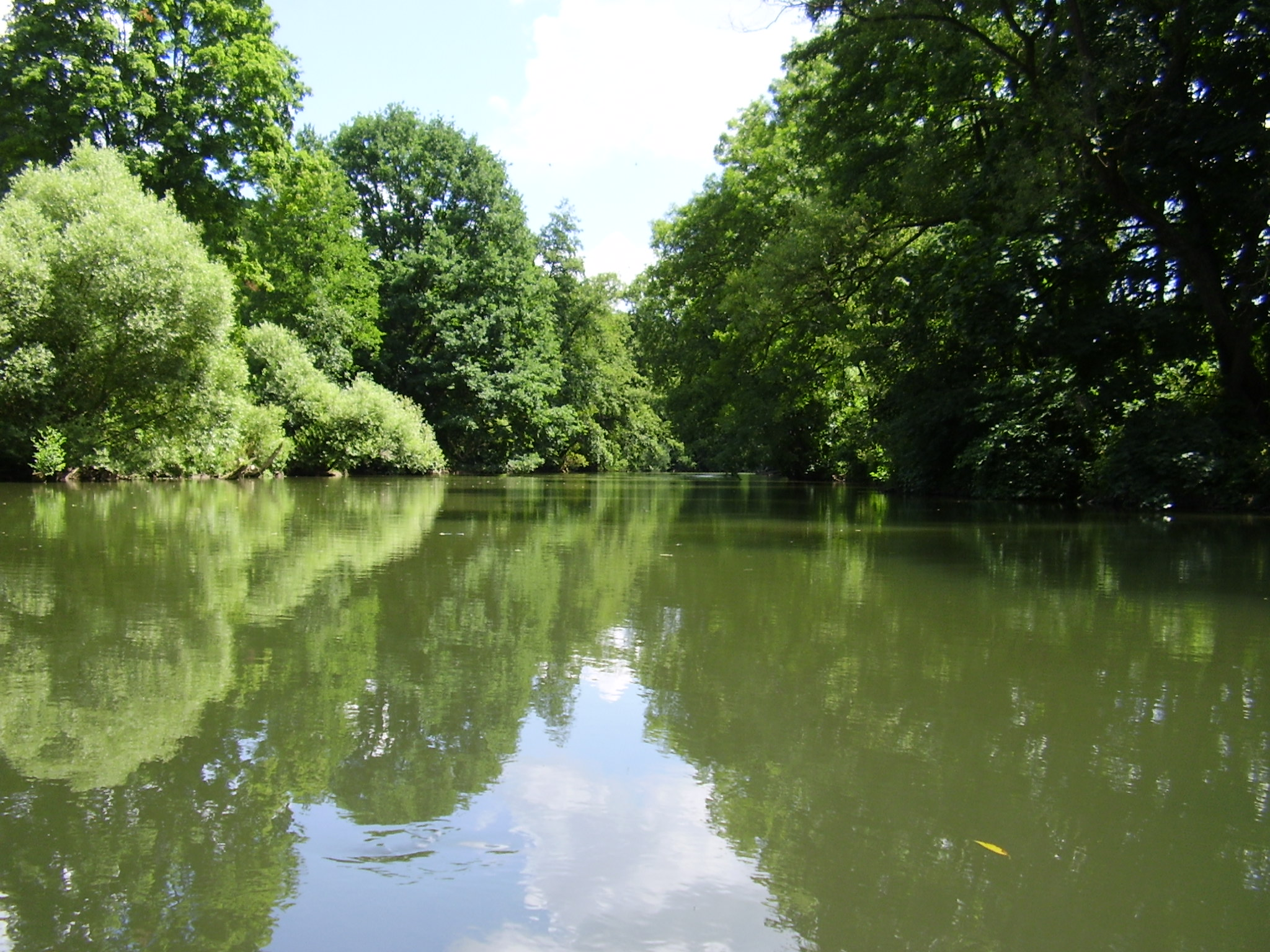
Die untere Jagst an der Schefflenzmündung

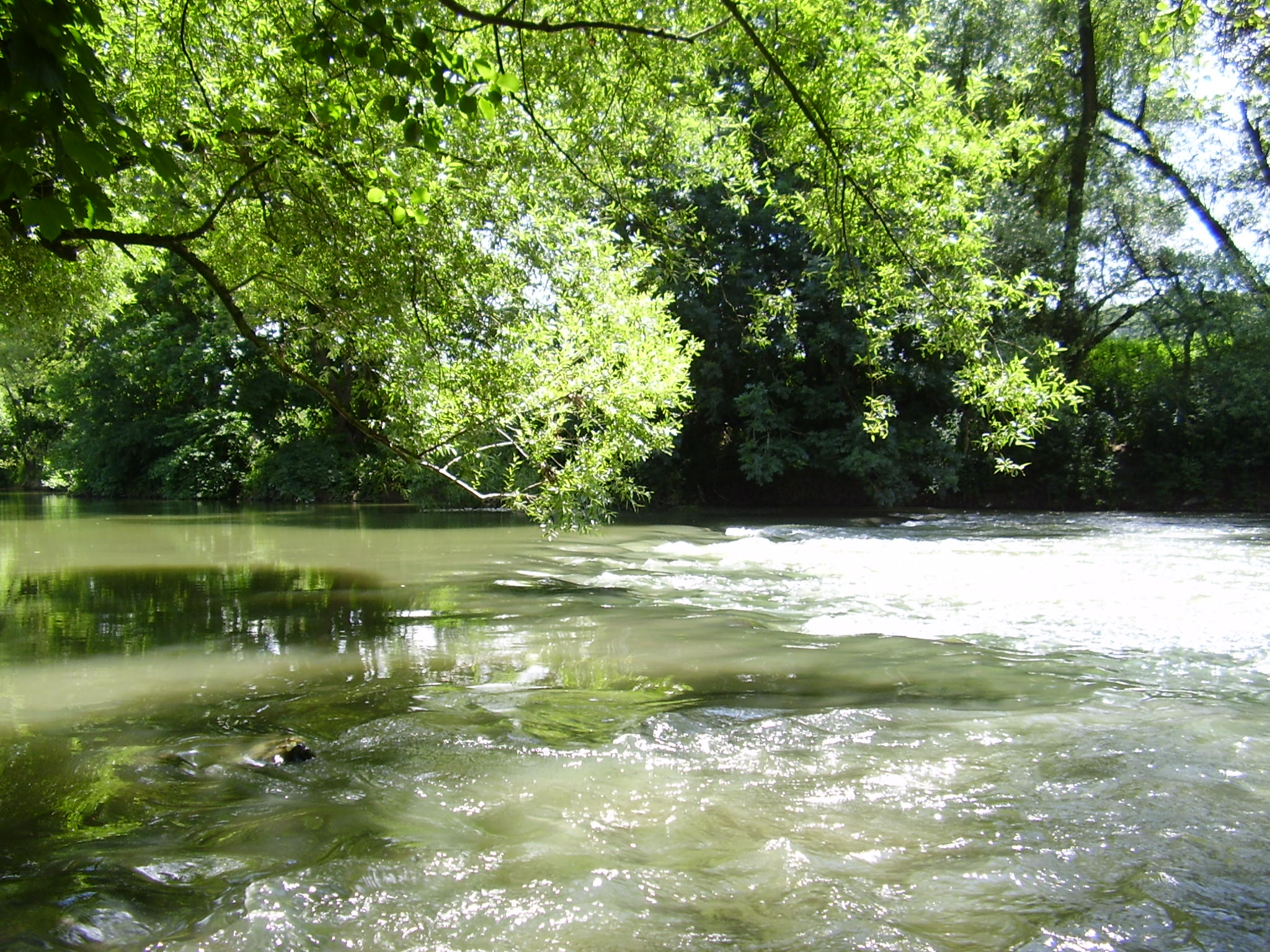
Kurz vor Untergriesheim eilt die Jagst mehrere ihrer wohl breitesten Stromschnellen hinab. Ergänzende Bilder vom Flusslauf und von der Mündung finden sich am Ende des Artikels.

Etwa zwischen Dörzbach und Westernhausen ist das Tal der Jagst bei weiterhin steilen Prallhängen auffallend breit. Ebenfalls ab Dörzbach prägt der Weinbau auf den sonnenexponierten Südhängen das Landschaftsbild. Die meisten Rebflächen wurden inzwischen aufgegeben, aber Steinriegel und kleinparzellige Terrassen zeugen weiterhin vom Umfang des Weinbaus früherer Zeiten. Der Jagst gelingt es ab hier, ihr Einzugsgebiet weit nach Norden auszustrecken. Zwischen Klepsau und Krautheim erreicht sie an der Mündung des Horrenbachs ihren nördlichsten Punkt und fließt von da ab nach Südwesten. Noch vor Krautheim befindet sich am Talhang ein natürliches Kuriosum, der Wachsende Bach, aufgrund seiner Form sehr treffend auch Kuharsch genannt. Der kleine Bach, der aus Tuffquellen am Hang entspringt, wächst als Steinerne Rinne durch absterbende und verkalkende Moosreste wie auf einem Damm in die Höhe. In Altkrautheim mündet von links der Ginsbach. Bei Marlach befindet sich am südexponierten Talhang eine größere Felswand mit ausgeprägter Trockenflora. Hier mündet auch der Sindelbach. Er kann nur ein Zehntel der Wasserführung des größten Jagstzuflusses Seckach aufweisen, ist aber noch der längste linksseitige Nebenfluss. In diesem Bereich kann die Jagst deshalb ausnahmsweise ihr Einzugsgebiet recht weit links zum Kocher hin ausstrecken. In Bieringen mündet von rechts der kräftige Erlenbach. Bald darauf passiert die Jagst in Kloster Schöntal die Klosteranlagen der ehemaligen Zisterzienserabtei und in Jagsthausen die Burg Jagsthausen (Götzenburg), ehe in Widdern mit der Kessach ein weiterer wasserreicher Bach in sie mündet. Unterhalb des Ruchsener Wehres mündet der Hergstbach, dessen Einzugsgebiet nicht unbedeutend ist, der sich aber gewöhnlich sehr wasserarm zeigt. Schließlich fließt die Jagst durch die Stadt Möckmühl, wo sie mit der Seckach ihren größten Nebenfluss aufnimmt. Auf dem Bergsporn zwischen Jagst- und Seckachtal steht die Burg Möckmühl (eine weitere Götzenburg), unterhalb schließt sich die historische Altstadt an. Ab Möckmühl werden die Schlingen der Jagst weitläufiger und das Tal etwas breiter. Im Tal verläuft ab hier ein Streckenabschnitt der Frankenbahn, die Stuttgart mit Würzburg verbindet. Die Jagst passiert Neudenau, eine weitere mittelalterlich geprägte Kleinstadt an ihren Ufern. Oberhalb von Untergriesheim fließt der Jagst die Schefflenz zu, der letzte größere Zufluss, und kurz darauf der Tiefenbach, der letzte permanent wasserführende Zufluss. Am Pegel Untergriesheim, fünf Kilometer vor der Mündung, führt die Jagst im Jahresmittel mittlerweile 18,6 Kubikmeter Wasser in der Sekunde. Bei Jagstfeld, einem Ortsteil der Stadt Bad Friedrichshall, tritt die Jagst schließlich ins Neckartal ein. Sie verbreitert sich leicht und mündet gegenüber dem Stift Wimpfen im Tal auf 142,8 m Höhe in den dort von Südosten kommenden Rhein-Nebenfluss Neckar. Hoch über dem Neckar thront die Silhouette der ehemaligen Reichsstadt Bad Wimpfen.

### Jagst und Kocher
Der Kocher, der ebenfalls an der Ostalb entspringt, fließt links von ihr durchgehend mehr oder weniger parallel zur Jagst. Beide Flüsse kommen sich dabei oft recht nahe. Besonders ausgeprägt ist der parallele Lauf an den Unterläufen. Bei Jagsthausen nähern sich die Flüsse bis auf 1,6 km, um danach gleich wieder ein Mehrfaches an Abstand zu gewinnen. Kurz vor Bad Friedrichshall liegen die Flüsse gar nur etwa 1,3 km auseinander. Auch die Mündungen sind in Luftlinie nur etwa zwei Kilometer voneinander entfernt.
Die oft wegen des frappanten Gleichlaufs als Zwillingsflüsse bezeichneten Gewässer Jagst und Kocher konkurrieren heftig ums Wasser, oberirdisch wie unterirdisch. Fast über den gesamten Verlauf ist dabei der tiefer liegende Kocher erfolgreicher. Die Jagst ist zwar etwas länger, der Kocher hat jedoch das größere Einzugsgebiet und führt mehr Wasser. Die nahe Konkurrenz lässt aber auch ihn, gemessen an seiner Länge, relativ wasserarm sein. Das Tal des Kochers ist dichter besiedelt, das der Jagst dagegen stärker naturbelassen und reicher an botanischen und zoologischen Raritäten.
In der Literatur wurde der Gleichlauf von Jagst und Kocher oft eher verklärt, beispielsweise als „neckisches Spiel“, „als wollten sie sich haschen“, auch als „verspielte Zwillinge“ wurden sie beschrieben. In einem Hohenloher Mundartgedicht aus dem Jahr 1932 formuliert N. Landwehr, dem südlichen Nachbarfluss offenbar ebenfalls Respekt zollend: „Der Kocher schlupfet gar zu gern / noch näher zu’re nou; er denkt: zu so’ner schiene Fraa / ghört aa en schiener Mou.“

### Nebenflüsse
Die Jagst hat nur recht kleine Zuflüsse, noch der größte unter ihnen ist die in Möckmühl mündende Seckach, die 28 Kilometer lang ist, ein Einzugsgebiet von 261 km² hat und mit etwa 2,5 m³/s die größte mittlere Wasserführung von allen Jagst-Nebenflüssen besitzt und von manchen schon als Fluss angesehen wird. Sechs der Jagstzuflüsse sind wenigstens 20 Kilometer lang; es sind – flussabwärts zusammen mit den Mündungsorten aufgeführt – die Röhlinger Sechta bei Rainau-Schwabsberg, die den jungen Bach Jagst erst zu einem Fluss macht; die Brettach bei Gerabronn-Elpershofen, ihr zweitgrößter Nebenfluss; der Erlenbach bei Schöntal-Bieringen; die Kessach in Widdern; die schon erwähnte Seckach in Möckmühl; schließlich die Schefflenz bei Bad Friedrichshall-Untergriesheim. Diese sechs fließen ihr alle von rechts zu, ebenso die im Folgenden noch aufgezählten Nebenflüsse mit einer Länge zwischen 10 und 20 km: die Rechenberger Rot bei Jagstzell-Schweighausen; der Reiglersbach in Stimpfach; die Gronach bei Satteldorf-Bölgental; der Rötelbach in Mulfingen-Eberbach; die Ette bei Mulfingen-Bachmühle; der Rißbach in Mulfingen-Ailringen; zuletzt der Hergstbach in Möckmühl-Ruchsen.
Die größeren unter den linken Nebenflüssen sind die Orrot bei Jagstzell-Schweighausen, die Speltach und die Maulach bei Crailsheim-Jagstheim sowie als längster unter diesen der Sindelbach in Schöntal-Marlach. Keiner von ihnen erreicht jedoch auch nur eine Länge von 14 km, also die halbe der Seckach.

#### Diagramm
Zuflüsse der Jagst mit einer Länge gerundet ab 10 km

#### Tabelle der großen Zuflüsse
Tabelle der nach Länge oder Einzugsgebiet 20 größten direkten Zuflüsse.
| Name             | GKZ       | Seite  | Stat. km | Länge km | EZG km² | Mündung Ort                                   | m ü. NHN | Ursprung Ort                              | m ü. NHN | Bemerkung                                 |
| ---------------- | --------- | ------ | -------- | -------- | ------- | --------------------------------------------- | -------- | ----------------------------------------- | -------- | ----------------------------------------- |
| Röhlinger Sechta | 2388-1200 | rechts | 168,8    | 020,0    | 0090,5  | ⊙ vor Rainau-Schwabsberg                      | 441      | ⊙westlich von Ellenberg                   | 525      | Strang Ellenberger Rot → Röhlinger Sechta |
| Sizenbach        | 2388-1320 | links  | 164,7    | 009,1    | 0013,0  | ⊙ bei Ellwangen-Schleifhäusle                 | 432      | ⊙ nahe Neuler-Schönberger Hof             | 510      | Strang Frankenbach → Sizenbach            |
| Rotenbach        | 2388-1340 | links  | 163,2    | 007,7    | 0017,1  | ⊙ in Ellwangen-Rotenbach                      | 430      | ⊙ bei Rosenberg-Hohenberg                 | 497      |                                           |
| Fischbach        | 2388-1380 | rechts | 155,6    | 008,9    | 0017,3  | ⊙ vor Jagstzell-Schweighausen                 | 418      | ⊙ bei Ellenberg-Georgenstadt              | 497      | Strang Eschenbach → Fischbach             |
| Rechenberger Rot | 2388-1400 | rechts | 154,2    | 014,8    | 0035,7  | ⊙ bei Jagstzell-Schweighausen                 | 421      | ⊙ bei Fichtenau-Wäldershub                | 511      | Strang Gunzenbach → … → Rechenberger Rot  |
| Orrot            | 2388-1512 | links  | 153,8    | 009,9    | 0020,8  | ⊙ bei Jagstzell-Schweighausen                 | 416      | ⊙ bei Rosenberg-Hummelsweiler             | 488      | Strang Glasbach → Orrot                   |
| Reiglersbach     | 2388-1540 | rechts | 146,4    | 011,2    | 0026,3  | ⊙ bei Stimpfach                               | 410      | ⊙ bei Crailsheim-Wegses                   | 518      |                                           |
| Speltach         | 2388-1600 | links  | 140,7    | 011,3    | 0037,4  | ⊙ bei Crailsheim-Jagstheim                    | 403      | ⊙ bei Vellberg-Lorenzenzimmern            | 457      | Strang Lanzenbach → Speltach              |
| Maulach          | 2388-1720 | links  | 139,2    | 011,7    | 0024,8  | ⊙ bei Crailsheim-Stöckenhof                   | 403      | ⊙ nördlicher Burgbergwald                 | 468      | Strang Buchklingenbach → Maulach          |
| Gronach          | 2388-1800 | rechts | 123,0    | 010,4    | 0027,1  | ⊙ nach Satteldorf-Kernmühle                   | 371      | ⊙ bei Satteldorf-Horschhausen             | 469      |                                           |
| Brettach         | 2388-2000 | rechts | 103,3    | 027,8    | 0181,0  | ⊙ bei Gerabronn-Elpershofen                   | 307      | ⊙ bei Blaufelden-Ehringshausen            | 433      | Strang Seegraben → Brettach               |
| Rötelbach        | 2388-3200 | rechts | 087,8    | 009,9    | 0028,8  | ⊙ bei Mulfingen-Eberbach                      | 275      | ⊙ bei Langenburg-Ludwigsruhe              | 474      |                                           |
| Ette             | 2388-3400 | rechts | 080,3    | 016,0    | 0043,2  | ⊙ bei Mulfingen-Bachmühle                     | 258      | ⊙ bei Blaufelden-Lentersweiler            | 486      | Strang Tierbach → Ette                    |
| Rißbach          | 2388-3600 | rechts | 075,9    | 009,8    | 0019,1  | ⊙ in Mulfingen-Ailringen                      | 248      | ⊙ bachaufwärts von Mulfingen-Hollenbach   | 422      | Strang Hollenbach → Rißbach               |
| Ginsbach         | 2388-3760 | links  | 063,2    | 006,8    | 0019,2  | ⊙ in Krautheim-Altkrautheim                   | 163      | ⊙ bachaufwärts von Krautheim-Oberginsbach | 224      |                                           |
| Sindelbach       | 2388-3800 | links  | 058,2    | 013,7    | 0026,4  | ⊙ in Schöntal-Marlach                         | 218      | ⊙ nördlich Ingelfingen-Hermuthausen       | 422      |                                           |
| Erlenbach        | 2388-4000 | rechts | 051,4    | 023,5    | 0104,7  | ⊙ in Schöntal-Bieringen                       | 209      | ⊙ nordöstlich von Assamstadt              | 348      |                                           |
| Kessach          | 2388-5200 | rechts | 033,4    | 026,4    | 0073,8  | ⊙ in Widdern                                  | 182      | ⊙ nordöstlich von Ahorn-Berolzheim        | 383      | Strang Berolzheimer Kästle → Kessach      |
| Hergstbach       | 2388-5400 | rechts | 027,5    | 014,7    | 0032,5  | ⊙ in Möckmühl-Ruchsen                         | 176      | ⊙ bei Osterburken-Marienhöhe              | 348      | Strang Hergstgraben → Hergstbach          |
| Seckach          | 2388-6000 | rechts | 025,4    | 036,8    | 0260,6  | ⊙ in Möckmühl                                 | 172      | ⊙ westlich Walldürn-Altheim               | 425      | Strang Roscheltgraben → Kirnau → Seckach  |
| Schefflenz       | 2388-8000 | rechts | 006,5    | 024,3    | 0096,9  | ⊙ vor Bad Friedrichshall-Untergriesheim       | 151      | ⊙ nördlich von Seckach-Großeicholzheim    | 328      |                                           |
| Tiefenbach       | 2388-9200 | rechts | 005,8    | 009,7    | 0015,4  | ⊙ gegenüber Bad Friedrichshall-Untergriesheim | 151      | ⊙ südwestlich von Billigheim-Sulzbach     | 285      |                                           |
| Jagst            | 2388-9999 | n. a.  | 0        | 189,9    | 1836,8  | ⊙ gegenüber Bad Wimpfen-Wimpfen im Tal        | 143      | ⊙ bei Unterschneidheim-Walxheim           | 518      |                                           |

### Naturräume

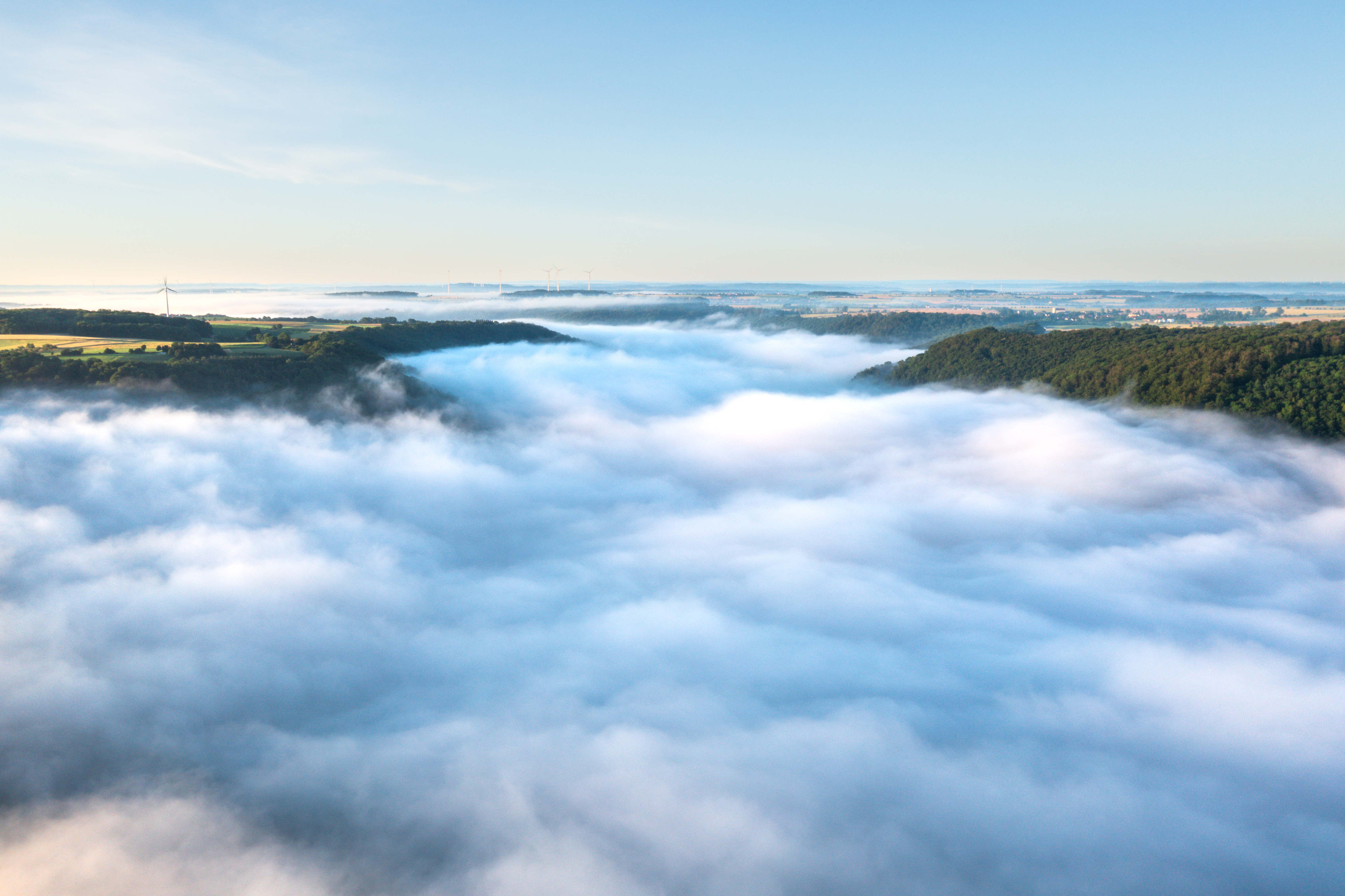
Nebel im Jagsttal im Naturraum Hohenloher und Haller Ebene. Blick vom Langenburger Talsporn nach Norden über das eingewölkte Jagsttal.

Die Jagst durchfließt den Groß-Naturraum des Südwestdeutschen Stufenlands. Von der Quelle zur Mündung durchfließt sie die folgenden Teilräume (hierarchische Darstellung), einige von denen nach dem Fluss benannt sind:
- Schwäbisches Keuper-Lias-Land
  - Vorland der östlichen Schwäbischen Alb
    - Härtsfeldvorland
      - Pfahlheim-Rattstädter Liasplatten – bis Heidmühle (Stadt Bopfingen)
      - Hügelland von Baldern – von Heidmühle bis Westhausen
      - Goldshöfer Terrassenplatten – von Westhausen bis Schwabsberg (Gemeinde Rainau)

  - Schwäbisch-Fränkische Waldberge
    - Ellwanger Berge und Randhöhen 
      - Ellwanger Berge – von Schwabsberg bis Stimpfach
      - Burgberg-Vorhöhen und Speltachbucht – von Stimpfach linksseits bis Jagstheim (Stadt Crailsheim)

  - Frankenhöhe
    - Südliche Frankenhöhe
      - Crailsheimer Hardt – von Stimpfach rechtsseits bis Jagstheim (Stadt Crailsheim)
- Neckar- und Tauber-Gäuplatten
  - Hohenloher und Haller Ebene
    - Crailsheimer Bucht – von Jagstheim bis Weidenhäuser Mühle (Stadt Crailsheim)
    - Randbuchten der Frankenhöhe
      - Gronachbucht – nur kurz rechtsseits an der Weidenhäuser Mühle

  - Kocher-Jagst-Ebenen
    - Östliche Kocher-Jagst-Ebene
      - Östliche Kocher-Jagst-Riedel – von der der Weidenhäuser Mühle überwiegend rechtsseits bis zur Jagsttalbrücke der A 6
      - Bartenstein-Langenburger Platten – von der der Weidenhäuser Mühle überwiegend linksseits bis zur Jagsttalbrücke der A 6

    - Jagsttal
      - Mittleres Jagsttal – von der Jagsttalbrücke der A 6 bis Ailringen (Gemeinde Mulfingen)
      - Unteres Jagsttal – von Ailringen bis vor Schloss Domeneck (Stadt Möckmühl)

    - Neudenauer Hügel – von Domeneck bis Untergriesheim (Stadt Bad Friedrichshall)

  - Hohenloher und Haller Ebene
    - Kocherplatten und Krumme Ebene – von Untergriesheim bis Jagstfeld (Stadt Bad Friedrichshall)

  - Neckarbecken
    - Heilbronner Bucht
      - Heilbronn-Wimpfener Tal – Jagstfeld und Mündung

### Städte und Gemeinden
Die Jagst durchläuft eine fast überall ländliche Region mit einer für baden-württembergische Verhältnisse recht niedrigen Bevölkerungsdichte. Crailsheim (ca. 33.000 Einwohner) und Ellwangen (ca. 25.000 Einwohner) sind noch die beiden größten Städte an der Jagst, gefolgt von Bad Friedrichshall (ca. 19.000 Einwohner), von dem jedoch nur der kleine Ortsteil Jagstfeld im Tal liegt. Möckmühl ist mit ca. 8.000 Einwohnern die viertgrößte Stadt an der Jagst und der größte Ort auf der gesamten, gut 130 km langen Fließstrecke zwischen Crailsheim am Oberlauf und der Mündung in den Neckar.
Die Jagst durchfließt oder berührt das Gebiet folgender Städte und Gemeinden:
| Kommune            | Flusslänge | Bemerkung                                                               |
| ------------------ | ---------- | ----------------------------------------------------------------------- |
| Unterschneidheim   | 3 km       |                                                                         |
| Westhausen         | 13 km      | je etwa die Hälfte vor und nach Lauchheim                               |
| Lauchheim          | 4 km       |                                                                         |
| Rainau             | 7 km       |                                                                         |
| Ellwangen          | 9 km       |                                                                         |
| Jagstzell          | 7 km       |                                                                         |
| Stimpfach          | 4 km       |                                                                         |
| Frankenhardt       | 3 km       | nur kleiner Zwickel rechtsseitig                                        |
| Crailsheim         | 20 km      | knapp zur Hälfte nur linksseitig                                        |
| Satteldorf         | 13 km      | überwiegend nur rechtsseitig                                            |
| Kirchberg          | 14 km      |                                                                         |
| Ilshofen           | 4 km       |                                                                         |
| Gerabronn          | 4 km       |                                                                         |
| Langenburg         | 10 km      |                                                                         |
| Mulfingen          | 15 km      |                                                                         |
| Dörzbach           | 6 km       |                                                                         |
| Krautheim          | 11 km      |                                                                         |
| Schöntal           | 15 km      |                                                                         |
| Jagsthausen        | 8 km       |                                                                         |
| Widdern            | 7 km       |                                                                         |
| Möckmühl           | 11 km      |                                                                         |
| Neudenau           | 13 km      |                                                                         |
| Bad Friedrichshall | 8 km       |                                                                         |
| Gundelsheim        | 1 km       | nur rechtsseitig                                                        |
| Offenau            | ca. 1⁄2 km | nur rechtsseitig                                                        |
| Bad Wimpfen        | ca. 1⁄4 km | nur das linke Ufer der Spitze des Mündungsdreiecks von Jagst und Neckar |

Kilometerangaben wurden meist auf natürliche Zahlen gerundet. Die Summe übertrifft die Gesamtlänge des Flusses deutlich wegen der Strecken, auf denen beidseits verschiedene Kommunen liegen.

### Verkehrswege
Eine Bahntrasse begleitet die Jagst zwischen Lauchheim und Crailsheim. Früher verband die Jagsttalbahn, eine Schmalspurbahn, Möckmühl mit Dörzbach. Ab Dörzbach wurde im Mai 2024 auf einem Teilstück der Verkehr wieder aufgenommen, an der Verlängerung wird gearbeitet. Zwischen Möckmühl und Bad Friedrichshall-Jagstfeld verläuft ein Streckenabschnitt der Frankenbahn durchs Jagsttal.
Der Betrieb der Jagsttalbahn wurde 1988 eingestellt, größtenteils sind Trasse, Brücken und Anlagen gut erhalten, doch wurden auf Möckmühler Gebiet die Gleise demontiert, sie mussten der Umgestaltung des Möckmühler Bahnhofsgeländes, vor allem aber dem Ausbau des Kocher-Jagst-Radweges weichen. Dieser begleitet die Jagst fast durchgehend. Von ihm gehen zahlreiche andere Radwanderwege ab, darunter diejenigen durch das Seckach- und durch das Kessachtal.
Drei Autobahnen führen über die Jagst. Am Oberlauf quert bei Westhausen die A 7 auf einer 19 Meter hohen Brücke den jungen Fluss, am Mittellauf die A 6 im Bereich der Gronachmündung zwischen Crailsheim und Kirchberg auf einer 62 Meter hohen Brücke, am Unterlauf bei Widdern kreuzt die A 81 auf der 80 Meter hohen Jagsttalbrücke das Tal.

## Einzugsgebiet und Wasserführung

### Besonderheiten des Einzugsgebietes und die Wasserarmut der Jagst

#### Allgemeines zum Einzugsgebiet

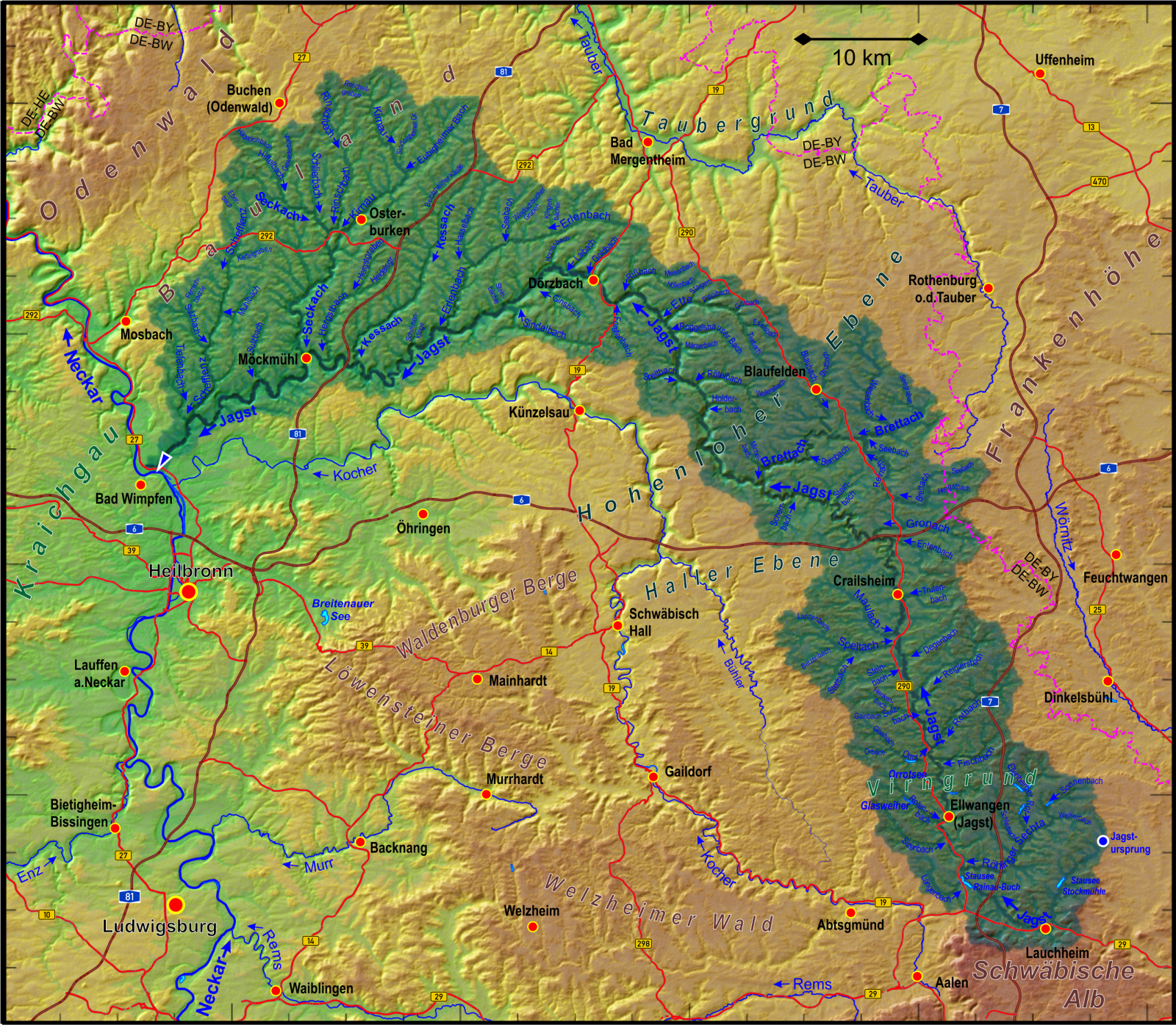
Einzugsgebiet der Jagst

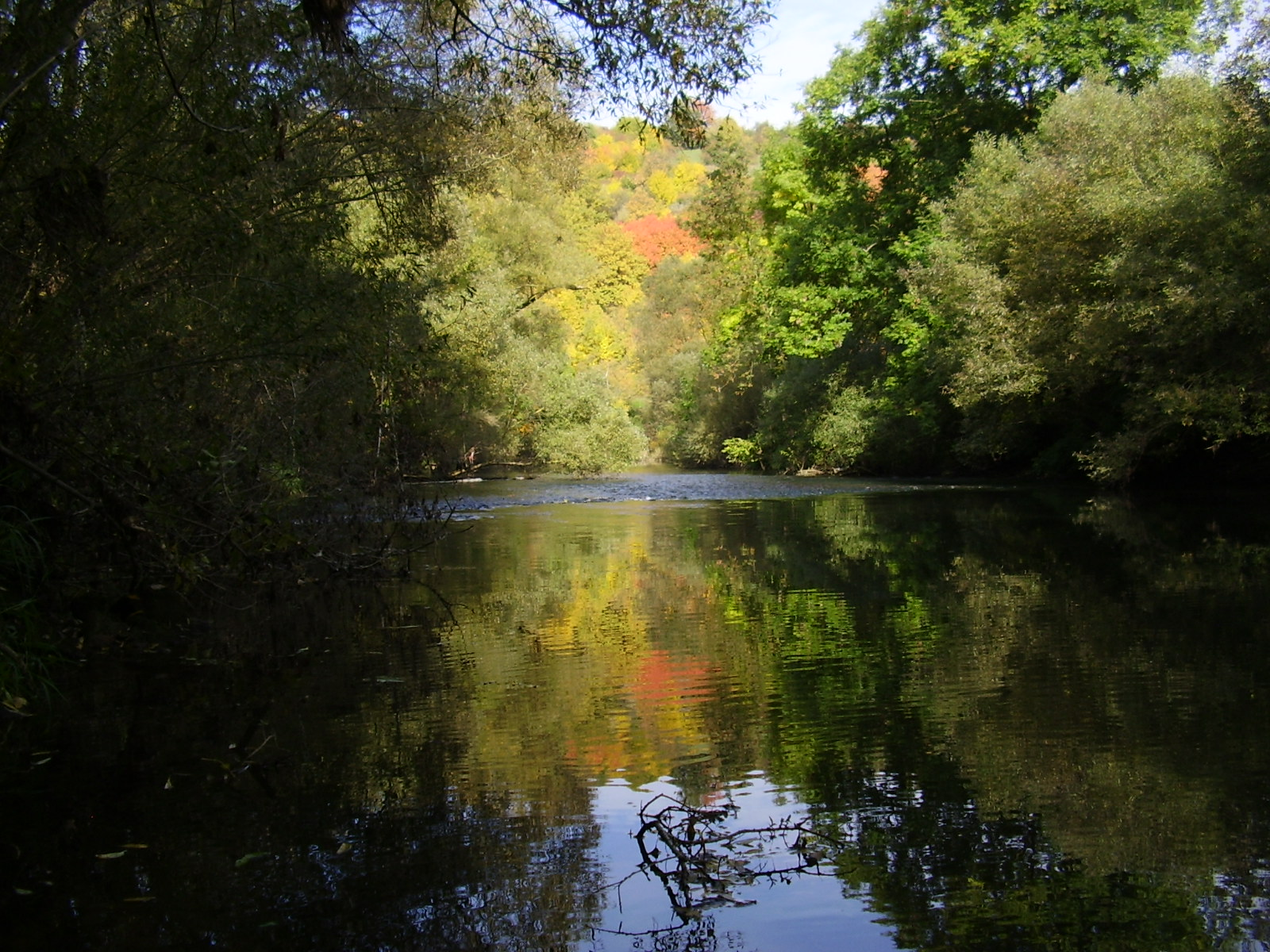
Herbstliche Jagst bei Ruchsen

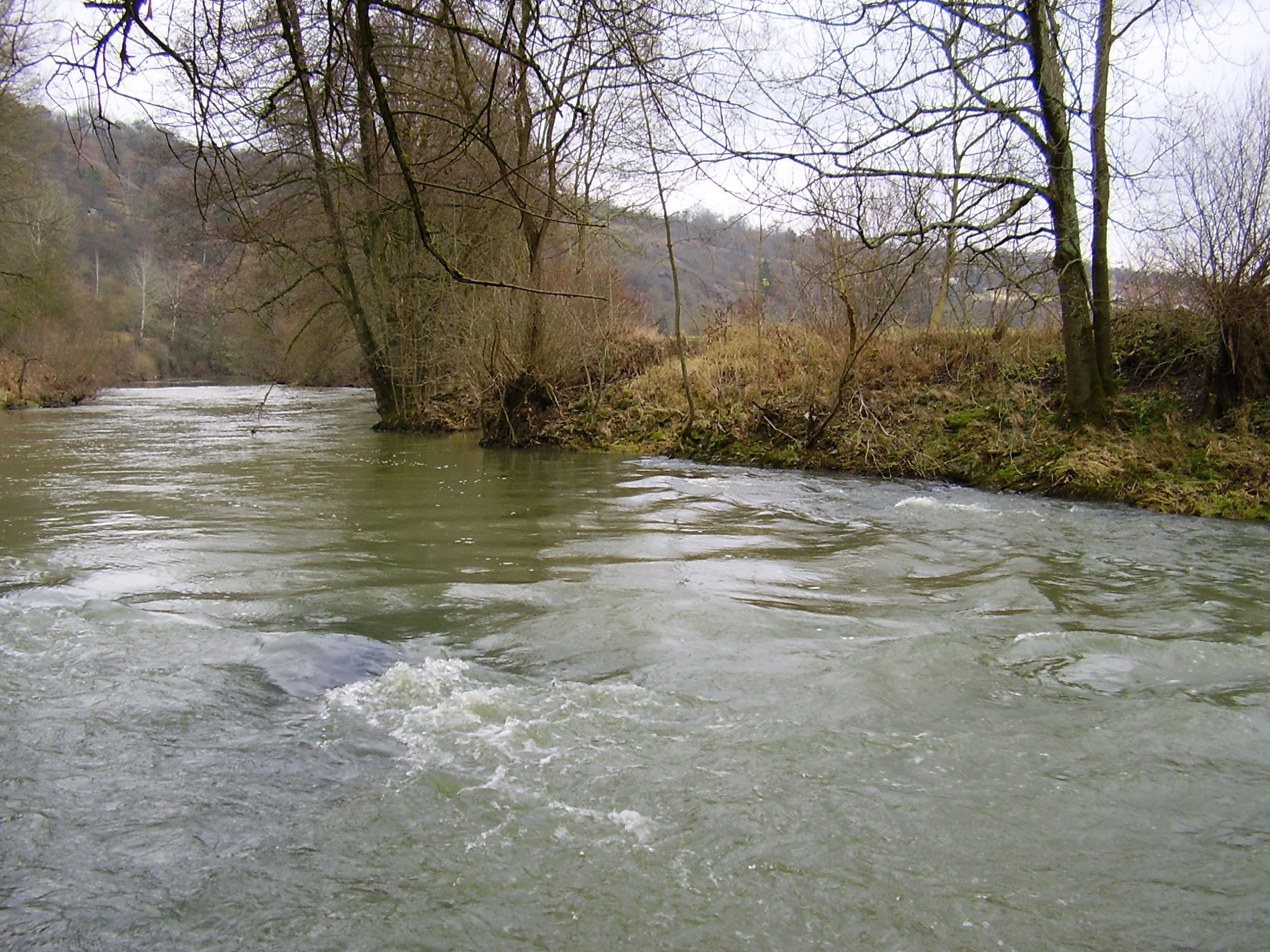
Im November hat sich die Wasserführung meist erholt. Aufnahme oberhalb Möckmühls

Das Einzugsgebiet der Jagst ist 1837 km² groß. Im Südosten, zwischen Schwäbischer Alb und Frankenhöhe, fällt die Grenze des Einzugsgebiets mit der Europäischen Hauptwasserscheide zusammen, die hier den Abfluss Richtung Rhein und Donau voneinander trennt. Für einen Fluss ihrer Länge ist die Fläche des Einzugsgebiets ungewöhnlich gering. Dies erklärt zum Teil, warum der Fluss trotz seiner stattlichen Länge und nicht auffällig geringer Niederschläge wenig Wasser führt.
Das Einzugsgebiet der Jagst bleibt relativ klein, weil einige andere Flüsse recht nahe konkurrieren, darunter besonders der oben bereits erwähnte Kocher, der sie zur Linken fast auf ihrem ganzen Lauf begleitet. Zwischendurch übernimmt diese Rolle auch die Bühler, ein rechter Nebenfluss des Kochers und das einzige größere Fließgewässer, das sich zwischen den beiden sogenannten Zwillingsflüssen bilden konnte. Dabei liegt die Wasserscheide zum Vorteil des Kochers meist sehr nahe bei der Jagst. Uneinheitlicher ist die Situation zu ihrer Rechten, doch auch von hier erreichen die Jagst nur kleine Nebenflüsse. Am Ober- und Mittellauf begrenzen Wörnitz und Tauber ihr Einzugsgebiet nach Osten und Nordosten, diese beiden Flüsse bleiben jedoch bis zu ihren Mündungen unter den Dimensionen der Jagst. Erst an ihrem Unterlauf, nachdem sich die Tauber nordwärts entfernt hat, kann die Jagst ihr Einzugsgebiet weiter nach Norden ausstrecken, hier erreichen nun kräftigere Zuflüsse aus dem Bauland ihren Lauf.

#### Gründe für das Ungleichgewicht zwischen Kocher und Jagst
Bei Betrachtung des Einzugsgebietes erscheint die Wasserführung der Jagst für einen Fluss ihres Typs nicht ungewöhnlich niedrig; doch fällt die geringere Wasserführung gegenüber dem nahe benachbarten Kocher auf. Obwohl ihr oberirdisches Einzugsgebiet nur etwa 7 % kleiner ist als das seine, führt die Jagst dennoch um 29 % weniger Wasser als der Kocher (Bemessungszeitraum 1980–2003). Schon die Quellen der beiden Flüsse sind ganz verschieden. Der Kocher entsteht aus zwei kräftigen Karstquellen in der Schwäbischen Alb und beginnt seinen Lauf schon sehr wasserreich, während die Anfänge der Jagst außerhalb der Alb liegen, wo sie aus kümmerlichen Rinnsalen ihre Wasser erst zu sammeln beginnt. Von größerer Bedeutung für die Gesamtwasserführung sind jedoch die Verluste durch Versickerung und die unterschiedlichen Niederschlagsmengen in den Einzugsgebieten.
Die Jagst verliert beträchtliche Wassermengen durch Versickerung. Ihr Flussbett liegt an vergleichbaren Punkten deutlich über dem des Kochers und der Bühler und auch höher als das der Tauber im Osten. Im Unterlauf schwinden dann die Höhenunterschiede. Eine der bekannten Versickerungsstellen liegt an der Heldenmühle bei Crailsheim, wo die Jagst eine geologische Verwerfung quert. Früher verlor sie an den Hauptversickerungsstellen unterhalb des Wehrs bei geschlossenem Wehrkanal und einem Pegelstand von 83 cm in Crailsheim von 480 l/s Zufluss volle 470 l/s oder 97 %, bei einem höheren Pegelstand von 108 cm waren es von 870 l/s immerhin noch 560 l/s oder fast zwei Drittel des Zuflusses. In Trockenzeiten konnte es vorkommen, dass sich der Fluss in eine Reihe von Tümpeln auflöste. Auf Betreiben der Müller, die sich zwischen Crailsheim und Klepsau zusammengeschlossen hatten, schritt man kurz vor dem Ersten Weltkrieg zu einer drastischen Maßnahme, indem man das Flussbett an den Hauptversickerungsstellen ausbetonierte.
Heute ist an der Heldenmühle keine Versickerung mehr wahrnehmbar. Die Nähe zur nur etwa 1 km entfernten Bachschwinde des Kreuzbachs und die geologischen Gegebenheiten lassen den Schluss zu, dass das Wasser von der Jagstversinkung zur Quellgruppe Neunbronn an der Bühler und damit zum Kocher floss. Für die Schwinde am Kreuzbach wurde Anfang der 1970er Jahre durch Färbeversuche die Verbindung nach Neunbronn und damit die Unterquerung des Jagstlaufs nachgewiesen.
Andere bedeutende Versickerungsstellen gibt es im Teileinzugsgebiet der Brettach, des zweitgrößten Zuflusses der Jagst. So versinkt der Weidenbach nordwestlich von Wallhausen fast immer vollständig. Nur bei starker Wasserführung überwindet ein Teil des Wassers die Bachschwinde etwa anderthalb Kilometer nordwestlich von Wallhausen. Färbeversuche zeigten, dass das verlorene Wasser ebenfalls zur Quellgruppe Neunbronn fließt, also ins Einzugsgebiet des Kochers. Ein anderer Zufluss der Brettach, der Wiesenbach westlich von Hilgartshausen, verliert ebenfalls Wasser durch Versickerung, das im Einzugsgebiet der Schandtauber wieder austritt. Von dem insgesamt 180,5 km² großen Einzugsgebiet der Brettach entwässern 41 km² unterirdisch in andere Einzugsgebiete, bei starker Wasserführung allerdings nicht vollständig.
Am Unterlauf wird aus hydrogeologischen Untersuchungen bei Jagsthausen gefolgert, dass unterhalb des Steinbruchs von Berlichingen Wasser in einer Größenordnung von 10 bis 20 Liter pro Sekunde versinkt, das zum einen Teil am Bahnhofs von Jagsthausen wieder zur Jagst zurückkehrt, zum anderen Teil zur Kocher fließt und den Grundwasserkörper der dortigen Talaue speist. Weitere Versickerungsstellen im Einzugsgebiet der Jagst sind anzunehmen. Wahrscheinlich übersteigen die insgesamt durch Versickerung abhanden gekommenen Wassermengen jedoch nicht das Volumen von 1 m³/s.

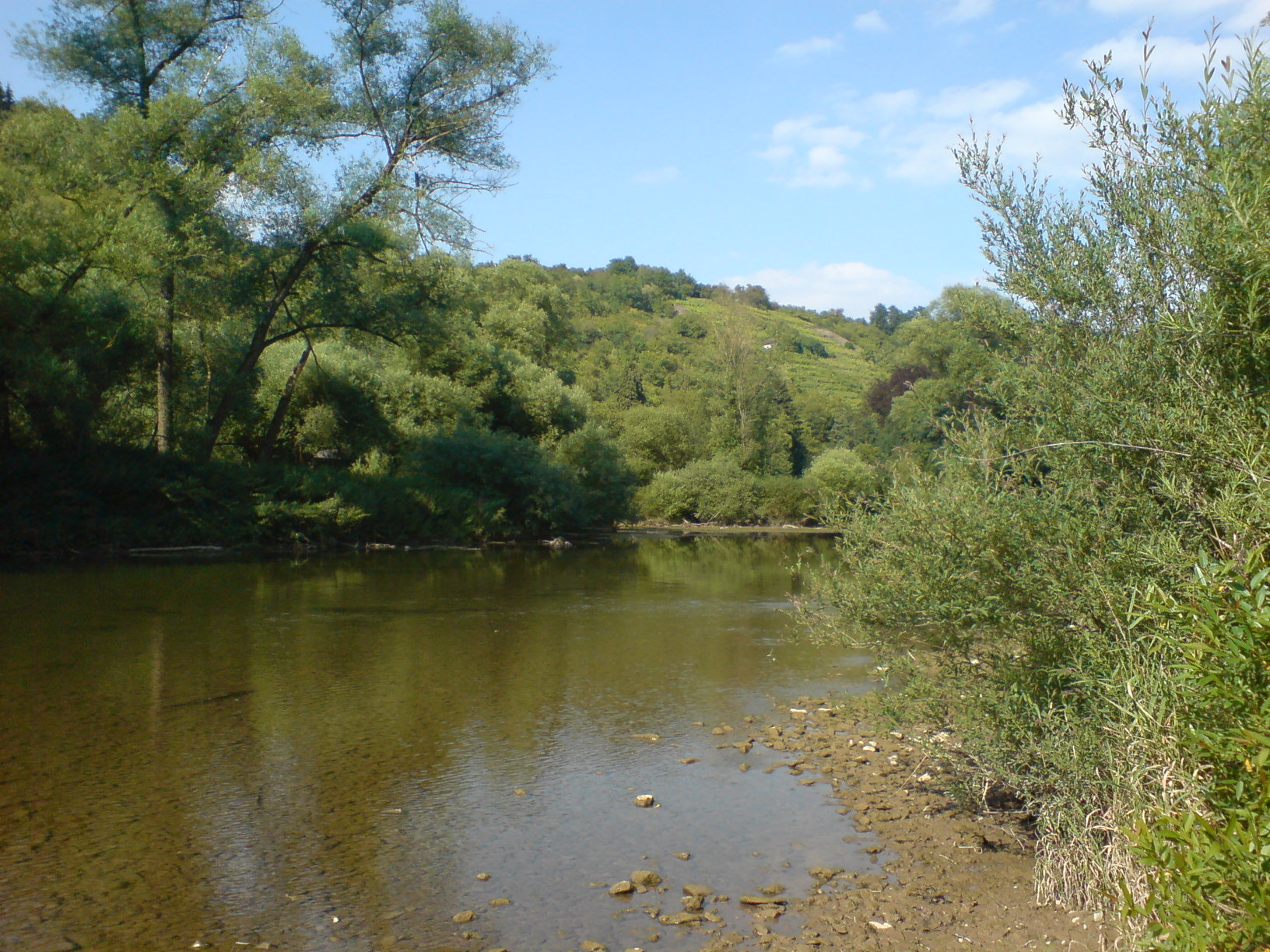
Besonders am Mittellauf der Jagst schwankt übers Jahr die Wasserführung stark; am Unterlauf werden die extremen Minima durch die konstantere Wasserführung einiger Zuflüsse abgeschwächt. Aufnahme oberhalb der Seckachmündung in Möckmühl im Monat August

Schließlich gibt es, auf die Fläche bezogen, gegenüber dem Kocher im Einzugsgebiet der Jagst weniger Niederschläge. Ein großer Teil des niederschlagsreichen Schwäbisch-Fränkischen Waldes entwässert zum Kocher. Östlich davon hat die Jagst einen geringen Anteil an dieser Mittelgebirgslandschaft, dagegen einen beträchtlichen Anteil an der Frankenhöhe. Beide Gebiete liegen etwas im Regenschatten der westlicheren Teile des Schwäbisch-Fränkischen Waldes. Ähnlich liegt die Tauber im Osten der Jagst im Regenschatten des Odenwaldes; auch sie führt gemessen am Einzugsgebiet wenig Wasser ab. Also ist wohl auch für die Wasserarmut der Jagst vor allem der geringere Niederschlag entscheidend.

#### Geologische Unterschiede im Bereich des Einzugsgebietes
Das Abflussverhalten der Jagst am Ober- und Mittellauf einerseits und am Unterlauf andererseits unterscheidet sich deutlich. Die Zuflüsse an der unteren Jagst – insbesondere die „vier Großen“: Erlenbach, Kessach, Seckach und Schefflenz – führen ihr im Jahresverlauf wesentlich konstanter Wasser zu als die am Ober- und Mittellauf, so dass extreme Minima der Wasserführung am Unterlauf abgeschwächt werden. Zu manchen Zeiten führt dann sogar die Seckach in Sennfeld mehr Wasser als die Jagst in Dörzbach. Die Seckach hat in diesen trockenen Zeiten meist noch die Hälfte ihres Durchflusses im Jahresmittel, die Jagst in Dörzbach dagegen regelmäßig weniger als ein Achtel ihrer mittleren Wasserführung; die Jagst kann dann in ihrem Unterlauf ihre Wasserführung oft vervielfachen. Diese Unterschiede zeigen sich bereits im Frühling und werden bis zum Herbst immer deutlicher. Ursächlich hierfür sind einerseits die höheren Schluff- und Feinsand-Anteile im Einzugsgebiet der unteren Jagst, während im Einzugsgebiet der Jagst südlich von Dörzbach der Tonanteil höher ist. Schluff- und Feinsandböden speichern deutlich mehr Wasser und geben sie später nach und nach an das Grundwasser ab, während Böden mit höherem Tongehalt die Abflüsse sehr viel ungleichmäßiger machen. Ein zusätzlicher Grund ist die weiter fortgeschrittene Verkarstung im Einzugsgebiet der unteren Jagst, wo sich die Karsthohlräume meist schon in einem Stadium der Verlehmung befinden.
Dank der reichen Wasserspende aus dem Bauland kann die Jagst unter bestimmten Bedingungen durchaus auch über größere Zeiträume hinweg mehr Wasser als der Kocher führen, denn das Einzugsgebiet des Kochers umfasst zu einem großen Teil Bereiche mit geologischen Bedingungen, die denen an der oberen und mittleren Jagst ähnlich sind, so dass am Kocher etwas häufiger langanhaltende Niedrigwassersituationen zu beobachten sind. Bei Niederschlägen allerdings steigt der Kocher in der Regel deutlich stärker an als die Jagst, was regelmäßig beobachtet werden kann. Beispielhaft hierfür war der Frühling 2010: Die kräftigen Jagstzuflüsse aus dem Bauland hielten damals die Wasserführung der Jagst über viele Wochen hinweg auf einem Niveau, das der Kocher zu dieser Jahreszeit nicht mehr erreichte. Während die Jagst bei Starkniederschlägen, die dann vor allem auf dem Schwäbisch-Fränkischen Wald niedergingen, nur wenig Veränderungen zeigte, schwoll der Abfluss des Kochers sofort aufs Dreifache an, sank aber schon nach zwei bis drei Tagen wieder unter den der Jagst.

#### Literaten und Könige zur Wasserarmut der Jagst
Die Wasserarmut der Jagst hat sogar Niederschlag in der Literatur gefunden. Der Satiriker Karl Julius Weber spottete vor zweihundert Jahren über die Jagst in Dörzbach, es ergehe ihr oft wie dem Manzanares, man könne trockenen Fußes über sie schreiten. Damals war die erwähnte Versickerungsstelle in Crailsheim noch nicht ausbetoniert. In seiner Novelle Eine Sommerreise schreibt Ludwig Tieck im Jahr 1834: „Eine sehr große und schöngebaute Brücke führt über den Jagstfluß, der jetzt so klein war, daß er fast kein Wasser enthielt.“
Auch ein diesbezügliches Kuriosum ist bekannt. Am 26. Juli 1810 besichtigte König Friedrich I. von Württemberg die eben fertiggestellte steinerne Jagstbrücke von Dörzbach-Hohebach, die seit 1808 errichtet worden war. Ihre Fertigstellung war nicht zuletzt durch Hochwasser verzögert worden, ihre Baukosten waren dabei auf 73.267 fl. explodiert, was beim König bereits im Vorfeld für Unmut gesorgt hatte. Als der ansonsten prunkliebende König nun am 26. Juli 1810 die Brücke besichtigte, soll er in Wut geraten sein, da man einen so kleinen Bach mit einer so teuren Brücke überquert habe. Der Baumeister soll aus Angst vor dem Zorn des Königs geflohen sein. Zahlreiche Brücken leichterer Konstruktion waren zuvor durch die gewaltigen Hochwasser der Jagst und durch Eisgang beschädigt oder zerstört worden, zuletzt 1799.
Da zu diesem Zeitpunkt die oben erwähnte Versickerungsstelle an der Crailsheimer Heldenmühle noch nicht ausbetoniert war, hat sich der Fluss am Besuchstag wohl noch viel kümmerlicher präsentiert, als es heute zu dieser Jahreszeit der Fall ist.

### Wasserführung und Abflussverhalten

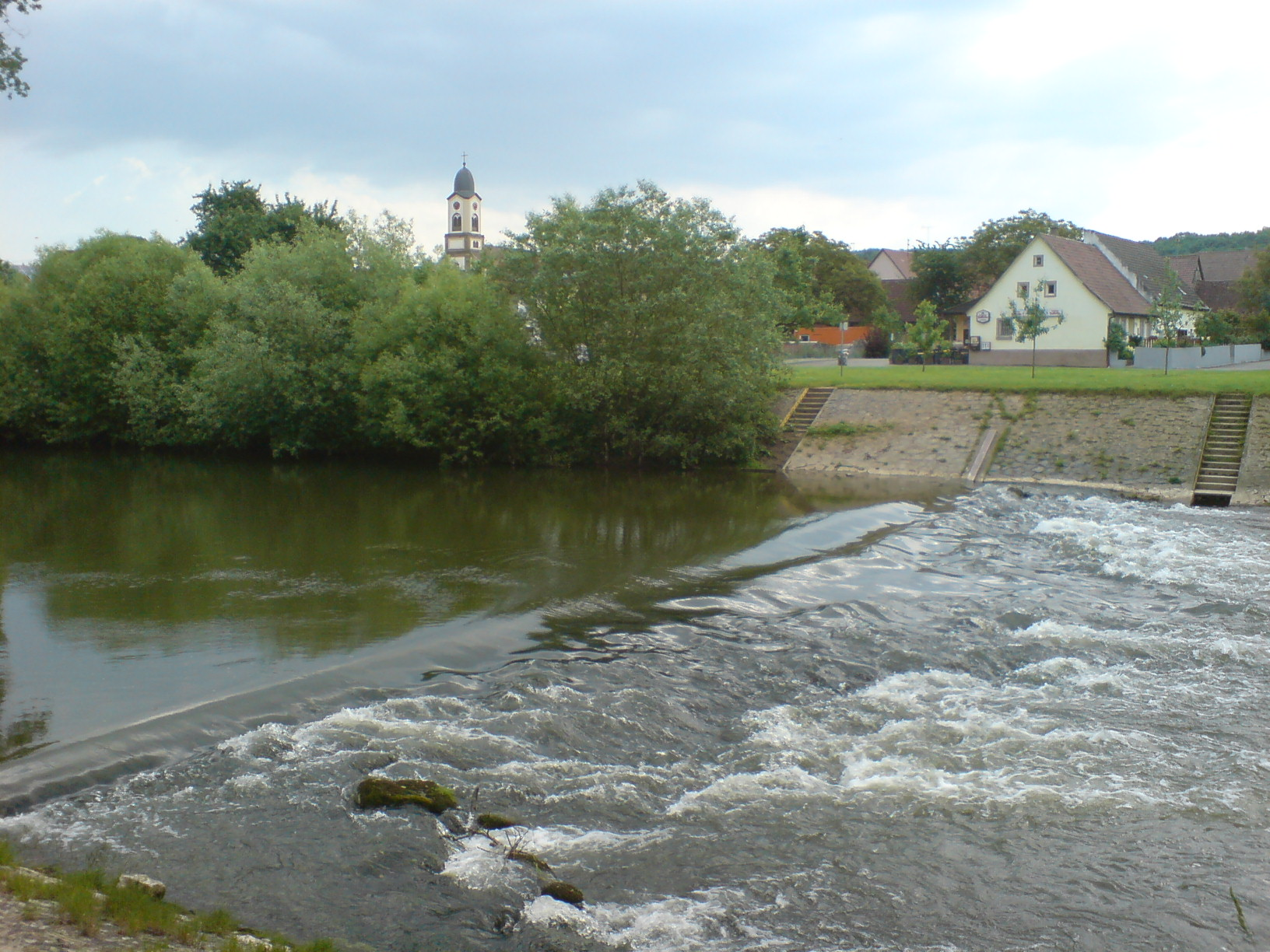
Schwelle unweit des Pegels Untergriesheim. Durchfluss zum Aufnahmezeitpunkt 12,8 m³/s gegenüber 18,6 m³/s im langjährigen Mittel

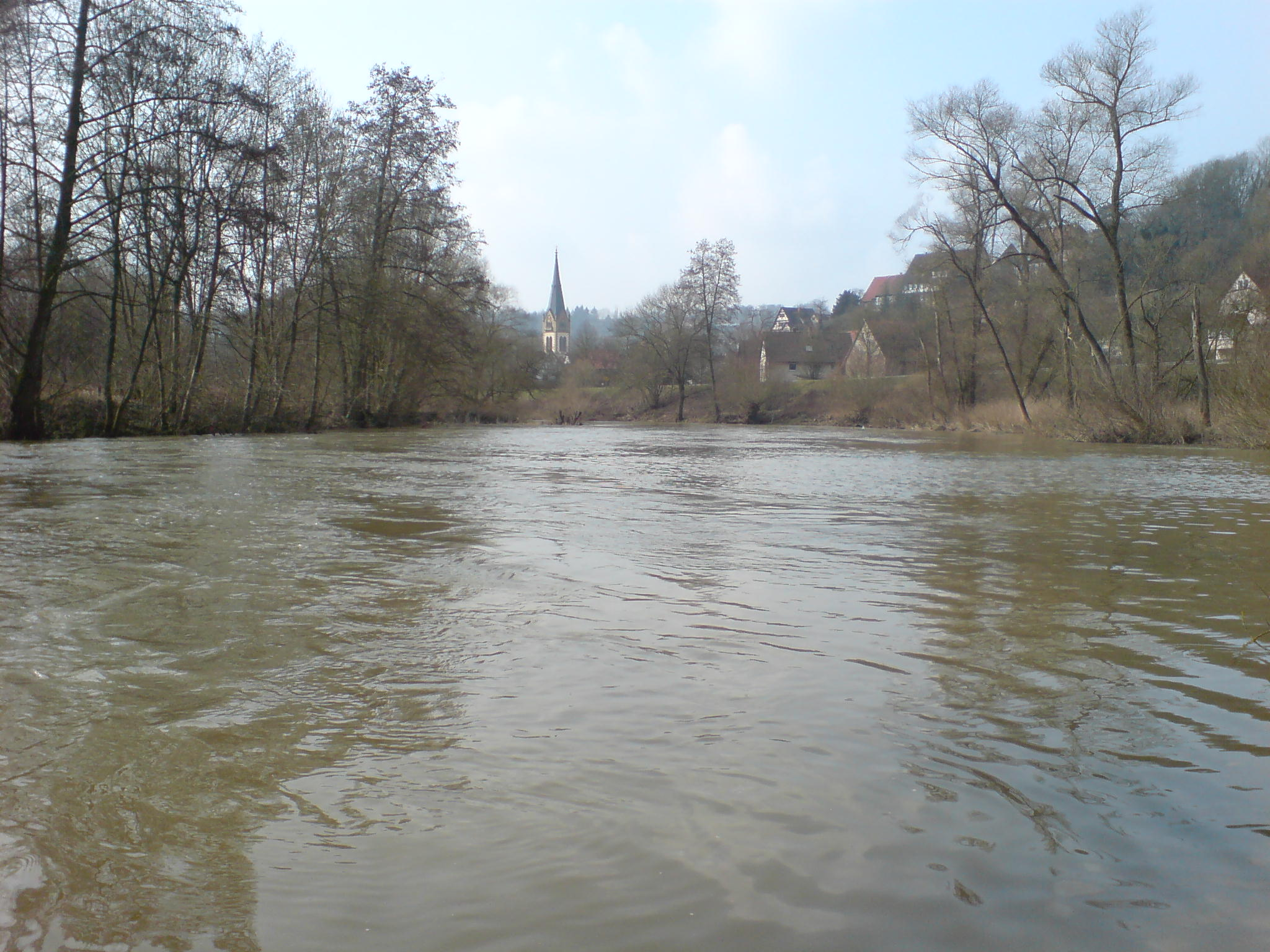
Erhöhter Wasserstand Ende Februar (Möckmühl), Durchfluss zum Aufnahmezeitpunkt am Aufnahmeort ca. 30–40 m³/s

| Pegelmessstelle | EZG (km²) | Abfluss (MNQ; m³/s) | Abfluss (MQ; m³/s) | Abfluss (HQ100; m³/s) |
| --------------- | --------- | ------------------- | ------------------ | --------------------- |
| Schwabsberg     | 178       | 0,14                | 1,87               | 103                   |
| Jagstzell       | 329       | 0,63                | 3,35               | 159                   |
| Elpershofen     | 816       | 1,20                | 8,80               | 387                   |
| Dörzbach        | 1029      | 1,47                | 11,3               | 423                   |
| Untergriesheim  | 1826      | 3,90                | 18,6               | 525                   |

#### Abflussregime, statistische Abflusswerte
Das Abflussregime der Jagst entspricht dem pluvialen Typ; ihr Abfluss wird also von dem Verhältnis zwischen Niederschlag und Evapotranspiration bestimmt, so dass die Jagst – wie in ihrer Klimaregion die Regel – trotz höherer Sommerniederschläge im Winter und Frühjahr wesentlich mehr Wasser führt.
Am Jagstpegel bei Untergriesheim, etwa 5 km vor der Mündung und nach Aufnahme aller Nebenflüsse, betrug der Durchfluss zwischen 1980 und 2003 im Jahresmittel 18,60 m³/s bei einem Einzugsgebiet von 1826 km². Da in diesen Wert auch die teils heftigen Hochwasser eingehen, liegt der Durchfluss über die meiste Zeit des Jahres unter diesem Wert. Der Mittelwert niedrigster Abflüsse liegt bei 3,90 m³/s, der niedrigste seit 1980 gemessene Wert betrug 2,05 m³/s (5. September 1991). Vor 1980 gab es nicht selten sogar Werte unter 2 m³/s; diese Werte wurden jedoch nachträglich für Untergriesheim modelliert, weil der Vorgängerpegel für Untergriesheim bis 1978 in Möckmühl lag.
Wahrscheinlich werden die durchschnittlichen Niedrigwasserabflüsse im Zuge der globalen Erwärmung spürbar sinken. Für die Einzugsgebiete von Jagst und Kocher wurde prognostiziert, dass die durchschnittlichen Niedrigwasserabflüsse (MNQ) bis zur Mitte des 21. Jahrhunderts „deutlich“, das heißt im Umfang von 10 bis 20 Prozent, abnehmen werden. Für das übrige Einzugsgebiet des Neckars, für das der Tauber sowie für große Teile der Schwäbischen Alb und des Albvorlandes wurden hingegen nur schwache Veränderungen prognostiziert.
Der Mittelwert von 18,6 m³/s soll nicht über die große Variabilität der einzelnen Jahresmittelwerte hinwegtäuschen. Da die einzelnen Jahresniederschlagswerte stark von ihrem gemeinsamen Mittelwert abweichen, schwanken erst recht die einzelnen Jahresabflüsse sehr stark um ihren Mittelwert. Es ist also keinesfalls anzunehmen, dass dieser Wert in den einzelnen Jahren mehr oder weniger zuverlässig getroffen würde. 2006 betrug der Mittelwert beispielsweise 14,2 m³/s, 2004 gar nur 10,6 m³/s, im Jahr 2003 wurde trotz des extremen Sommers mit 18,4 m³/s fast der Mittelwert erreicht, da starke Winterabflüsse die extrem niedrigen Sommerabflüsse fast kompensierten. Das Jahr 2000 traf exakt den Mittelwert.
Mittlere monatliche Abflüsse der Jagst (in m³/s) am Pegel Untergriesheim

Erhebungszeitraum 1925–2006 (im Unterschied zu den übrigen genannten Durchschnittswerten)

#### Hochwasser
| Rang | Zeitpunkt      | Abfluss [m³/s] |
| ---- | -------------- | -------------- |
| 1    | 21. Dez. 1993  | 593            |
| 2    | 29. Okt. 1998  | 429            |
| 3    | 14. Apr. 1994  | 408            |
| 4    | 17. März 1988  | 372            |
| 5    | 7. Febr. 1984  | 308            |
| 6/7  | 26. Febr. 1997 | 306            |
| 6/7  | 21. März 2002  | 306            |
| 8    | 29. Dez. 1947  | 303            |
| 9    | 8. Jan. 2011   | 293            |
| 10   | 26. Jan. 1995  | 289            |
| 11   | 10. Nov. 1927  | 284            |

Bei Hochwasser schwillt die Jagst regelmäßig zu einem mächtigen Fluss an. Nach statistischem Modell beträgt der Wasserabfluss bei einem 2-jährlichen Hochwasser 183 m³/s, bei einem 10-jährlichen 332 m³/s, bei einem 20-jährlichen 390 m³/s, bei einem 50-jährlichen 467 m³/s und bei einem 100-jährlichen Hochwasser 525 m³/s. Der höchste Wert wurde beim Jahrhunderthochwasser am 21. Dezember 1993 mit 592 m³/s erreicht. Dem steht beispielsweise ein mittlerer Abfluss der Oder von 574 m³/s gegenüber. In Untergriesheim erreichte der Pegel 5,16 m, also fast 4 m über dem Jahresmittelwert. Besonders stark war dabei der Beitrag der Seckach: Sie schwoll an diesem Tag so heftig an, dass ihre Wasserführung bereits in Sennfeld den Jahresmittelwert des Neckars in Mannheim übertraf. Für Möckmühl bedeutete das den höchsten Wasserstand seit 1732. Das Ereignis war Teil des überregionalen Weihnachtshochwassers von 1993.

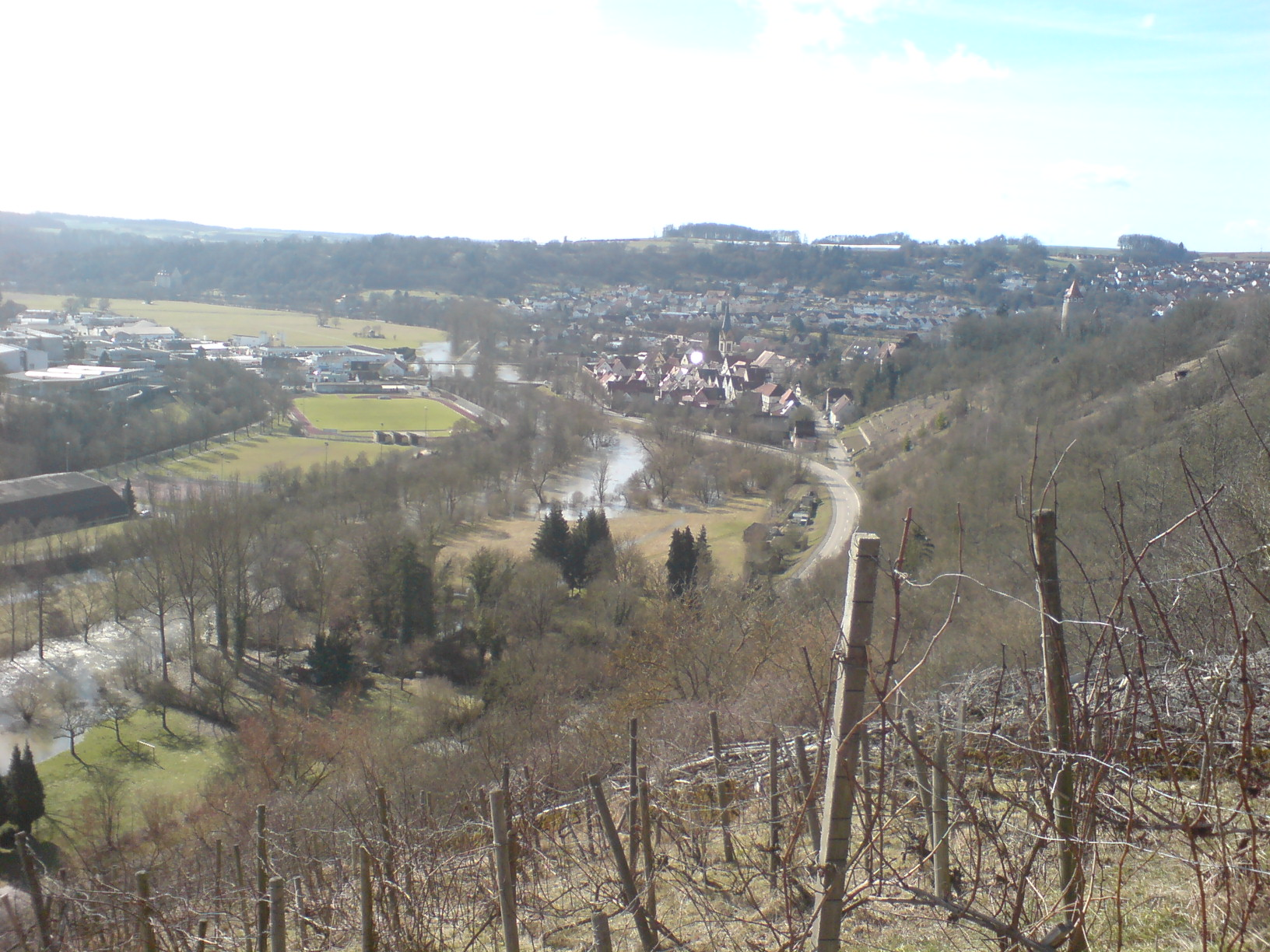
Leichtes Frühjahrshochwasser nach Schneeschmelze. Durchfluss hier ca. 115–135 m³/s. Aufnahme in Möckmühl am 27. Februar 2010.

Die bekannten Abflüsse aus dem Deutschen Gewässerkundlichen Jahrbuch sind nebenstehender Tabelle zu entnehmen. Auffälligerweise wurden von den sieben höchsten dokumentierten Abflusswerten fünf seit 1993 gemessen.
Eine andere Quelle berichtet von weiteren Hochwasserabflüssen, die teilweise von den aus dem Deutschen Gewässerkundlichen Jahrbuch bekannten Daten abweichen. Demnach sollen am 10. November 1927 424 m³/s abgeflossen sein, am 29. Dezember 1947 461 m³/s, im März 1963 363 m³/s, am 10. Februar 1970 401 m³/s, der Wert vom 21. Dezember 1993 stimmt mit dem oben genannten überein, am 13. April 1994 sollen 383 m³/s angeflossen sein und am 29. Oktober 1998 467 m³/s. Alle genannten Zahlen beziehen sich auf Untergriesheim. Wie zuverlässig diese Daten sind, ist unklar.
Das Hochwasser 2002 bildete den Schlusspunkt einer Dekade großer Hochwasserereignisse, denen die jüngsten deutlich nachstehen. Anfang März 2007 erreichte die Jagst in Untergriesheim einen Abflusswert von 225 m³/s, ein vergleichbares Ereignis folgte 2008. Das Sturmtief Emma im Jahr 2008 führte vor allem zu Überflutungen an Klingen und in kleinen Einzugsgebieten. Am 7. Dezember 2010 begann die Jagst infolge Tauwetter bei gleichzeitigen starken Regenfällen schnell anzusteigen und erreichte am Abend des 9. Dezembers am Pegel Untergriesheim einen Abflusswert von 208 m³/s. Als Anfang Januar 2011 bei teilweise frühlingshaften Temperaturen die seit mehreren Wochen enorm angewachsenen Schneemengen schnell abschmolzen und gleichzeitig mittelstarke Niederschläge fielen, kam es zu einem noch größeren Hochwasser. Am 8. Januar wurden am Pegel Untergriesheim um 20:30 Uhr 292,6 m³/s gemessen (Pegelstand 420,4 cm). Nur sechs Tage später stieg die Wasserführung erneut auf bis zu 218,2 m³/s an.
Die Überschwemmungen haben in den Anrainerkommunen immer wieder beträchtliche Schäden verursacht, besonders jene im Dezember 1993. Man unternahm deshalb zum Teil aufwändige Maßnahmen zum Hochwasserschutz. Die Stadt Möckmühl etwa soll nach dem Bau von Dämmen, Wällen und Vorrichtungen für mobile Spundwände seit 2007 gegen einen Jagstdurchfluss von bis zu 597 m³/s geschützt sein. In einigen Kommunen sind weitere Hochwasserschutzmaßnahmen in Planung.

### Ur-Jagst und Flussumkehr
Der gesamte Oberlauf und Teile des Mittellaufs der Jagst flossen ursprünglich von Norden nach Süden, also entgegengesetzt zur heutigen Flussrichtung. Im frühen Miozän, vor dem Meteoriteneinschlag im Nördlinger Ries, entsprang die Jagst im Norden des heutigen Hohenlohekreises, floss in südlicher Richtung durch das Gebiet der heutigen Städte Crailsheim und Nördlingen und mündete in die Wörnitz, einen Nebenfluss der Donau. Im späten Miozän, nach dem Impaktereignis entwässerten Jagst, Kocher, Lein und Rems bei Aalen in die Brenz, die weiter südwärts über Heidenheim an der Brenz Richtung Donau floss. Diese Richtung des Laufs bestand bis zum späten Unter- und frühen Mittelpleistozän. Im späten Mittelpleistozän, in der Riß-Kaltzeit, also erst vor ca. 300.000 bis 150.000 Jahren drehte die Jagst ihre Flussrichtung im Oberlauf von Süden nach Norden und entwässert seither über Neckar und Rhein in die Nordsee.

## Natur, Landschaft und Umwelt

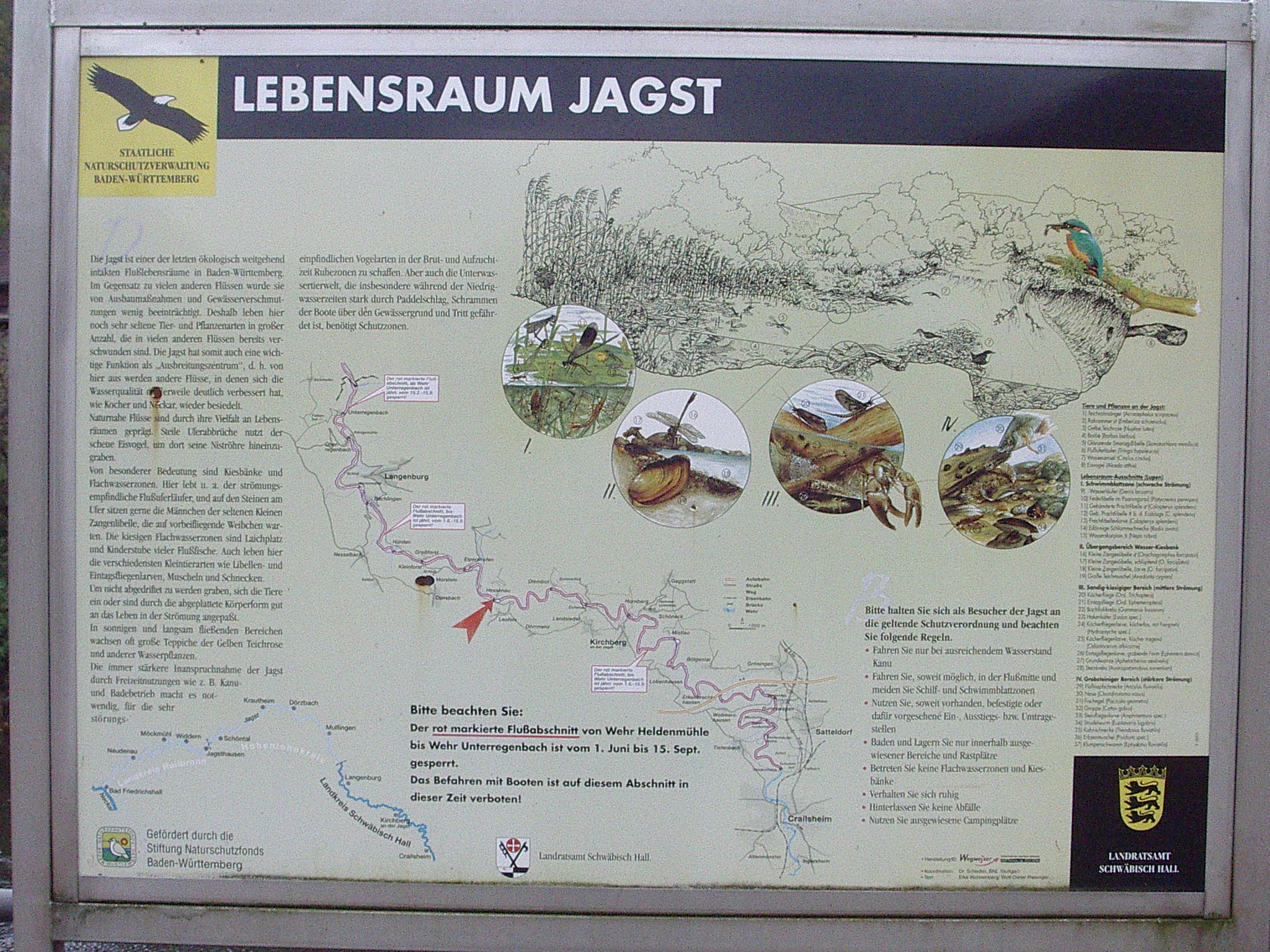
Infotafel Lebensraum Jagst im Landkreis Schwäbisch Hall

Das Jagsttal ist an den meisten Abschnitten relativ dünn besiedelt, gemessen an der Bevölkerungsdichte des Landes. Am und im Tal liegen auch die zwei kleinsten Städte Baden-Württembergs, Langenburg und Widdern. Insbesondere am Mittellauf, wo es am engsten und tiefsten ist, zeigt das Jagsttal ein sehr ländliches Bild.
Natur und Landschaft, Auenzustand, Gewässergüte und Gewässerstrukturgüte befinden sich zwar in einem nur mäßigen, doch vergleichsweise günstigen Zustand.

### Landschaftsbild
Das Tal der Jagst gilt, ähnlich wie das des nahen Kochers, als landschaftlich sehr reizvoll, besonders für Liebhaber von Radtouren, und führt durch die geologisch interessante Übergangszone von der Schwäbischen Alb zu den Mittelgebirgen Spessart und Odenwald. In diesem Teil des triassischen Schwäbisch-Fränkischen Stufenlandes prägen die Keuperberge und die Muschelkalkhochflächen der Hohenloher Ebene mit ihren steil eingeschnittenen Flusstälern die Landschaft.

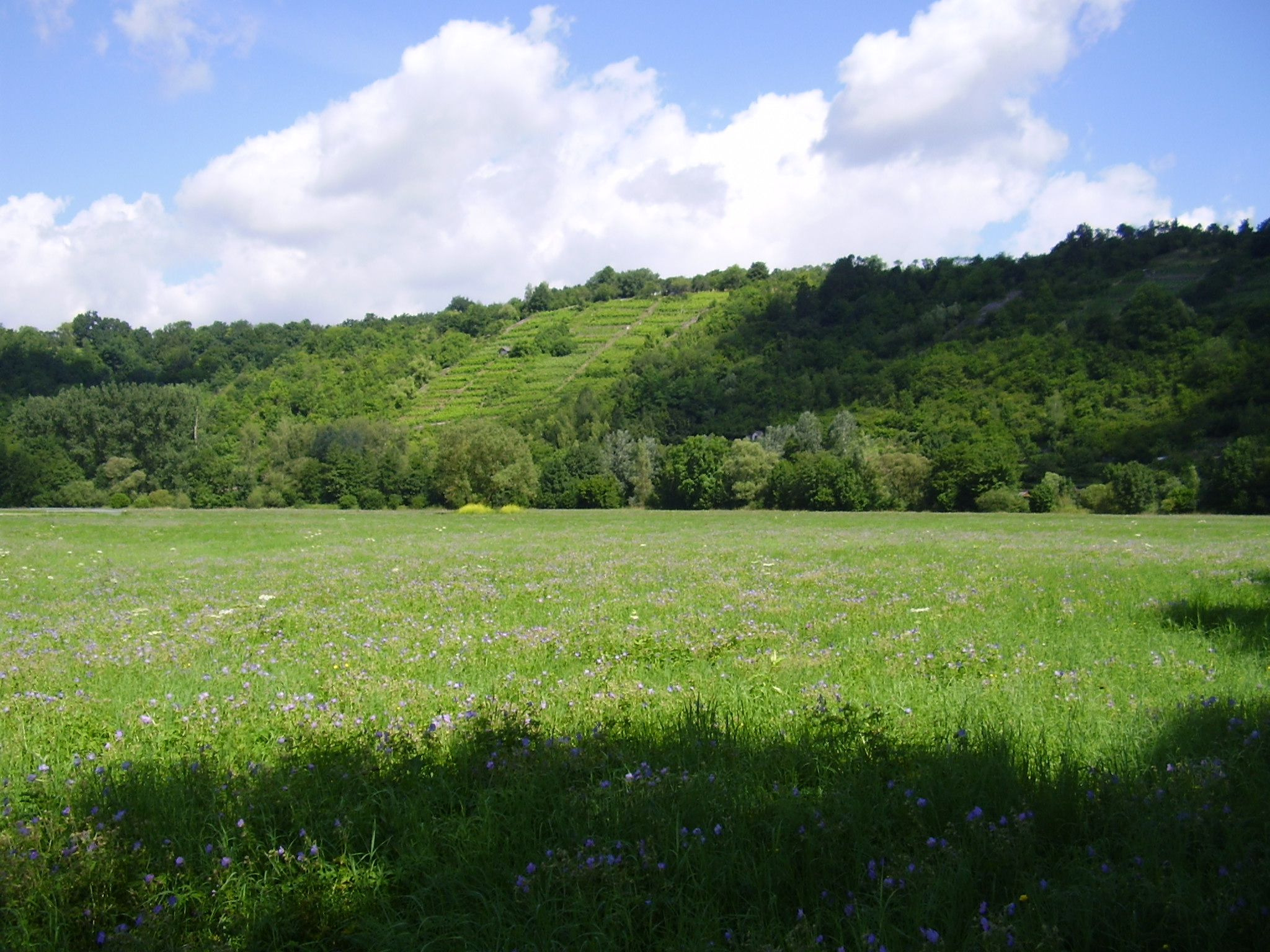
Südexponierter Hang bei Möckmühl

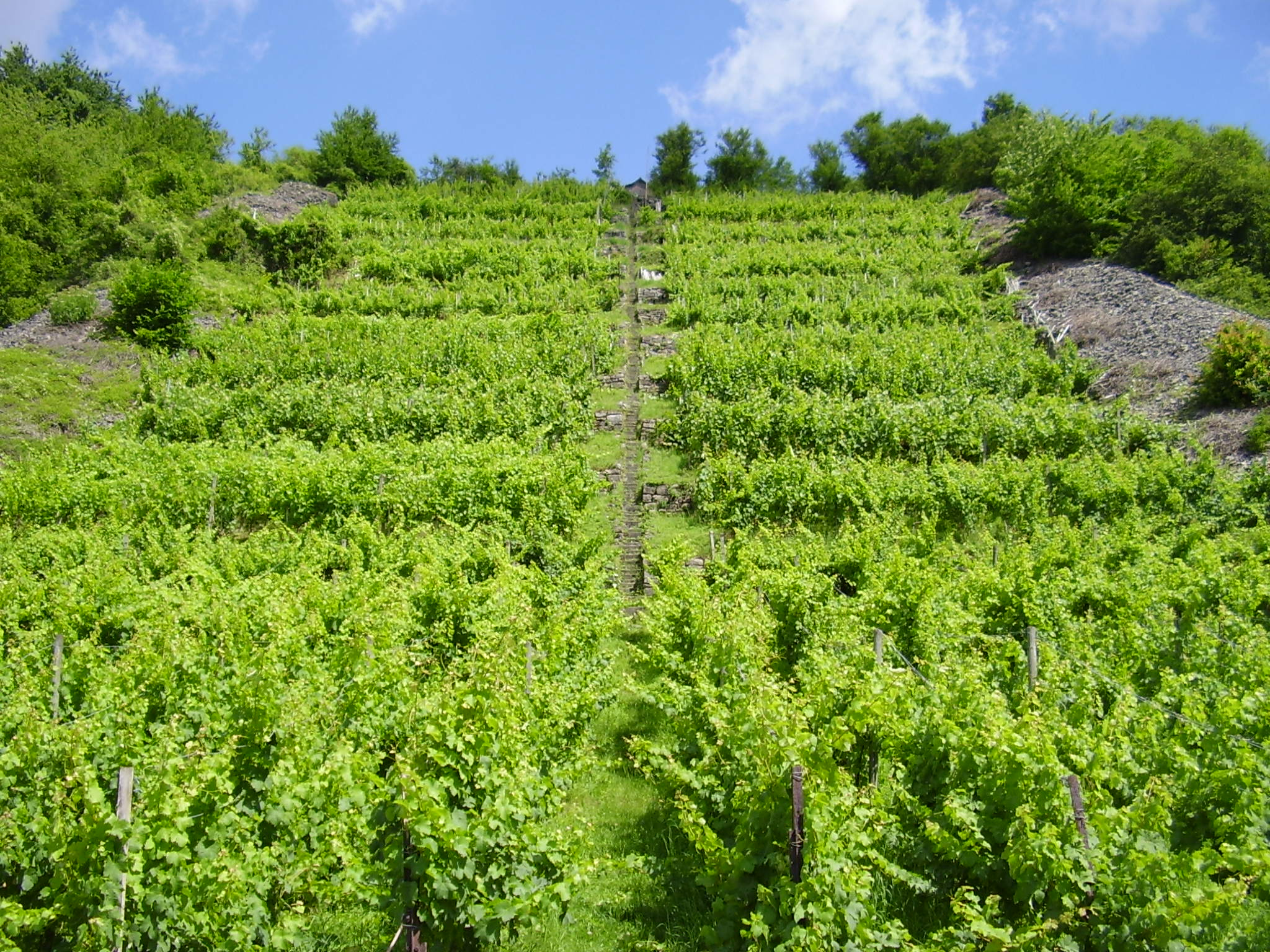
Weinbau im Jagsttal: Ammerlanden zwischen Möckmühl und Züttlingen

Wo immer die Talsohle im oder unter dem Unteren Muschelkalk liegt, also auf dem größten Teil des Flusslaufs ab Langenburg, ist für das Jagsttal eine durch das anstehende Gestein verursachte Dreigliederung der Hänge typisch. Der Untere Muschelkalk ist recht hart und widerständig gegen Erosion, entsprechend gibt es im unteren Hangabschnitt steile Prallhänge, oft waldbestanden, die man lokal als Kleb bezeichnet. Darüber wird der Hang deutlich flacher und meist landwirtschaftlich genutzt; Ursache für den Knick in der Hangkurve ist das Einsetzen des Mittleren Muschelkalkes, der ursprünglich aus wenig erosionsbeständigem Gesteinen bestand, darunter zu beträchtlichen Teilen leicht lösliche Evaporite (Gips, Steinsalz). Das Steinsalz ist vollständig ausgelaugt, Gips und Anhydrit an den Talhängen ebenso. Von dem bei Heilbronn noch 90 bis 95 m mächtigen Mittleren Muschelkalk sind hier nur noch 30 bis 40 m übrig geblieben. Beim Übergang zum harten, meist stark gebankten Oberen Muschelkalk wird dann die Hangkurve oben wieder steiler.
Die Schattenseiten der Hänge sind meist bewaldet, auf den Sonnenseiten sind die zahlreichen Steinriegel prägend, wo Weinbau betrieben wird, vor allem jedoch betrieben wurde. Der Weinbau hatte früher eine wesentlich größere Bedeutung, heute ist er auf wenige Flächen zwischen Dörzbach und Bad Friedrichshall beschränkt, die zur Großlage Kocherberg des Weinbaugebietes Württemberg gehören. Die meisten Weinbauflächen sind terrassiert und nicht flurbereinigt. Durch die Kleinparzellierung und Steilheit ist der Weinbau sehr zurückgegangen, langsam sind auf den aufgelassenen Weinbergen wertvolle Biotope entstanden, die einen großen Teil zu dem erwähnten biologischen Reichtum beitragen.
Diese Biotope entstanden durch den Nutzungswegfall und sind vielerorts durch natürliche Verbuschung und Verwaldung bedroht, vor allem im Landkreis Heilbronn, da dort wenig Landschaftspflege betrieben wird. Roden neu aufwachsenden Buschwerks und Beweidung sind notwendig, um manche Population nachhaltig zu schützen.
Die Auen werden zum größten Teil als Grünland landwirtschaftlich genutzt.

### Naturschutz
Wie im gesamten westlichen Mitteleuropa ist auch im Jagsttal primäre (absolute) Wildnis nicht oder kaum existent. Die naturschutzfachliche Bedeutung beruht auf sekundärer (relativer) Wildnis, auf Reste alter Kulturlandschaft sowie auf dem hohen Entwicklungspotential vieler Flächen, auf denen die Wiederherstellung naturnäherer Zustände (Renaturierungen) machbar bzw. vergleichsweise einfach durchzuführen sind.
Im Jagsttal sind in größerem Umfang Reste alter Kulturlandschaft erhalten. Besonders in den Steillagen der Talhänge sind durch historische Nutzungsformen wie Schafbeweidung oder kleinparzellierten Terrassenweinbau spezielle Biotoptypen entstanden, die heute selten geworden sind und häufig durch eine hohe Biodiversität und eine hohe Anzahl seltener oder hochspezialisierter Arten charakterisiert sind. Besonders Halbtrockenrasen und magere Flachland-Mähwiesen sind dabei von Bedeutung, ferner Streuobstwiesen, Trockenrasen und Heiden. Die Steinriegel und Trockenmauern der ehemaligen Rebflächen mit den durch nachlassende Nutzungsintensität in jüngerer Zeit stark sich ausbreitenden Hecken und Feldgehölzen bilden ebenfalls bedeutende Biotope. Die vielerorts großflächige Gehölzsukzession auf solchen Flächen ist zwar im Sinne des Prozessschutzes von großer naturschutzfachlicher Bedeutung, aber zugleich auch Gegenstand von Zielkonflikten innerhalb des Naturschutzes. In den Talauen ist die landwirtschaftliche Nutzung meist intensiv. Meist schmälert hoher Nährstoffeintrag durch Düngung das Artenspektrum, zusammen mit dem Einsatz von Pflanzenschutzmitteln wird außerdem die Wasserqualität belastet. Dennoch gibt es auch in der Aue Biotoptypen von besonderem Naturschutzinteresse wie etwa magere Flachland-Mähwiesen.
Die naturschutzfachliche Bedeutung des Jagsttales fußt also zu einem Großteil auf durch historische Nutzungsformen entstandenen Flächen. Flächen oder Biotoptypen, die durch menschliche Aktivitäten nur sehr gering beeinflusst wurden, sind im Jagsttal – wie fast überall im westlichen Mitteleuropa – selten, sehr kleinflächig und unterliegen oder unterlagen gewissen Beeinträchtigungen. Es gibt keine größeren naturnahen Auenlandschaften, auentypische Vegetation beschränkt sich meist auf schmale Gehölzstreifen entlang des Flusses, die abschnittsweise als Galeriewald bezeichnet werden können. Auch das Überflutungsregime der Jagst kann nur bedingt als naturnah bezeichnet werden. Nur entlang einiger Abschnitte am Mittellauf zwischen Crailsheim und Lobenhausen befinden sich größere Auenflächen in relativ naturnahem Zustand. Insgesamt ist der Zustand der Jagstauen nur als mäßig zu bezeichnen (s. u.). Dennoch gehört die Jagst damit zu den naturschutzfachlich bedeutsamen größeren Fließgewässern in Deutschland.
Der Fluss selbst befindet sich ebenfalls in einem nur mäßigen Zustand. Das Flussbett erfuhr Verengungen und Uferbefestigungen, die von dem Laien häufig nicht als solche wahrgenommen werden, nicht zuletzt, da es an Referenzvorstellungen fehlt. Wo auch immer Stärke und Richtung der Strömung eine gewisse Dynamik entfalten könnten und zur Bildung von Primärlebensräumen führen könnten wie etwa vegetationslose Steilufer, die beispielsweise die Uferschwalbe benötigt, wurde diese Möglichkeit meist durch Uferbefestigungen unterbunden. Besonders augenfällig ist dies zum Beispiel im Naturschutzgebiet Wagrain-Lange Wiese-Stegbrühl bei Gommersdorf, wo die Jagst in einer großen S-förmigen Kurve durch die breite Talaue fließt. Genau dort, wo die Jagst eine hohe Dynamik entfalten könnte, sind die Ufer fast vollständig mit massiven Steinquadern ausgebaut, um das Flussbett zu fixieren. Auch die zahlreichen Wehre spielen eine große Rolle, sie verändern das Abflussverhalten und damit die Flora und Fauna und stellen zudem Wanderungshindernisse für das Zoobenthos dar (s. u.). Weiterhin sind an der Jagst Altarme und Nebengerinne ebenso wie größere Kiesbänke und Umlagerungsflächen kaum existent. All diese Dinge führen dazu, dass der Fluss von seinem potentiell natürlichen Zustand weit entfernt ist. Trotzdem gibt es in Deutschland nur wenige Flüsse dieser Größenordnung in einem günstigeren Zustand.
Zusammenfassend kann man konstatieren, dass die Jagst trotz ihrer Defizite zu den naturnahen größeren Flüssen in Deutschland gehört. Die nach wie vor fehlende ökologische Durchgängigkeit (Querbauwerke), die eingeschränkte Fluss- und Auendynamik sowie die Wasserqualität (s. u.) stellen jedoch aus Naturschutzsicht nach wie vor größere Probleme dar. Die Umsetzung der europäischen Wasserrahmenrichtlinie (WRRL) wird wahrscheinlich nur hinsichtlich der vergleichsweise kostengünstigen Herstellung der ökologischen Durchgängigkeit Abhilfe schaffen können.
Wegen ihrer besonderen relativen Bedeutung liegen zahlreiche Schutzgebiete im Jagsttal und angrenzenden Gebieten. Ausgenommen die Ortslagen, Abschnitte oberhalb Ellwangens sowie den Bereich zwischen Marlach und Schöntal fließt die Jagst zur Gänze in Landschaftsschutzgebieten. Zwischen Crailsheim und Kirchberg besteht seit 2003 das 923,5 ha große zusammenhängende Natur- und Landschaftsschutzgebiet Jagsttal mit Seitentälern zwischen Crailsheim und Kirchberg, das die Tallandschaft vor tiefgreifenden Veränderungen durch Landwirtschaft, Bergbau, Verkehr und Zersiedlung schützen soll.
Weitere Naturschutzgebiete sind:

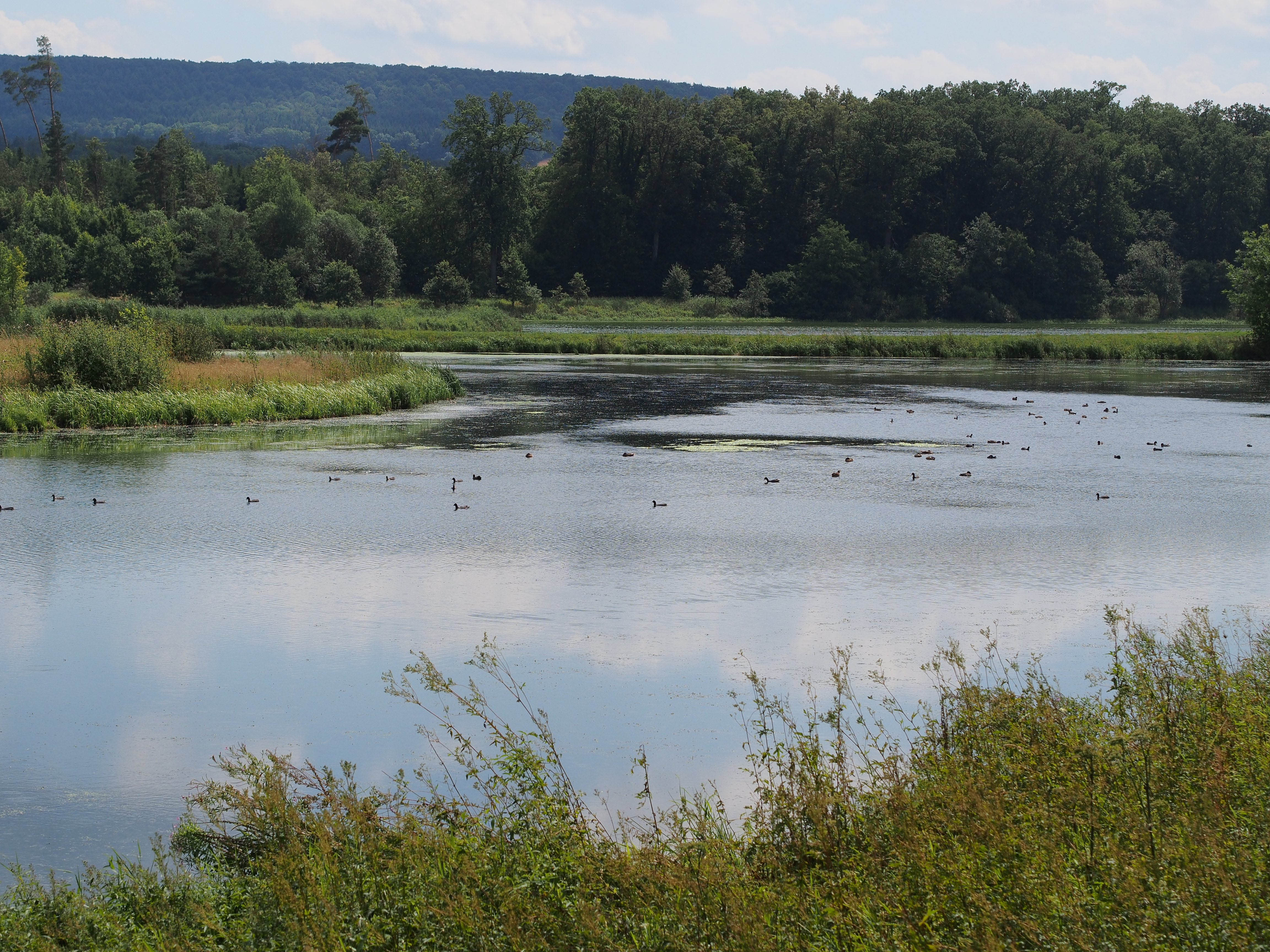
Stausee Stockmühle mit naturnahen Inseln, Ufern und Flachwasserzonen

- Stausee Stockmühle bei Lippach. Oberster Stausee der Jagst mit einem Speicher- und Rückhaltesystem. Ist mit seinem Uferbereich sowie den angrenzenden Wiesen und Wäldern ein überregional bedeutendes Rast- und Brutgebiet für zahlreiche gefährdete Vogelarten.
- Vorbecken Buch bei Westhausen. Ein durch Ausgleichsmaßnahmen entstandenes Feuchtbiotop unmittelbar oberhalb des Stausees Rainau-Buch.
- Ahorn-Lindenwald bei Hessenau. Ein ehemaliger Weinberg, jetzt Mischwald am Nordhang des Jagsttals.
- Reiherhalde Morstein oberhalb von Kleinforst. War über Jahrhunderte eine Reiherkolonie.
- Reiherhalde bei Bächlingen. Eine seit 1996 verlassene Graureiherkolonie am Steilhang gegenüber von Bächlingen und Langenburg.
- Riedhölzle und Jagstaue bei Mulfingen. Auenlandschaft im in den Muschelkalk eingeschnittenen Jagsttal gegenüber und abwärts von der Ette-Mündung mit Hangwäldern, Baumgruppen, Hecken und Bachgehölzen. Die fürs Jagsttal typische Landschaft ist ein wichtiger Nahrungs- und Brutraum für eine vom Aussterben bedrohte Vogelart.
- Heide am Dünnersberg bei Mulfingen. Rechter Talhang unmittelbar nach der Ette-Mündung. Wacholderheide mit Magerrasen und trockenen Hangwiesen, Standort vieler geschützter Pflanzen- und Tierarten.
- St. Wendel zum Stein bei Dörzbach. Bewaldeter Talhang mit Felsbildungen aus Sinterkalk.
- Laibachsweinberg-Im Tal-Im Köchlein. Drei Einzelgebiete am Hang von aus dem Norden zulaufenden Nebentälern bei Klepsau. Mit trockenen Steilhängen und vielfältiger Flora und Fauna im Unteren Muschelkalk.
- Wagrain-Lange Wiese-Stegbrühl zwischen Krautheim-Gommersdorf und Schöntal-Marlach. Jagstabschnitt mit Altwasser, Prall- und Gleithang, artenreichem Ufergehölz und eschenreichem Sumpfwald. Quellenaustritte am Prallhang.
- Stein gegenüber von Marlach. Für das Jagsttal typischer Steilhang im Unteren Muschelkalk, eine fast senkrechte, stellenweise unzugängliche Felswand, dazu angrenzende Gebiete.
- Lache-Felsen-Felsenwiesen bei Schöntal. Altwasserzone der Jagst und Felswand mit Quellgebieten.
- Hohenberg-Setz zwischen Schöntal-Bieringen und Schöntal. Variantenreicher Steilhang im Oberen Muschelkalk mit schafbeweidetem Kalkmagerrasen

Im Zuge der Umsetzung der europäischen FFH-Richtlinie, durch die die Mitgliedsstaaten verpflichtet wurden, ein zusammenhängendes Schutzgebietsnetz zu entwerfen, um ihre Vielfalt an Arten und Biotoptypen sowie deren Konnektivität zu erhalten bzw. herzustellen, wurde fast die gesamte Jagst in neu ausgewiesene FFH-Gebiete integriert. Diese Gebiete umfassen neben dem Fluss selbst auch umfangreiche Flächen im Tal und an dessen Hängen, in Seitentälern sowie in angrenzenden Gebieten. Sie tragen folgende Namen:
- FFH-Gebiet Crailsheimer Hart und Reusenberg
- FFH-Gebiet Jagst bei Kirchberg und Brettach
- FFH-Gebiet Jagsttal Langenburg-Mulfingen
- FFH-Gebiet Jagsttal zwischen Dörzbach und Krautheim
- FFH-Gebiet Jagsttal bei Schöntal und Klosterwald
- FFH-Gebiet Untere Jagst und unterer Kocher

Dass sich der größere Teil der Flächen in Privateigentum befindet, erschwert die Umsetzung der in den FFH-Managementplänen erarbeiteten Maßnahmenvorschläge. Die Umsetzung erfolgt hier im Rahmen von Vertragsnaturschutz (MEKA, Landschaftspflegerichtlinie, Richtlinie Naturnahe Waldwirtschaft u. a.). Die Förderbeträge sind allerdings in vielen Fällen aus Sicht der Landeigentümer nicht attraktiv genug, so dass viele vorgeschlagene Maßnahmen nicht verwirklicht werden. Grundsätzlich unterliegen aber alle FFH-Flächen einem generellen Verschlechterungsverbot.
Große Teile der Jagst entfallen auf das europäische Vogelschutzgebiet EU-SPA Jagst mit Seitentälern. Die europäischen Vogelschutzgebiete bilden zusammen mit den FFH-Gebieten das Schutzgebietsnetz Natura 2000.

### Lebewesen

#### Fauna

##### Vögel

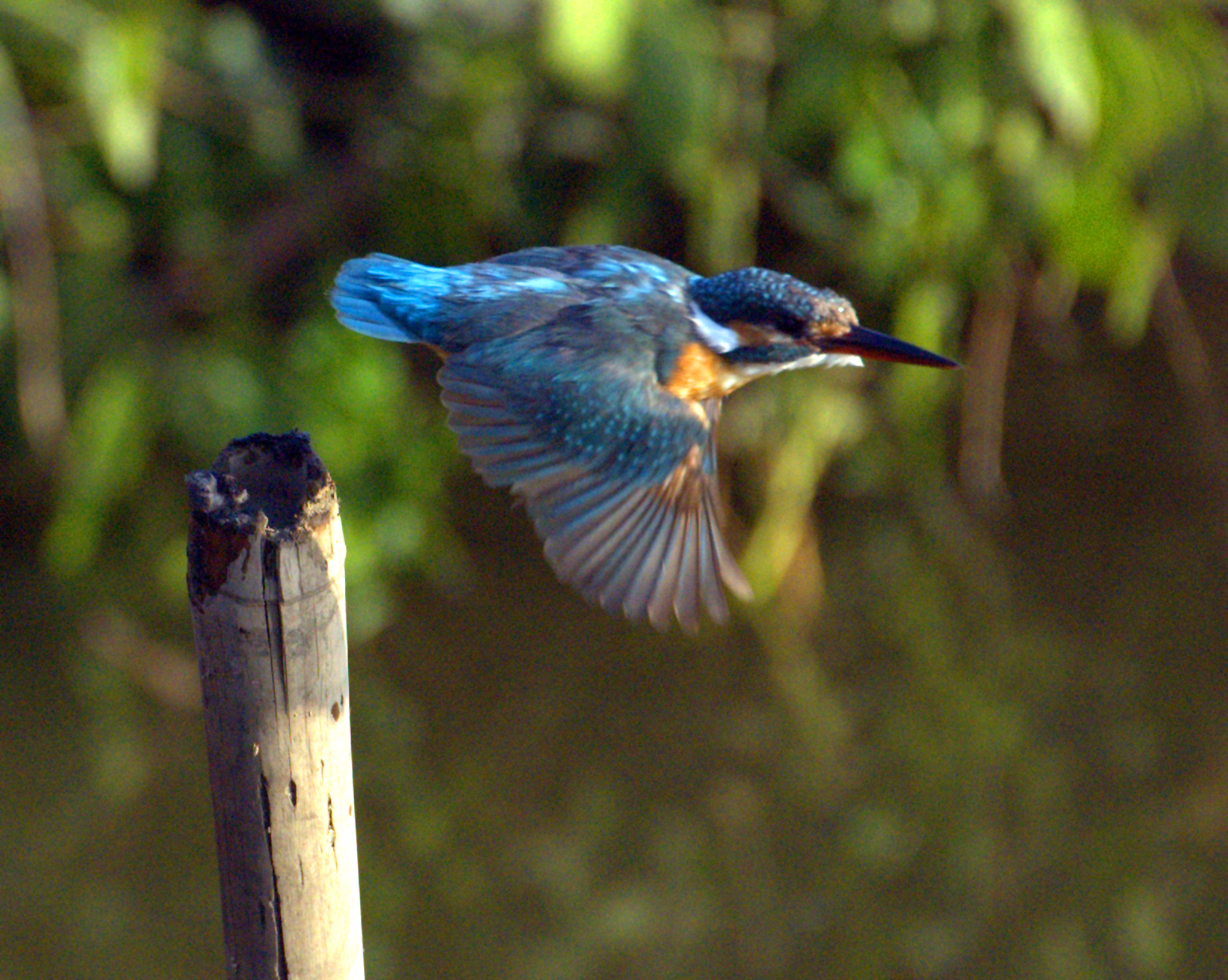
Die Jagst ist ein wichtiges Rückzugsgebiet des Eisvogels

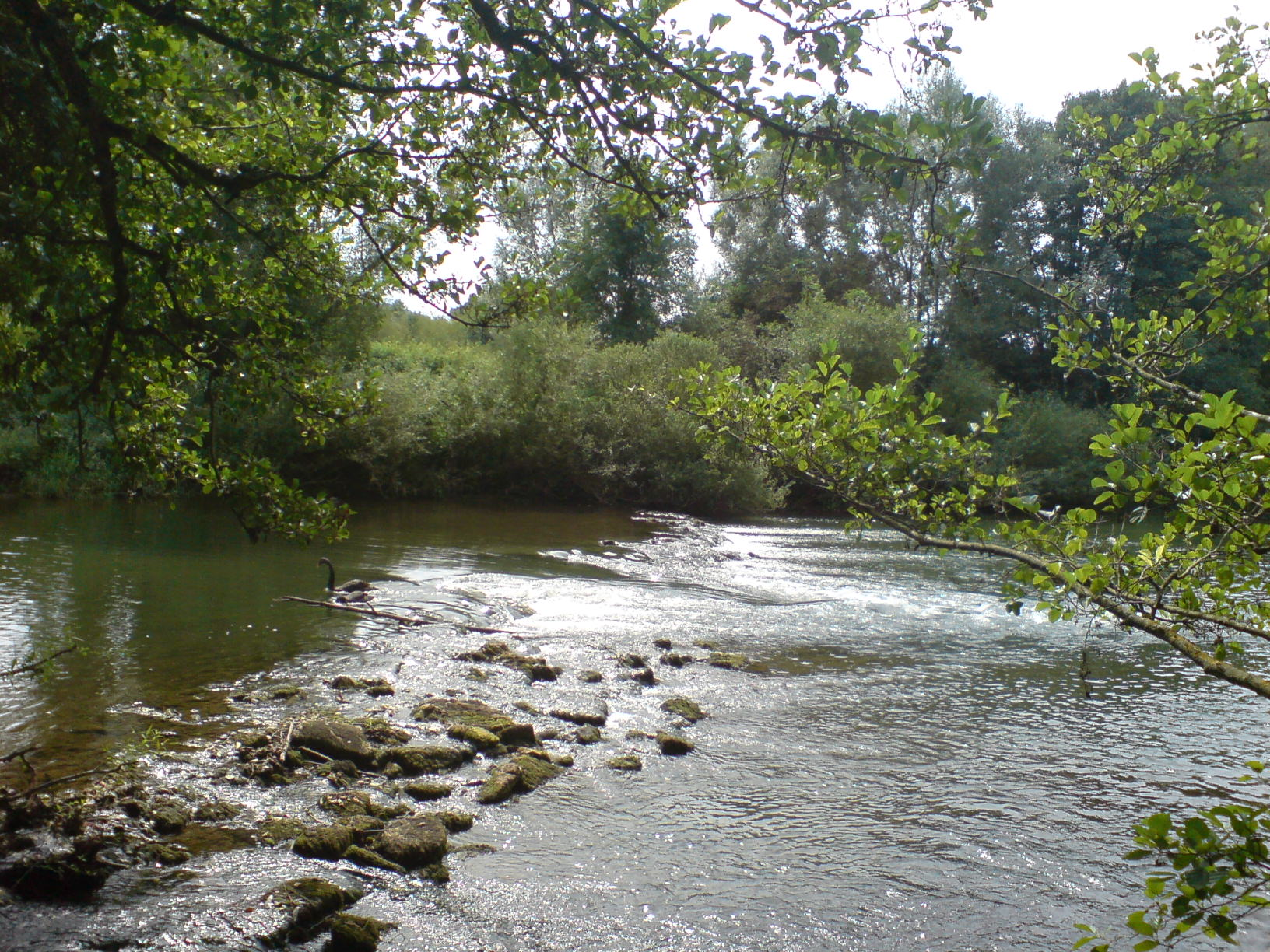
Zwei Trauerschwäne beim Aufenthalt an der Jagst bei Untergriesheim

Entlang der Jagst finden sich in den Wäldern an den steilen Talhängen mehrere Brutkolonien des Graureihers. Störungen durch den Menschen haben die Vögel immer wieder veranlasst, die Kolonien zu verlegen. Bei Morstein und Bächlingen finden sich inzwischen verlassene Koloniestandorte, die teilweise über mehrere Jahrhunderte genutzt wurden. Der Graureiher ist ziemlich häufig und kann regelmäßig, oft auch in Trupps, beobachtet werden. Noch relativ häufig ist auch die Wasseramsel, die unter Wasser nach Bachflohkrebsen, kleinen Fischchen oder Würmern jagt.
Die Jagst ist ein wichtiges Refugium und Verbreitungsschwerpunkt des Eisvogels, nicht zuletzt da sie ihm die für die Brut nötigen Steilufer bietet. Die Eisvogelpopulationen der Jagst stellen Quellen für die Wiederausbreitung des Vogels dar. Auch an manchen Nebenflüssen lebt der Eisvogel, etwa an der Kessach.
Ein Storchenpaar findet sich jedes Jahr zur Brut in Dörzbach ein. Im oberen Jagsttal brütete 2008 erstmals nach über 60 Jahren ein Storchenpaar auf einem Kamin in Jagstheim. Die Brut hatte Erfolg, es flogen zwei Jungvögel aus.
Weitere Brutvögel an der Jagst sind Zwergtaucher, Haubentaucher, Schwarzhalstaucher, Höckerschwan, Rostgans, Graugans, Krickente, Knäkente, Löffelente, Reiherente, Wasserralle, Tüpfelsumpfhuhn, Blässhuhn, Flussregenpfeifer, Kiebitz, Bekassine, Gebirgsstelze, Bachstelze, Schlagschwirl, Teichrohrsänger, Beutelmeise, Rohrammer und Flussuferläufer.
Eine nicht unerhebliche Bedeutung für das Vogelleben an der Jagst haben der Stausee Stockmühle und das Hochwasserrückhaltebecken Buch am Oberlauf der Jagst.
An der oberen Jagst sind folgende Vögel, die einst dort brüteten, ausgestorben und bis 2009 nicht wieder eingewandert (in Klammern das Jahr des letzten Nachweises) Schwarzstorch (1886), Tafelente (1849), Fischadler (Brutvogel bei Kirchberg, nach 1849 ausgerottet), Uferschwalbe (2005), Wiesenpieper (1960) und Drosselrohrsänger (1886).
Sehr viele weitere Vogelarten können an der Jagst als Durchzügler angetroffen werden.

##### Insekten
Ein Vorkommen der Kleinen Zangenlibelle befindet sich an der Jagst, außerdem gibt es Populationen der Gemeinen Keiljungfer. Unter den übrigen Libellenarten ist auch die Glänzende Smaragdlibelle hier heimisch. Andere seltene an der Jagst anzutreffende Insektenarten sind die Schlammfliege Sialis nigripes, die Eintagsfliegen Ecdyonurus insignis und Electrogena affinis, die Käfer Elmis obscura, Macronychus quadrituberculatus und Stenelmis canaliculata sowie die Köcherfliegen Leptocerus interruptus, Hydroptila simulans und Hydroptila lotensis, unter denen letztere an der Jagst ihr bundesweit einziges Vorkommen besitzt.
Eine gewisse Bedeutung für Insekten besitzen die südexponierten Prallhänge des Jagsttales und viele Grünlandstandorte. Eines der beiden Vorkommen der Östlichen Grille in Deutschland befindet sich an den Hängen zwischen Dörzbach und Krautheim. An warmen Junitagen lässt sich dort neben dem Schwalbenschwanz mit etwas Glück und Ausdauer auch der Schmetterlingshaft entdecken. Die vom Aussterben bedrohte Rotflügelige Ödlandschrecke ist hier zu finden.

##### Säugetiere
Verschiedene Fledermausarten sind im Jagsttal nachgewiesen worden und haben dort ihre Quartiere. Unter anderem sind dies Bechsteinfledermaus, Breitflügelfledermaus, Zwergfledermaus und Großes Mausohr.
An der oberen Jagst bei Westhausen sowie am Mittellauf zwischen Kirchberg und Mulfingen gibt es offenbar Biber. Wahrscheinlich sind sie aus dem Donaugebiet eingewandert. Im Jahr 2000 wurde ein Tier bei Haßmersheim am Neckar überfahren. Der Ort nur wenige Kilometer unterhalb der Jagstmündung könnte ein Hinweis darauf sein, dass die Biber die Jagst bereits auf kompletter Länge durchwandert haben.

##### Reptilien
Die Zauneidechse lebt in den südexponierten Hängen, wo die Steinriegel ihr Unterschlupf gewähren. Die Schlingnatter kommt im Jagsttal vor. Im Fluss kann die Ringelnatter beobachtet werden.
Fische und Rundmäuler

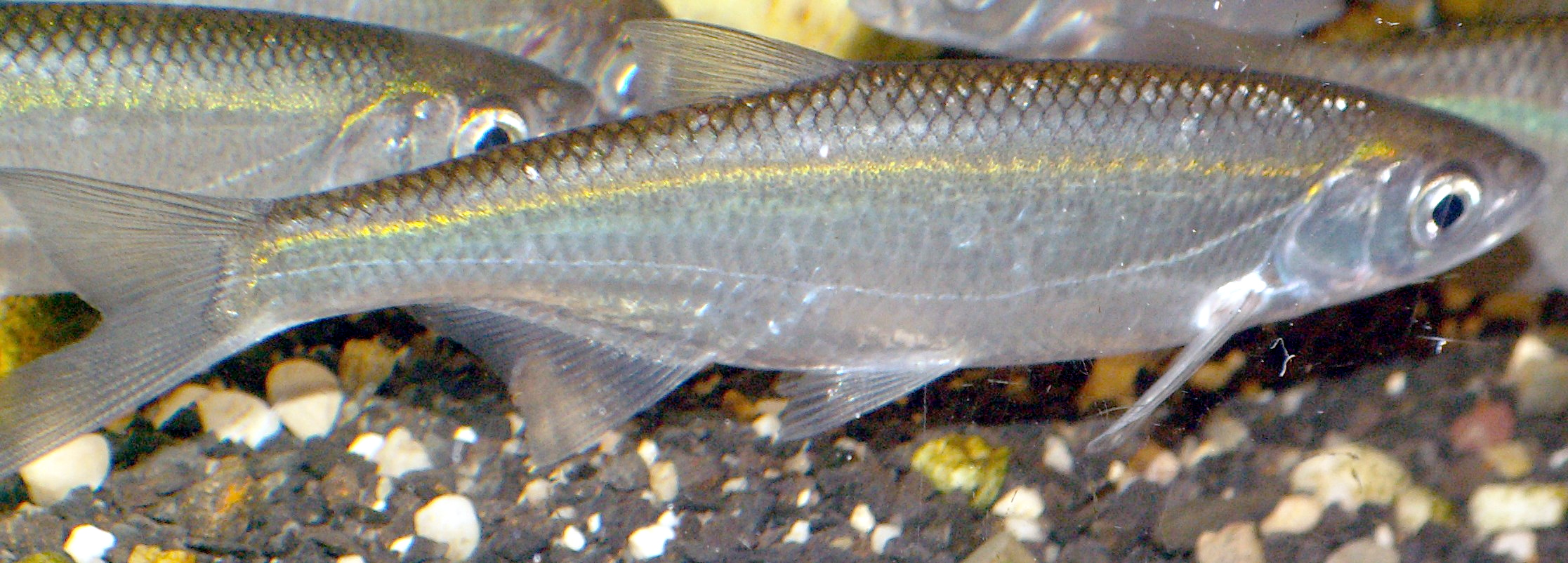
Ukelei, auch Laube genannt

Im Sommer 2002 wurden in der Jagst 30530 Fische bei 27 Arten ermittelt. Davon wurden der Sonnenbarsch, der Wels, die Regenbogenforelle, der Zander und der Giebel als standortfremd bewertet. Häufigkeit des Vorkommens der Fischarten: Schneider (42 %), Laube (28 %), Schmerle (8 %), Rotauge (7 %), Gründling (5 %); Döbel, Barbe, Aal, Hasel, Groppe, Rotfeder und Nase zusammen 9 %. Außerdem kommen Bachneunauge, Bitterling, Quappe und Strömer vor. Auch sollte erwähnt werden, dass der Hecht in der Jagst heimisch ist.
Im Jahr 2010 begann ein von 16 Fischereivereinen zwischen der Mündung und Langenburg getragener Aktionsplan zur Wiederansiedelung der Äsche. Über einen Zeitraum von vier Jahren sollen zigtausende Jungäschen ausgesetzt werden. Die Kosten, die alleine im Jahr 2010 etwa 7000 Euro betrugen, werden zu 75 % vom Regierungspräsidium Stuttgart getragen. Zur Vorbereitung wurden bereits in den vergangenen Jahren bei Siglingen und Herbolzheim Kiesbänke geschaffen. Die Äsche war ebenso wie der nahe verwandte Lachs noch um 1900 in der Jagst heimisch, bevor aufgrund der eintretenden Gewässerverschmutzung, die hauptsächlich auf zwei Papierfabriken an der Seckach sowie eine Zuckerfabrik in Züttlingen zurückzuführen war, zahlreiche Fischarten in der Jagst ausstarben. Vom Lachs erhofft man sich eine Rückwanderung, sobald die bestehenden Wanderungshindernisse an den Staustufen am unteren Neckar beseitigt sind.
Muscheln und Schnecken
Von den Fluss- und Teichmuscheln (Unionidae) wurden in der Jagst die Große Flussmuschel (Unio tumidus) sowie die Kleine Flussmuschel oder Bachmuschel (Unio crassus) nachgewiesen. Zumindest an der unteren Jagst können die Gehäuse häufig im Flussbett gefunden werden. Unter den Schnecken ist die Gemeine Kahnschnecke zu erwähnen.
Krebse
In der Jagst kommt der Europäische Flusskrebs vor.

#### Flora
Das gesamte Einzugsgebiet der Jagst gehört zum Laubwald-Areal. Größere Nadelwaldbestände sind hier grundsätzlich als künstlich einzustufen. Ein Großteil der Wälder ist den „Waldmeister-Buchenwäldern“ (Galio-Fageten) zuzuordnen mit entsprechender Bodenvegetation. Ihrer Häufigkeit wegen soll darauf nicht näher eingegangen werden, es seien wenigstens einige typische Arten genannt: Buschwindröschen, Waldmeister, Großes Hexenkraut, Echter Wurmfarn, Aronstab, oder auch das Gelbe Windröschen. Die Stinkende Nieswurz stößt hier an den östlichen Rand ihres Hauptverbreitungsgebietes.

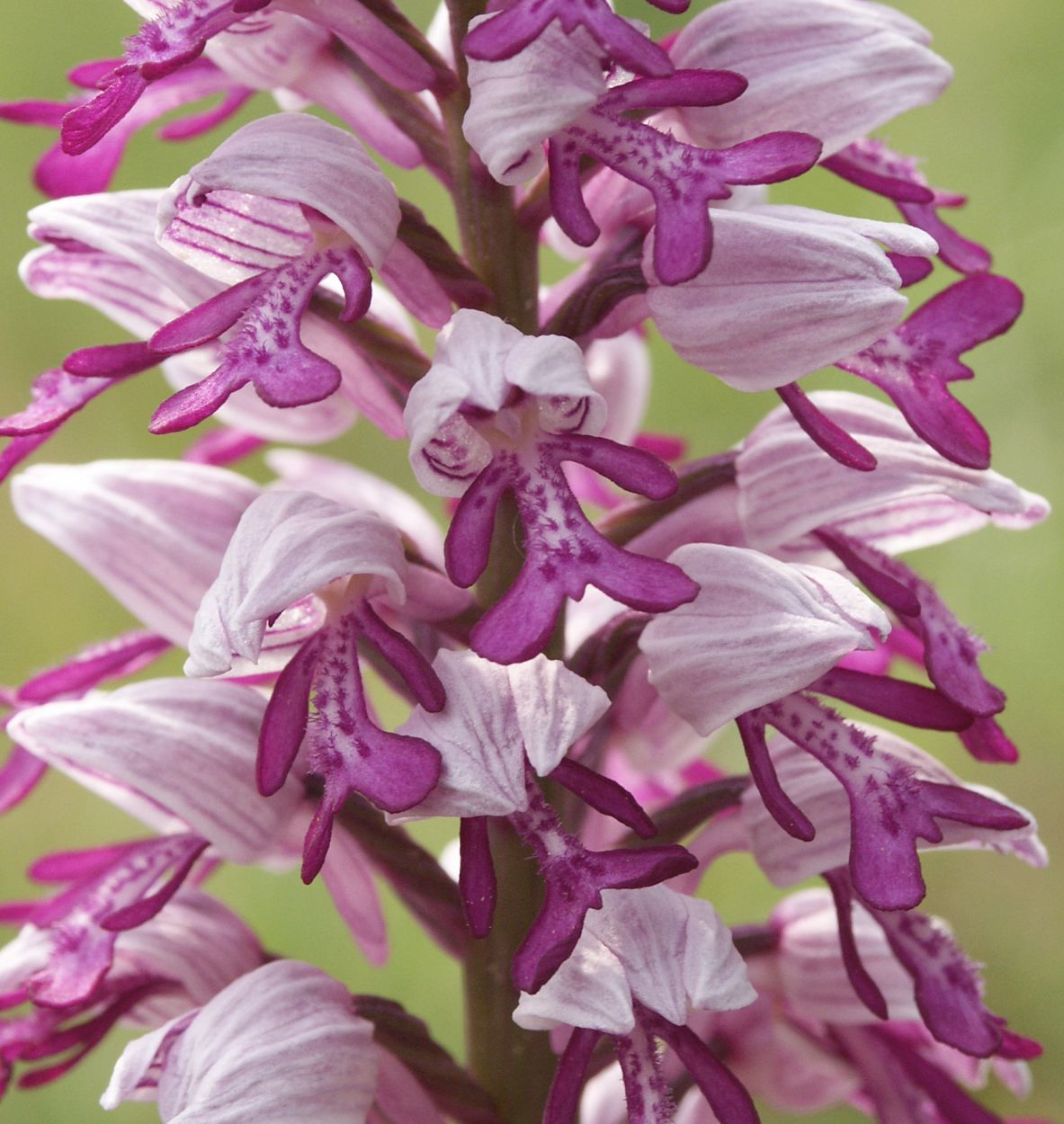
Das Helm-Knabenkraut ist wahrscheinlich die häufigste Orchidee des Jagsttals

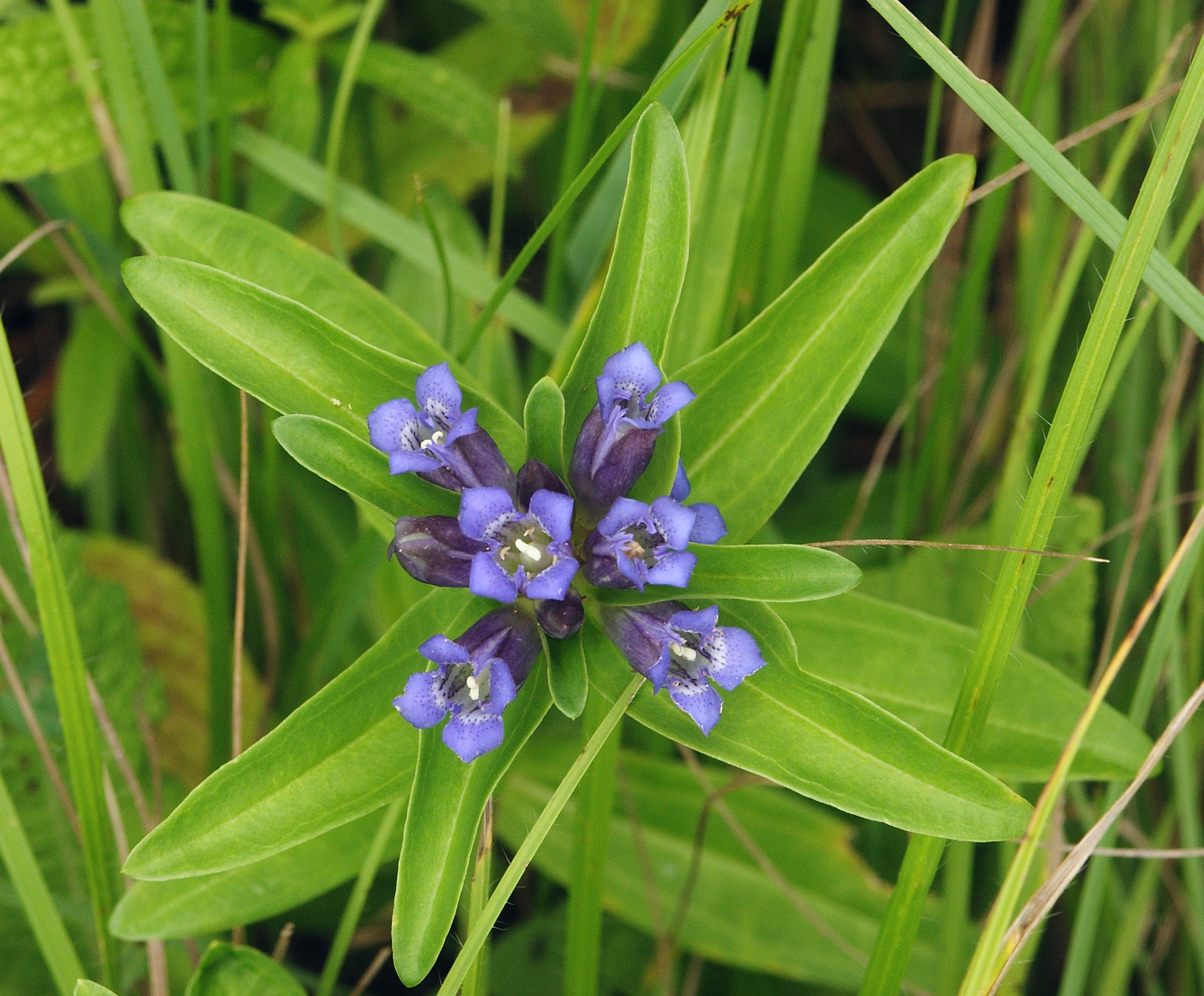
Kreuz-Enzian

An einigen südexponierten Hängen im mittleren und unteren Jagsttal findet sich eine typische, an Trockenheit im Sommer angepasste Flora. Ein paar Beispiele sollen genannt werden: es kommen die Silberdistel, die Golddistel, der Raue Alant, die Gewöhnliche Kuhschelle, die Ästige Graslilie, der Kreuz-Enzian, der Fransenenzian und das Männliche Knabenkraut vor. Als die Orchidee des Jagsttals schlechthin kann das Helm-Knabenkraut gelten, das stellenweise relativ häufig vorkommt, auch diverse Ragwurzen kommen vor, etwa die Hummel-Ragwurz oder die Große Spinnen-Ragwurz, ebenso Bocks-Riemenzungen, die Breitblättrige Stendelwurz oder das Weiße Waldvögelein. Bei Klepsau gibt es ein Vorkommen des Weidenblättrigen Ochsenauges, das ansonsten auf der Schwäbischen Alb recht häufig ist. Etwas häufiger sind der Acker-Wachtelweizen oder der Hirschwurz-Haarstrang. Eine Rarität ist die Flechte Fulgensia fulgens. Insgesamt sind besonders licht-, wärme- und trockenheitsliebende Pflanzen jedoch etwas seltener als im nahen Taubertal, das manche Rarität beherbergt, die man an Jagst oder Kocher vergeblich sucht.
Eine stattliche Kolonie der Orientalischen Nieswurz hat sich als Neophyt in einem Wald angesiedelt. Vermutlich nicht autochthon ist ein Vorkommen der Frühlingsknotenblume. Eine Besonderheit ist das Pyrenäen-Löffelkraut. Es hat im Jagsttal die einzigen Standorte im Norden Baden-Württembergs. Im mittleren Jagsttal ist der Gelbe Frauenschuh spätestens Ende der 1980er Jahre ausgestorben, und vermutlich schon zu Beginn des 20. Jahrhunderts das Blasse Knabenkraut, das allerdings in der Nähe des Oberlaufs noch einen Standort hat.
Auwaldreste sind an der Jagst nur sehr selten und kleinflächig vorhanden. Die Flussaue wird meist als Grünland genutzt. Uferbegleitende Gehölze sind fast durchgehend und üppig vorhanden, erwartungsgemäß dominieren hier zahllose, sehr schwer zu bestimmende Weiden-Arten sowie deren Hybride, darunter Bruch-Weide, Silber-Weide, Purpur-Weide, Mandelweide oder Aschweide und außerdem die Schwarz-Erle. In den Uferzonen ist die unübersehbare Große Brennnessel wohl die häufigste krautige Pflanze. Interessanterweise ist der in starker Ausbreitung begriffene Neophyt Indisches Springkraut, das immer mehr die Uferzonen unserer Flüsse und Bäche dominiert, zumindest an der unteren Jagst noch weniger häufig anzutreffen als an vielen anderen Flüssen.
Direkt am Ufer sind neben zahlreichen anderen Pflanzen beispielsweise Kalmus, die Gelbe Schwertlilie, Rohrglanzgras, Schilf, Bittersüßer Nachtschatten oder Geflügelte Braunwurz zu finden, sehr selten sind Sumpf-Segge und Schlanke Segge.
Der Fluss selbst ist eher arm an sichtbaren Pflanzen. In langsam fließenden Abschnitten wächst die Gelbe Teichrose. An flachen Stellen wächst bis weit in den Fluss hinein die Gewöhnliche Teichbinse. Vermutlich kommt das Kamm-Laichkraut vor, sicher hingegen das Knotige Laichkraut sowie einige andere Laichkraut-Arten. Wenig ist die Kleine Wasserlinse zu finden, selten Quirliges und Ähriges Tausendblatt. Unter zahlreichen weiteren Pflanzen finden sich an der Jagst der Wasserhahnenfuß und Pfeilkraut. Es kommen Algen der Gattung Cladophora sowie die Darmalge Enteromorpha intestinalis vor. An sehr langsamen Abschnitten, zum Beispiel in aufgestauten Bereichen, kann sich ein reiches Flussplankton entwickeln.

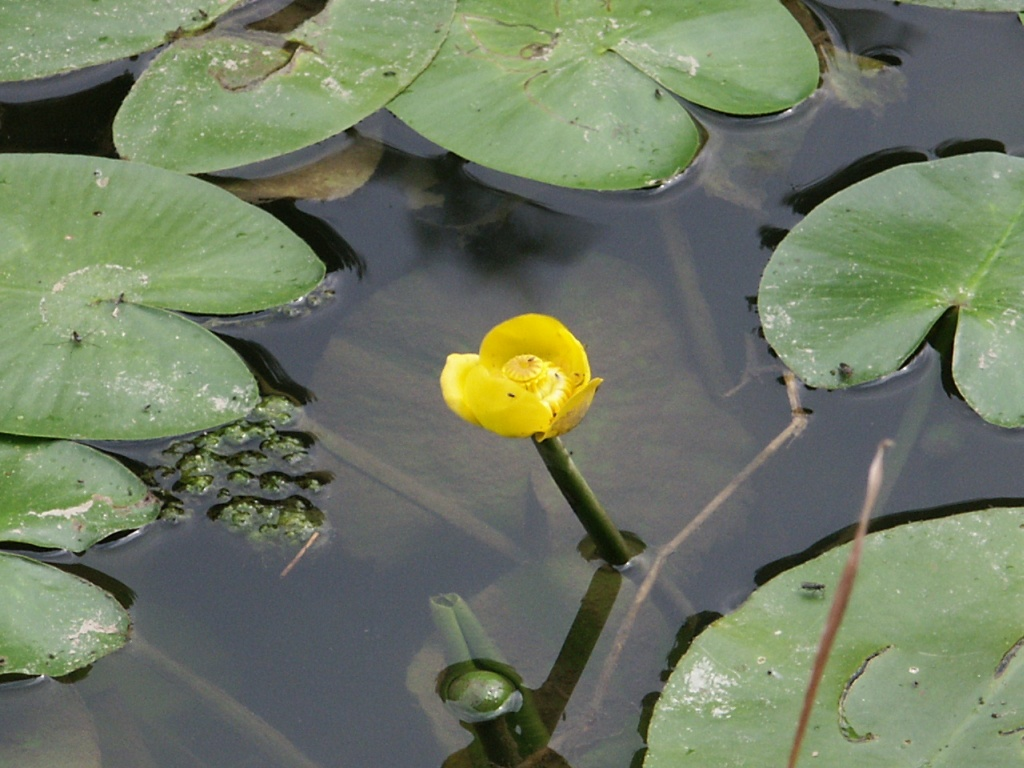
Gelbe Teichrose
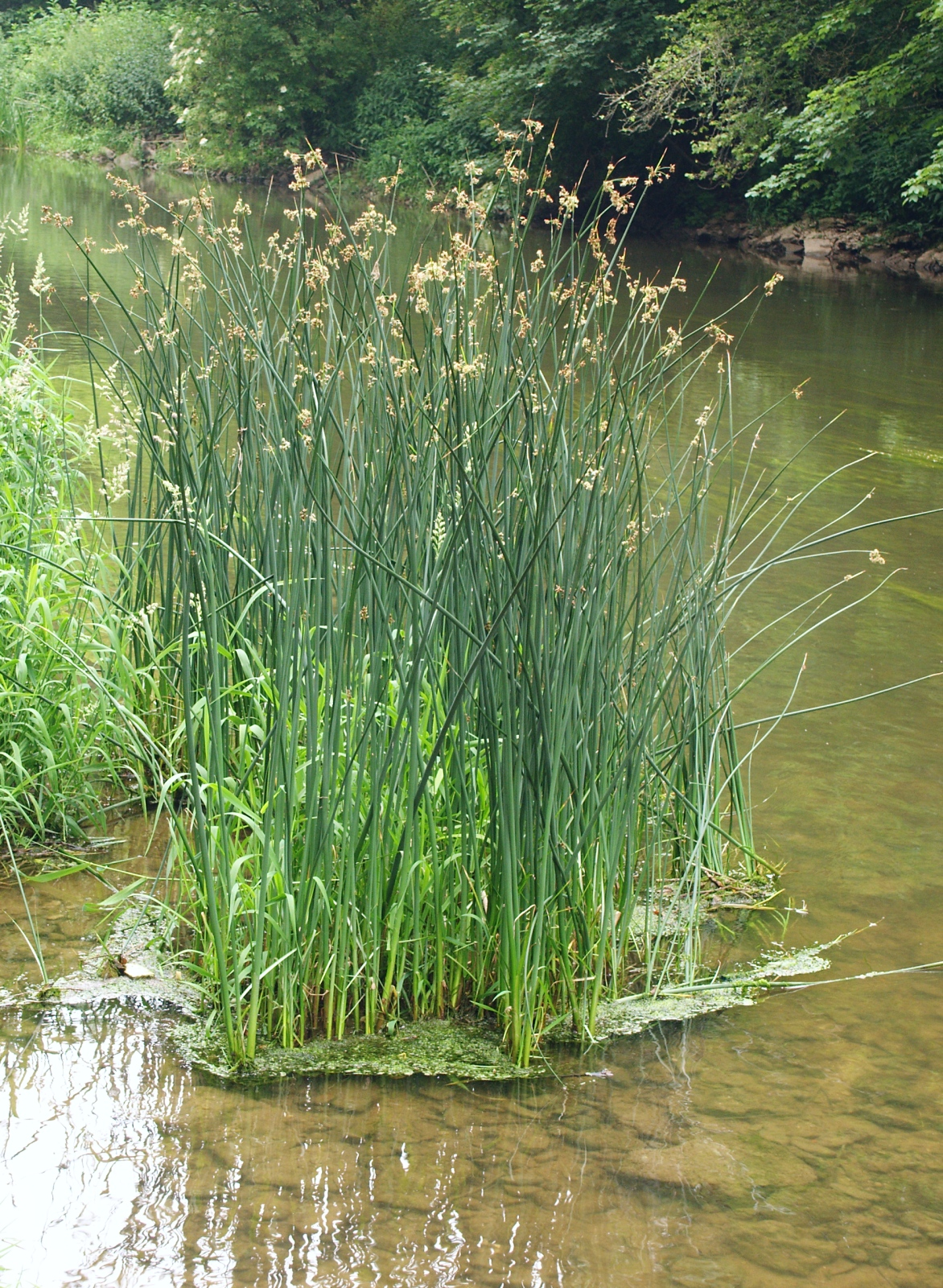
Gewöhnliche Teichbinse
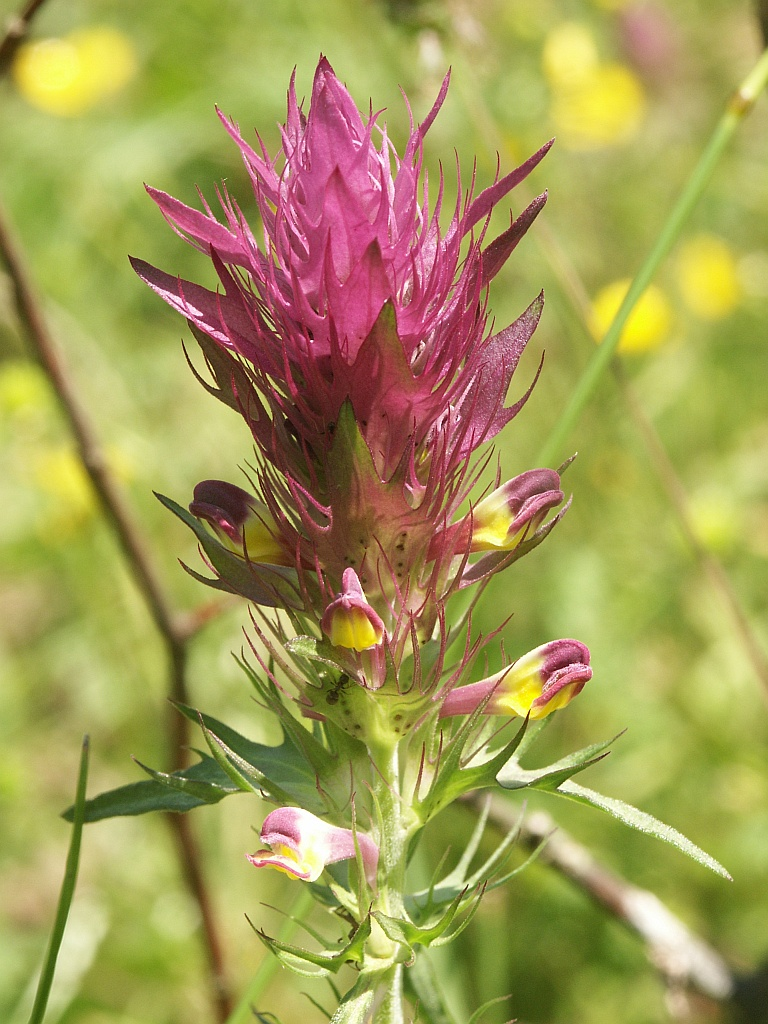
Acker-Wachtelweizen
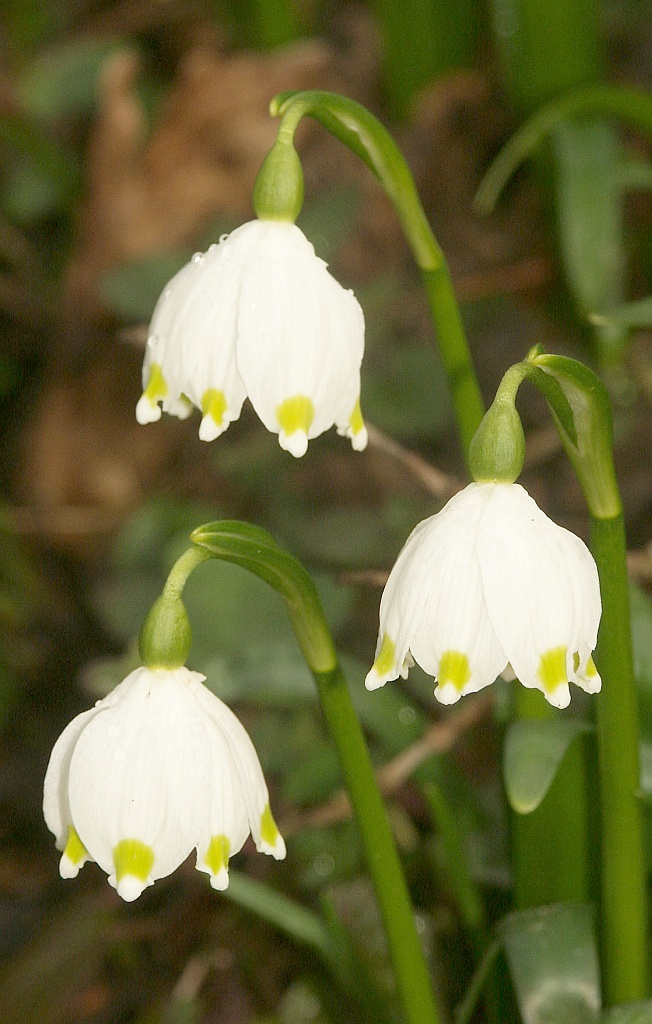
Frühlingsknotenblume, auch Märzenbecher genannt

### Gewässergüte
Hinsichtlich einiger Kriterien ist die Wassergüte der Jagst kritisch zu beurteilen. Das Baden im Fluss kann prinzipiell gesundheitliche Risiken bergen. Dennoch gehört die Jagst zu den saubersten Flüssen ihrer Größenordnung in Deutschland.

#### Biologische Gewässergüte
Nach ihrer biologischen Gewässergüte, die ein Gewässer anhand seiner Beeinträchtigung durch biologisch leicht abbaubare Stoffe und den damit einher gehenden Sauerstoffmangel bewertet, wird die Jagst fast auf kompletter Länge als „mäßig belastet“ bewertet (Güteklasse II), sie unterscheidet sich dadurch nicht von der Mehrheit der größeren Fließgewässer in Baden-Württemberg, wo im Wesentlichen lediglich die Oberläufe von Flüssen und Bächen in den Mittelgebirgen wie dem Schwarzwald oder dem Odenwald sauberer sind.

#### Chemische Gewässergüte
Die chemische Gewässergüte bewertet ein Fließgewässer nach seiner Belastung mit Nährstoffen wie Nitrat oder Phosphor sowie nach der Konzentration von Schwermetallen wie Cadmium, Chrom, Kupfer, Quecksilber, Nickel, Blei oder Zink in den Sedimenten. Mit Nitrat ist die Jagst auf der ersten Hälfte des Oberlaufes „unbelastet bis gering belastet“ (I–II), auf ihrem größten Teil „deutlich belastet“ (II–III) und auf ihren letzten Kilometern, etwa ab Züttlingen, „erhöht belastet“ (III). Mit Phosphor ist die Jagst fast auf kompletter Länge „deutlich belastet“ (II–III). Mit Schwermetallen ist die Jagst meist „unbelastet bis gering belastet“ (I–II).
Das in der EU-Wasserrahmenrichtlinie geforderte Mindestmaß an chemischer Gewässergüte wird von der Jagst nicht erreicht. Das liegt hauptsächlich an dem Herbizid Isoproturon, das in manchen Jahren in der Jagst in stark erhöhter Konzentration auftritt, insbesondere während des Zeitraums seiner Anwendung in der Landwirtschaft. Die Grenzwerte der einschlägigen Umweltqualitätsnormen werden dann überschritten. Bei Cybutryn (Antifouling) kam es 2014 und bei Metolachlor (Herbizid) 2015 zu einer Überschreitung der Umweltqualitätsnorm.
Auch Arzneimittel, vor allem die Wirkstoffe Azithromycin, Bisoprolol, Carbamazepin, Diclofenac und Sulfamethoxazol, lassen sich in der Jagst nachweisen. Solche Stoffe werden vorwiegend aus Kläranlagen eingetragen.

#### Fischsterben im August 2015

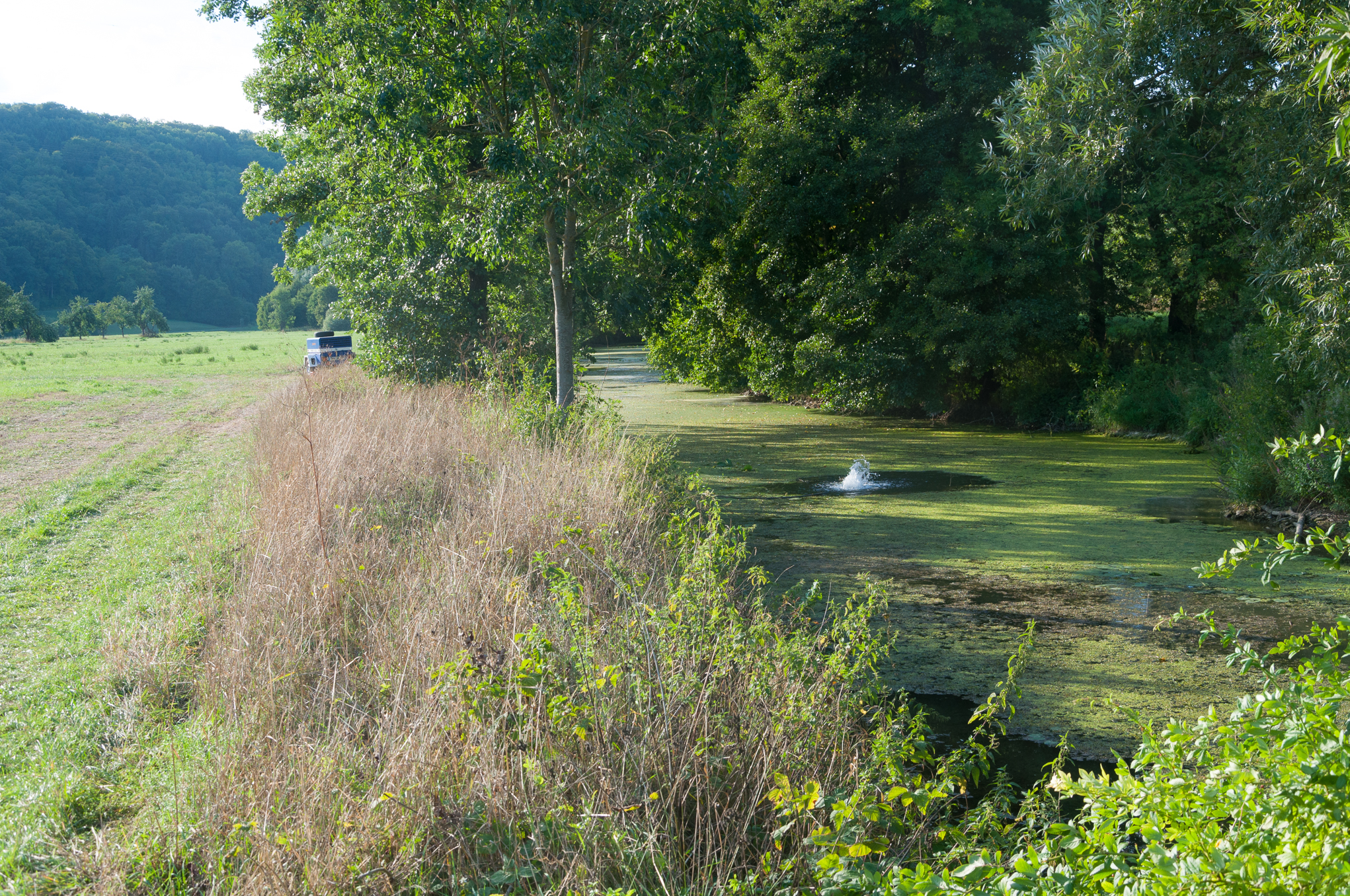
Ein Kompressor des THW belüftet einen Altarm der Jagst bei Mulfingen am 27. August 2015 nach der Kontamination mit Ammoniumnitrat

Am 22. August 2015 kam es zu einem Großbrand in der Lobenhausener Mühle bei Kirchberg, wo Düngemittel unsachgemäß und unter Missachtung der notwendigen baurechtlichen Genehmigung gelagert wurden. Durch die Löschmaßnahmen gelangten in der Nacht große Mengen von Ammoniumnitrat in die Jagst. Dabei wurde die für Fische kritische Konzentration des Stoffes um das 200-fache überschritten. Trotz eines Großeinsatzes von Feuerwehr, THW, Fischereivereinen und freiwilligen Helfern kam es zu einem Fischsterben. Annähernd 20 Tonnen Fische verendeten. Experten gingen davon aus, dass die Jagst auf bis zu 120 km belastet sein könnte und eine Schädigung des Ökosystems über viele Jahre zu erwarten sei.
Ein Jahr nach dem Fischsterben resümierte Umweltminister Franz Untersteller, dass in dem „Bereich der damaligen Einspeisung auf einem Abschnitt von zehn Kilometern trotz zahlreicher Maßnahmen weiterhin kaum Fische in der Jagst zu finden“ seien und es noch weit unterhalb „welche mit geschädigten Kiemen“ gebe. Am 13. Februar 2018 wurde per gerichtlichem Vergleich vor dem Landgericht Ellwangen klagenden Angelvereinen und Fischereipächtern 230.000 € zugesprochen. Hiervon zahlt der ehemalige Mühlenbesitzer 200.000 € und 30.000 € die Stadt Kirchberg.

### Gewässerstruktur
Die Jagst ist ein durch die Kulturlandschaft ziehender Fluss und seit Jahrtausenden von der Anwesenheit des Menschen geprägt. Man könnte sie allenfalls an verschwindend geringen Abschnitten im Mittellauf mit Einschränkung als Wildfluss bezeichnen. Dennoch ist die Struktur des Gewässers, im Vergleich zu anderen, insgesamt recht gut. Gänzlich unverändert sind nur kleine Bereiche zwischen Crailsheim und Kirchberg geblieben (siehe Bilder im Geographieteil). Auf dem größten Teil ihres Laufes folgen gering, mäßig oder deutlich veränderte Abschnitte in schnellem Wechsel aufeinander. Stark oder gar sehr stark verändert sind dagegen nur sehr wenige und kurze Bereiche. Im Oberlauf von der Quelle bis einige Kilometer flussabwärts von Ellwangen jedoch wurde die Jagst teilweise stark begradigt, sie ist auf dieser Strecke, mit wenigen Ausnahmen, sehr stark oder sogar vollständig verändert.

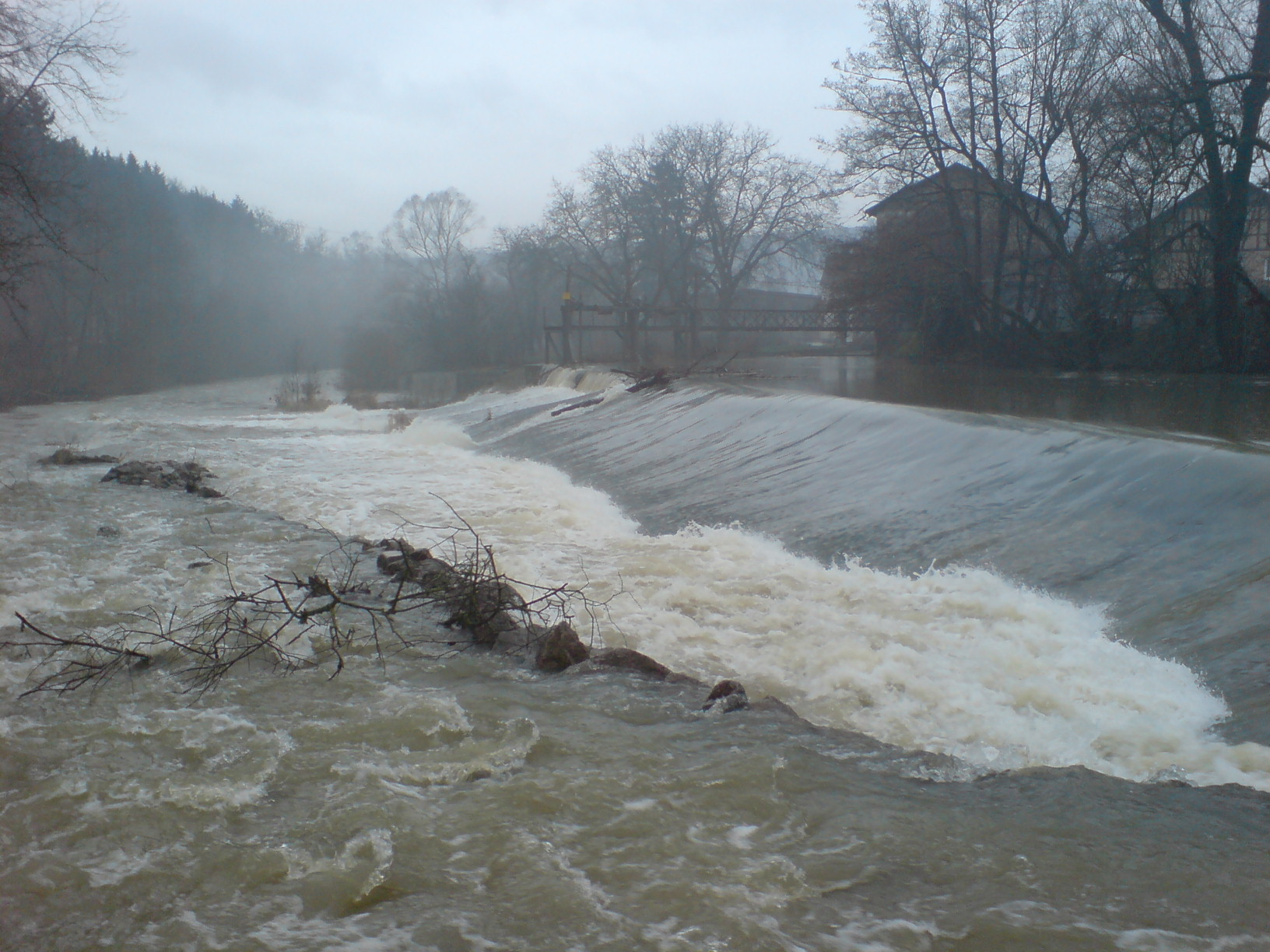
Ruchsener Wehr bei starker Wasserführung am 30. Dezember 2009, links die relativ neue, wenige Jahre alte Fischtreppe, die ein kleines Vorgängerbauwerk ersetzt hat. Bei Normalwasser ragen zahlreiche festbetonierte Steine heraus, die die Strömungsgeschwindigkeit verringern, alle paar Meter befindet sich ein etwa badenwannengroßes Rastbecken.

Von einiger Bedeutung für die Gewässerstruktur sind die Wehre, die es fast im gesamten Verlauf in großer Zahl gibt und die den Fluss oft über Kilometer aufstauen. Auf den letzten 115 Flusskilometern gibt es 34 Querbauwerke und man schätzt, dass etwa die Hälfte der Fließstrecke rückstaugeprägt ist. Dadurch wurden einst schnellfließende Abschnitte in ruhige, tiefe, langsamfließende Abschnitte verwandelt; Kiesbänke, die eine große ökologische Bedeutung haben, versanken im Wasser. Entsprechend große Auswirkungen hat der Rückstau auf die dortige Flora und Fauna: Kiesbänke können ihre Funktion als Brut- und Laichhabitat nicht mehr erfüllen, mit ihnen verschwanden auch Pionierstandorte für Pflanzen. Bei langsamen Fließgeschwindigkeiten und Wassertiefen bis zu sechs Metern stellt sich ein schlammiger Gewässergrund ein. Arten wie die Gelbe Teichrose werden begünstigt, Bestände der Teichbinse werden verdrängt. Die rückstaugeprägten Abschnitte, früher Teil der natürlichen Barbenregion, gehören nun zur Brachsenregion (siehe Fischregion).

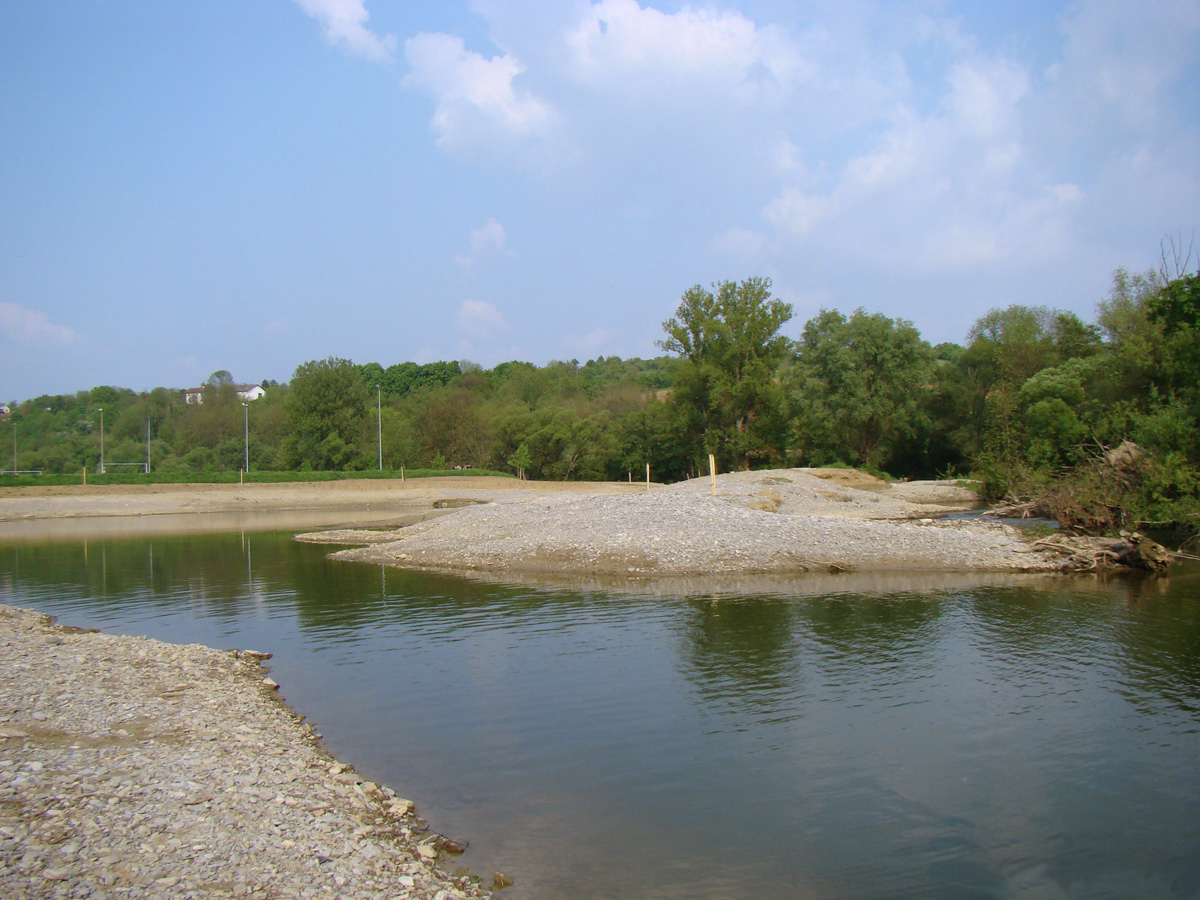
Frisch fertiggestellte Jagstaufweitung bei Herbolzheim im Mai 2009

Seit einigen Jahren müht man sich sehr, die Auswirkungen der Wehre zu begrenzen. Die eingerichteten Fischaufstiegshilfen an den Wehren förderten die Fischwanderung bei weitem nicht wie erhofft. Viele von ihnen wurden bereits durch neue Fischtreppen ersetzt. Außerdem wurde der Fluss stellenweise aufgeweitet, es wurden Laichbiotope, Inseln und Kiesbänke geschaffen. Eines dieser Auenbiotope findet sich bei Herbolzheim, ein anderes seit Ende 2009 in Widdern.
Die Ufer wurden oft durch Blockwurf oder Steinsatz gesichert, besonders unterhalb der Wehre, aber auch andernorts. Diese Eingriffe fallen dem Laien oft nicht auf, da häufig weitgehend unbehandelte Muschelkalkbrocken verwendet wurden und diese meist schnell von der Ufervegetation überwachsen werden. Sie verhindern aber die Seitenerosion und damit das natürliche „Arbeiten“ des Flusses. So wird auch die Entstehung von sogenannten „Eisvogelwänden“ unterbunden, also von Steilufern im Auenlehm, die nicht nur der Eisvogel benötigt, sondern beispielsweise auch Uferschwalben und Kleinsäuger. Die Gewässerstruktur hatte erheblichen Einfluss auf den im folgenden Unterkapitel behandelten Auenzustand.

### Auenzustand

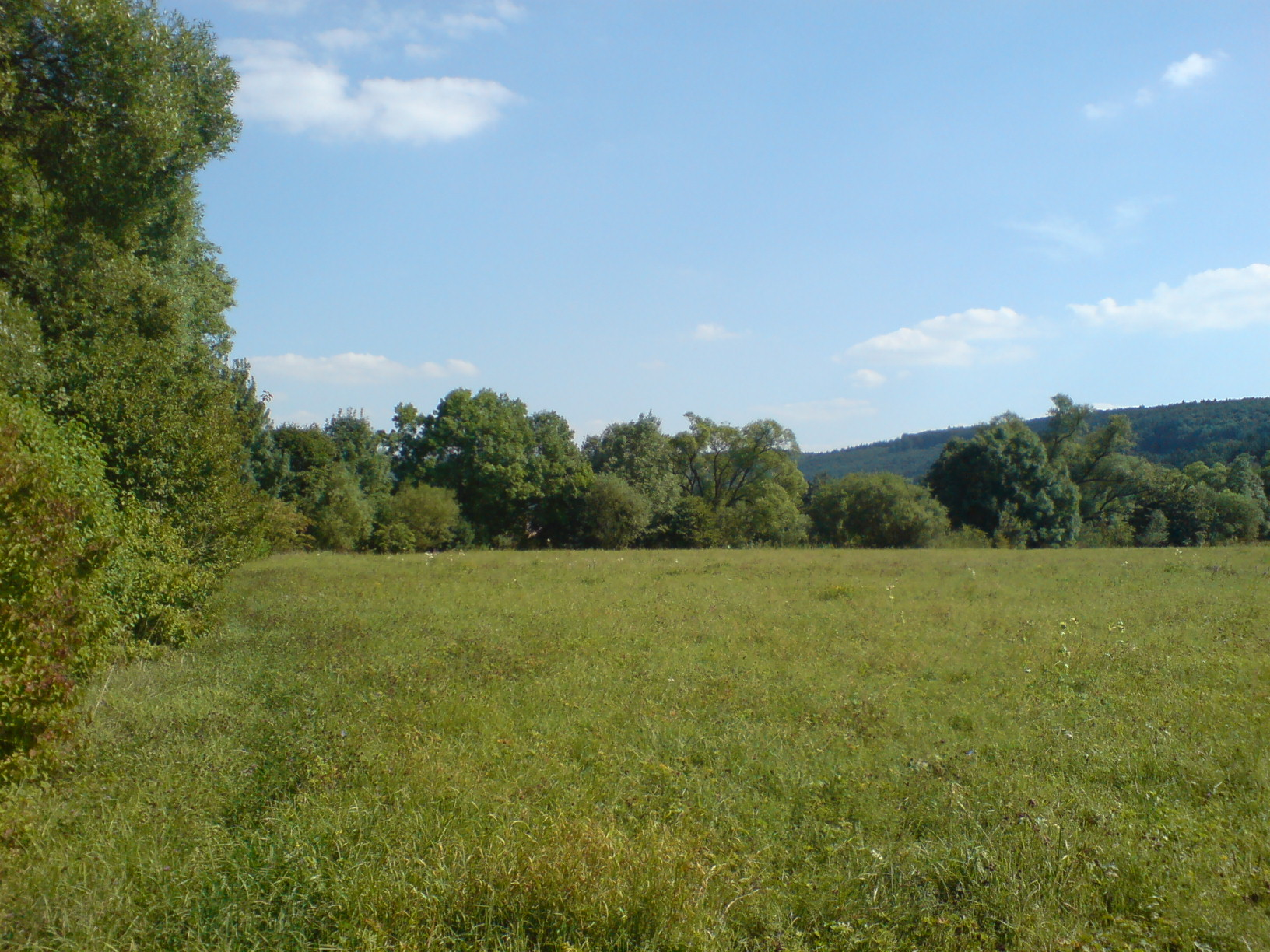
Ein typisches Bild aus der Jagstaue. Es überwiegt Grünlandnutzung, die Flussufer sind fast durchgehend von Weichlaubhölzern begleitet. Im Hintergrund ein bewaldeter Nordhang, der Beginn des Harthäuser Waldes.

In dem im Jahr 2009 erstmals vom Bundesamt für Naturschutz (BfN) herausgegebenen Auenzustandsbericht, in dem der Verlust von Überschwemmungsflächen sowie der Zustand der rezenten Auen jeweils entlang des linken und rechten Ufers an 79 deutschen Flüssen erfasst wurden, wurden auch die Auen der Jagst zwischen ihrem nördlichsten Punkt bei Krautheim und ihrer Mündung bewertet.
Um den Verlust an Überschwemmungsfläche zu ermitteln, wurde zunächst die morphologische Aue ermittelt, d. h. der Bereich, der von mehr oder weniger regelmäßigen Überflutungen geprägt ist und heute vom Hochwasser erreichbar wäre, wenn keine Hochwasserschutzmaßnahmen bestünden. Schließlich wurde die rezente Aue ermittelt, also jener Teil der morphologischen Aue, den heute Überflutungen bei einem statistischen hundertjährlichen Hochwasser erreichen können. Aus dem Vergleich errechnet sich der Verlust an Überschwemmungsfläche. Er ist an der Jagst relativ gering, an den meisten Abschnitten liegt er unter 25 %, was der günstigsten Bewertungsklasse entspricht.
Daneben wurde der qualitative Zustand der rezenten Aue bewertet. Von Bedeutung waren dabei ihre Morphodynamik (Auenrelief und Auengewässer), ihre Hydrodynamik (Abfluss und Überflutung) sowie die Vegetation und die Flächennutzung. Außerdem floss nachteilig in die Bewertung ein, wenn ein Abschnitt von Rückstau geprägt ist. Um dem Wert größerer zusammenhängender Auenabschnitte Rechnung zu tragen, wurde für solche Abschnitte ein Bonus für Konnektivität vergeben. Für die Gesamtbewertung wurden schließlich 5 Klassen gebildet, die den Grad der Naturnähe bezeichnen. Bezugspunkt ist dabei der potenziell natürliche, vom Menschen unbeeinflusste Zustand der Aue. Entlang der Jagst wurde der Löwenanteil der Auenabschnitte der Zustandsklasse 3 (deutlich verändert) zugeordnet. Einzelne Abschnitte wurden den Güteklassen 2 (gering verändert) oder 4 (stark verändert) zugeordnet. Der Zustandsklasse 1 (sehr gering verändert) wurde kein Abschnitt zugeordnet. Der Anteil dieser Zustandsklasse an den bewerteten Flüssen lag deutschlandweit bei unter 1 %. Immerhin wurde an der Jagst kein Abschnitt mit der Zustandsklasse 5 (sehr stark verändert) bewertet, der bundesweit 20 % der bewerteten Auenabschnitte zugeordnet wurden. Jagst, Trebel und Peene sind die einzigen der 79 bewerteten Flüsse ohne einen Abschnitt in der Klasse 5. Unter den neun bewerteten Flüssen, an denen Baden-Württemberg Anteil hat – Rhein, Neckar, Donau, Iller, Main, Tauber, Jagst, Kocher und Enz – schneidet die Jagst trotz des nur mäßigen Zustandes ihrer Auen insgesamt am günstigsten ab.

## Freizeit

### Kanusport
Die Jagst ist bei Kanuten und Kajakfahrern sehr beliebt. Ab Jagstzell gilt sie als Wander- und ab Crailsheim bis etwa Langenburg als (stellenweise mittelschwerer) Wildwasserfluss. Erfahrene Kanuten helfen dem Naturschutz, indem sie den Flusslauf von Treibgut befreien. Andererseits kann diese Freizeitbeschäftigung je nach Bootsaufkommen für Tiere und Pflanzen eine massive Störung bedeuten. Zusätzlich beeinträchtigt Bodenkontakt der Boote und Paddel den Lebensraum der am Gewässerboden lebende Tiere. Mangelnde Erfahrung von Gelegenheitspaddlern und unangepasstes Verhalten verschärfen die Problematik. Daher unterliegen zahlreiche Abschnitte – darunter für Wassersportler sehr interessante und auch die unberührtesten – gerade zur Hochsaison deutlichen Beschränkungen:
- Landkreis Schwäbisch Hall, von Wehr Crailsheim Heldenmühle (Fluss-km 131,7) bis Wehr Unterregenbach (bei Langenburg, km 91,2), gesperrt jährlich vom 1. Juni bis 15. September. In der übrigen Zeit freiwillige Selbstbeschränkung bei Pegel unter 140 cm.[64]
- Hohenlohekreis, von Wehr Unterregenbach (km 91,2) bis Dörzbach (km 70,2), gesperrt jährlich vom 15. Februar bis 15. September.
- Hohenlohekreis, gesamte Jagst: Gesperrt bei Pegel unter 40 cm.[65] Bei Pegel unter 60 cm (Pegel Dörzbach) darf die Strecke unterhalb der Wehre bis zur Wiedereinmündung Kraftwerkskanal nicht befahren werden.
- Landkreis Heilbronn, von Fußgängerbrücke Widdern (km 33,7) bis Brücke Möckmühl (km 26,0), gesperrt jährlich vom 15. Februar bis 15. September.
- Landkreis Heilbronn, von Wehr Neudenau (km 13,2) bis Mündung in den Neckar (km 0,0), gesperrt jährlich vom 15. Februar bis 15. September.
- Landkreis Heilbronn, gesamte Jagst: Gesperrt bei Pegel unter 100 cm.[66]

Weitere Informationen siehe Weblinks.

### Wandern und Radwandern
Weitere beliebte Freizeitbeschäftigungen im Jagsttal sind das Wandern, durch das man am meisten Vertrautheit mit dem Jagsttal gewinnt. Bekannte Wanderwege sind beispielsweise der Kulturwanderweg Jagst oder die Pfade der Stille. Auch eine Route des Jakobsweges führt durch das untere Jagsttal (Rothenburg ob der Tauber–Speyer). Ähnlich beliebt ist das Jagsttal für Radwanderer. Zuerst zu nennen ist hierbei der 340 Kilometer lange Kocher-Jagst-Radweg. Er verläuft fast im gesamten Jagsttal, mit Ausnahme des Abschnitts oberhalb von Lauchheim sowie einiger kleiner Abschnitte, an denen es keinen Weg im Tal gibt. Auch mehrere Seitentäler beherbergen ausgeschilderte Radwege, etwa das Kessach-, Schefflenz- oder das Seckachtal. Es bieten sich auch Drei-Flüsse-Touren an (Kocher-Jagst-Tauber und Kocher-Jagst-Bühler).

### Angelsport
Eine große Bedeutung hat die Jagst für den Angelsport. Angler gehören zu den bedeutendsten Interessengruppen am Fluss. Ihre Rolle für den Naturschutz ist ambivalent: Einerseits leisten sie einen großen Beitrag zum Umweltschutz, indem sie den Fluss und die Uferbereiche regelmäßig von Unrat säubern. Des Weiteren übernehmen sie Pflegearbeiten und drängen etwa darauf, mit der Anlage von Fischaufstiegshilfen oder von Laichbiotopen die natürlichen Biotope auszuweiten und zu verbessern. Andererseits werden Angelplätze am Ufer häufig von Pflanzen "befreit" und Müllreste liegen gelassen. Zudem haben Angelsportvereine selbstredend zuvörderst Interesse am Fischfang, und wo dieser mit dem Naturschutz nicht vereinbar ist, stellen sie diesen klar zurück. Dies zeigt sich am Besatz des Gewässers mit nicht standortgerechten Fischarten oder am Disput darüber, wie mit dem Konkurrenten Kormoran der Angler umzugehen ist, der seit Jahren leidenschaftlich wogt.

## Sehenswürdigkeiten und Bauwerke

### Burgen und Schlösser
Auswahl:

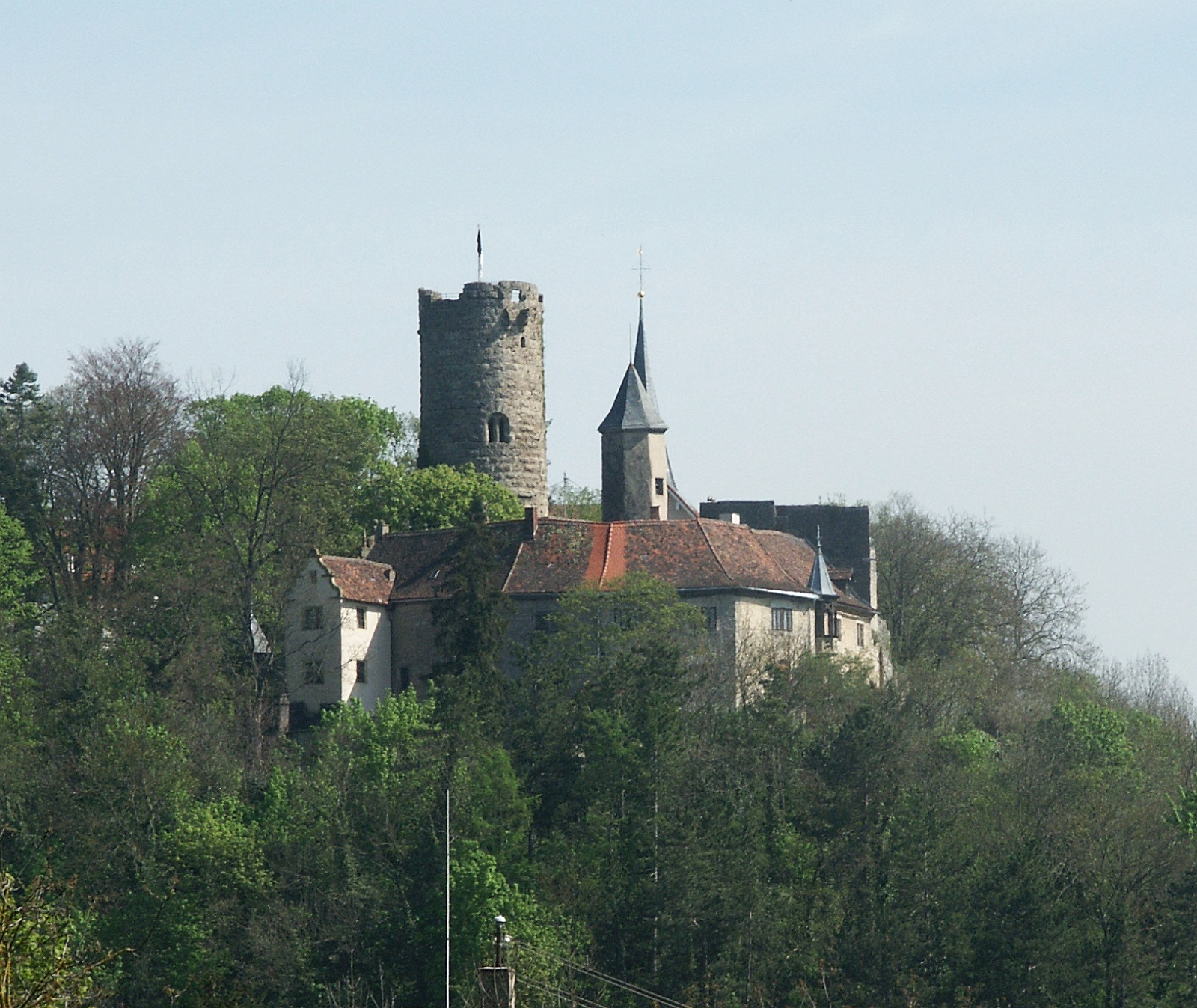
Burg Krautheim

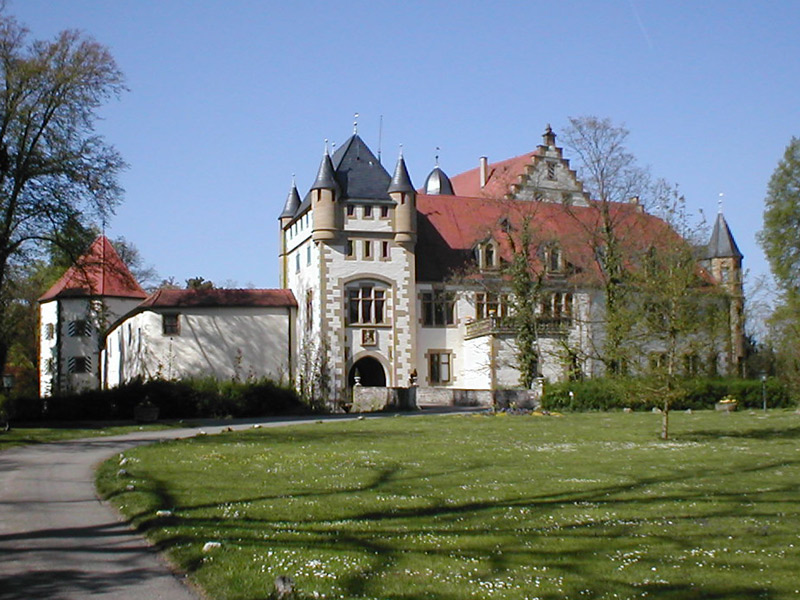
Götzenburg Jagsthausen

- Schloss Hohenbaldern bei Zöbingen, Ortsteil von Unterschneidheim, wenige Kilometer östlich der jungen Jagst
- Schloss Kapfenburg über Lauchheim
- Schloss ob Ellwangen
- Schloss Burleswagen in Burleswagen, Ortsteil von Satteldorf
- Schloss Erkenbrechtshausen in Erkenbrechtshausen, einem Ortsteil von Crailsheim, etwa einen Kilometer südwestlich der Jagst
- Burg Lobenhausen, von der nur geringe Reste erhalten sind
- Schloss Kirchberg
- Schloss Hornberg (Burg Hornberg, Hornburg) in Hornberg, gegenüber von Kirchberg
- Burgruine Leofels
- Schloss Langenburg, Sitz des Adelsgeschlechts Hohenlohe-Langenburg, mit Automuseum Langenburg.
- Schloss Morstein bei Ilshofen
- Schloss Buchenbach bei Mulfingen
- Schloss Bartenstein in Bartenstein (siehe dort) über dem Ettetal, wenige Kilometer östlich der Jagst
- Die drei Schlösser der Gemeinde Dörzbach: Schloss Eyb, das Schloss der Freiherren von Racknitz im Ortsteil Laibach, wenige Kilometer nördlich der Jagst im Laibachtal und das Schloss der Freiherren von Palm im Ortsteil Messbach, wenige Kilometer südlich der Jagst im Messbachtal, einem Seitental des Ginsbachtals
- Burg Krautheim
- Burg Aschhausen in Aschhausen, wenige Kilometer nördlich der Jagst im Erlenbachtal
- Stammburg der Herren von Berlichingen in Berlichingen
- Burg Jagsthausen (auch Altes Schloss oder Götzenburg genannt) des Götz von Berlichingen in Jagsthausen
- Rotes Schloss in Jagsthausen
- Weißes Schloss in Jagsthausen
- Schloss Rossach in Rossach, Teil der Gemeinde Schöntal, auf dem Höhenrücken zwischen Jagst- und Kessachtal
- Burg Möckmühl
- Schloss Domeneck bei Züttlingen
- Schloss Assumstadt in Züttlingen
- Ruine Heriboldesburg in Herbolzheim
- Schloss Heuchlingen zwischen Bad Friedrichshall-Jagstfeld und Duttenberg

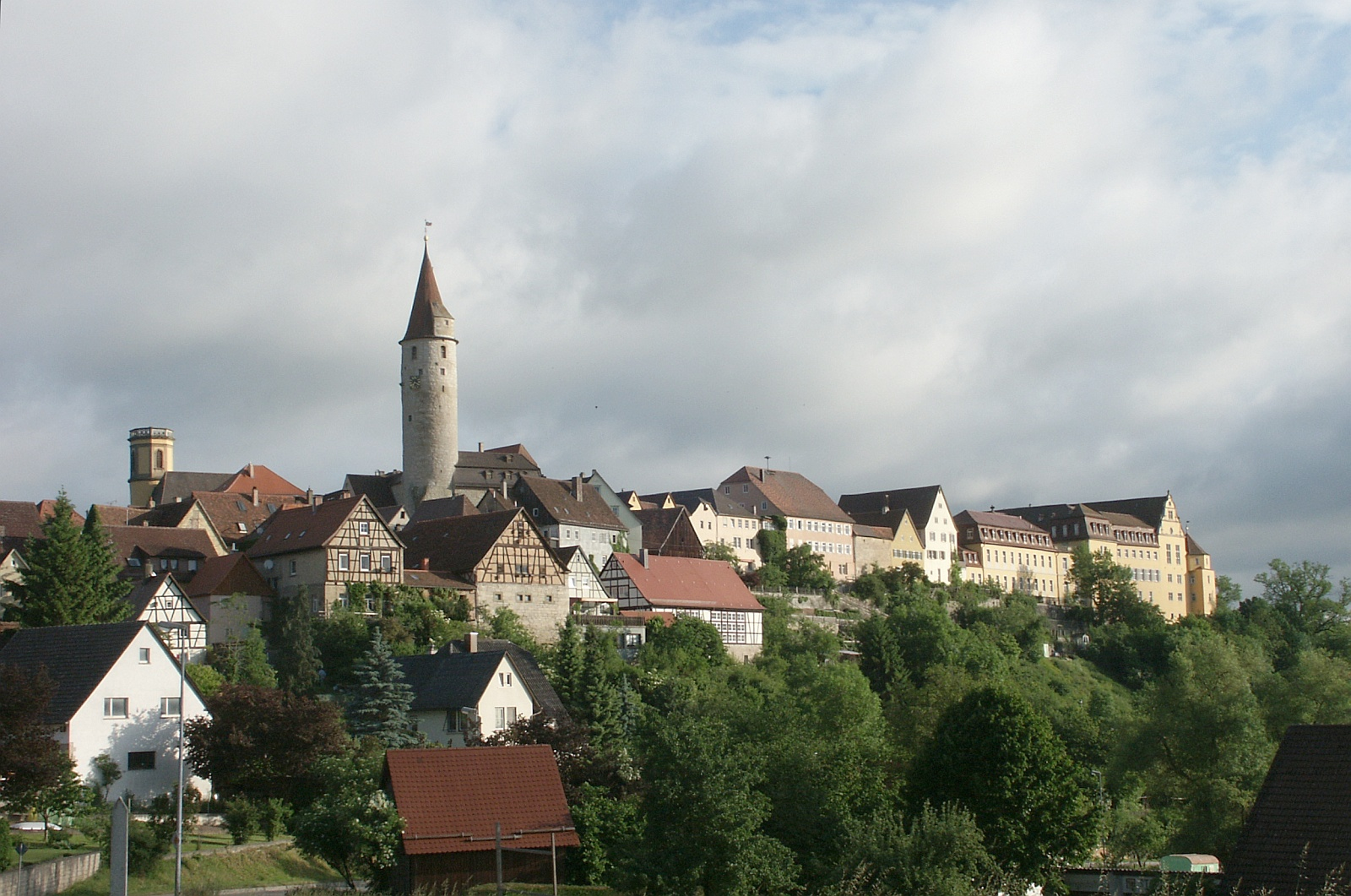
Altstadt von Kirchberg an der Jagst

### Historische Städte
Auswahl:
- Altstadt von Bartenstein (Schrozberg)
- Altstadt von Kirchberg an der Jagst
- Altstadt von Langenburg
- Altstadt von Krautheim
- Altstadt von Möckmühl
- Altstadt von Neudenau

### Brücken

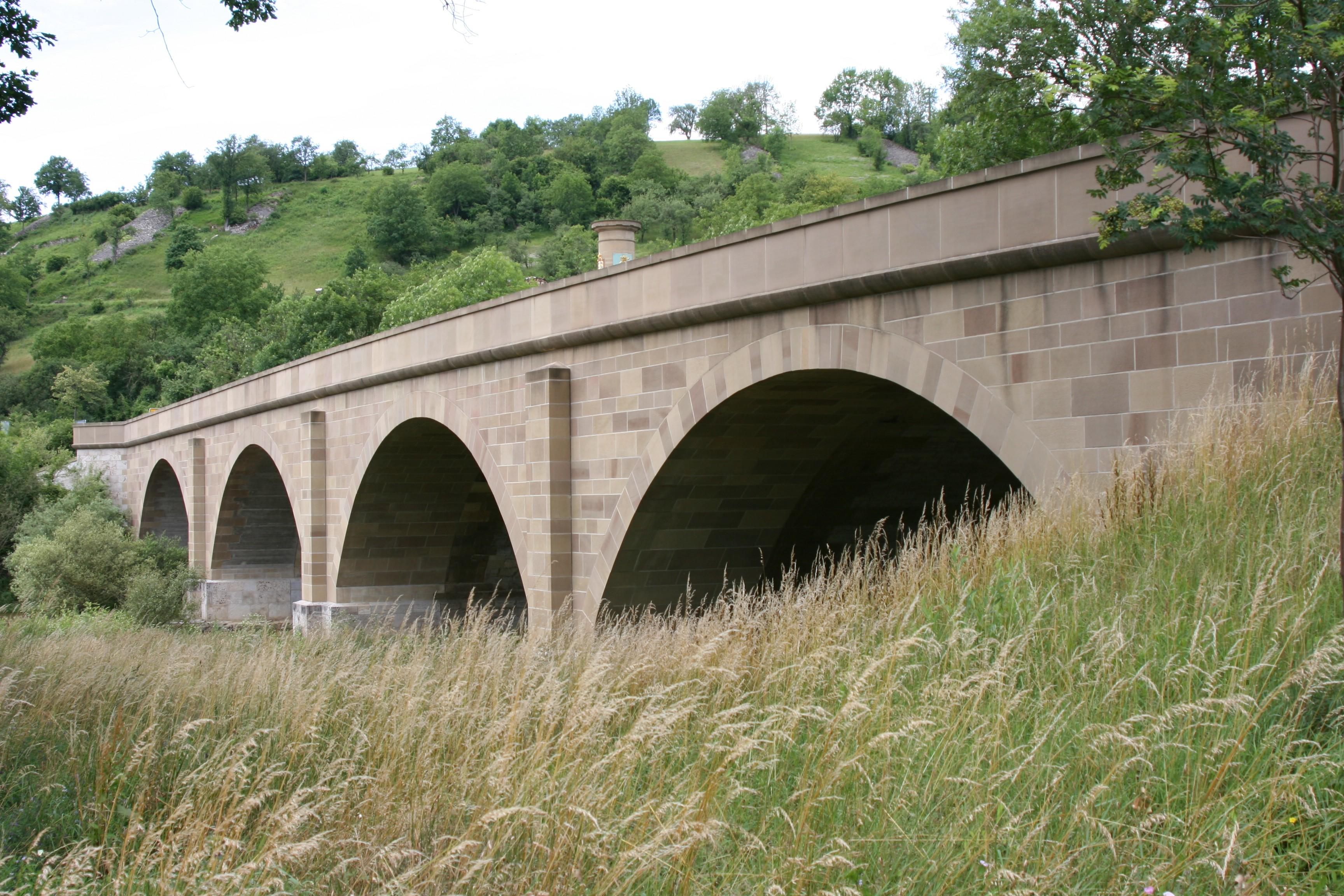
Die Jagstbrücke von Hohebach

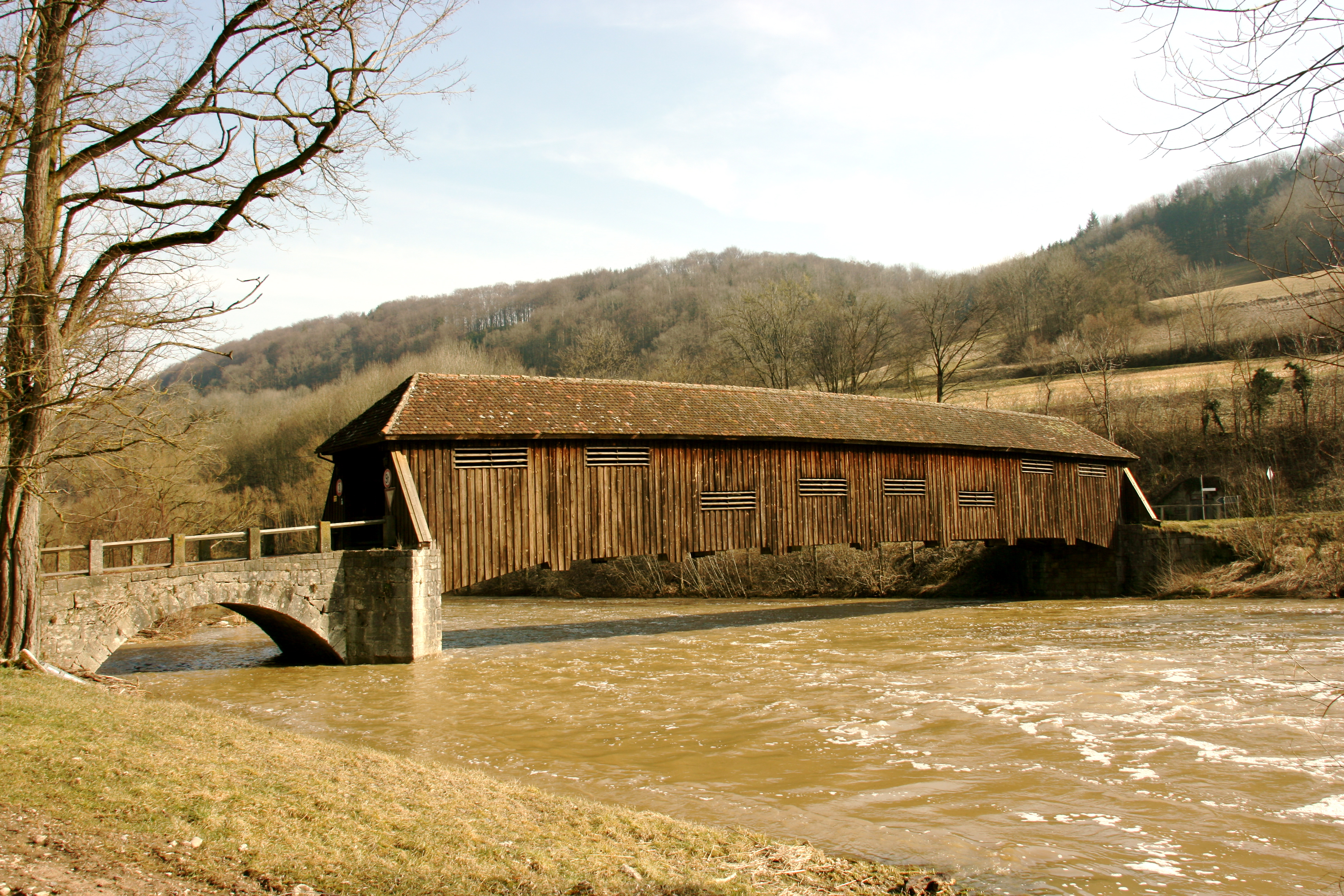
Archenbrücke in Unterregenbach bei leichtem Hochwasser am 1. März 2009

- Steinerne Jagstbrücke von Hohebach, erbaut 1808–1810, von Karl Julius Weber bezeichnet als „schönste Brücke Württembergs“

Neben der oben genannten Brücke in Hohebach überspannen zahlreiche weitere steinerne alte Bogenbrücken die Jagst, beispielsweise in Kirchberg (erbaut 1779), in dem Weiler Eichenau, in Oberregenbach bei Langenburg, im Kloster Schöntal, die erste der beiden Brücken in Jagsthausen oder die 1763 erbaute Brücke in Olnhausen.
Im Jagsttal gibt es weiterhin mehrere gedeckte Holzbrücken, eine davon von 1821/22 in Unterregenbach, weitere sind der Ockenauer Steg bei Kirchberg und die Archenbrücke in Bächlingen (Original 1793, im Zweiten Weltkrieg zerstört, 1989/91 wieder aufgebaut).

### Andere kulturelle Sehenswürdigkeiten

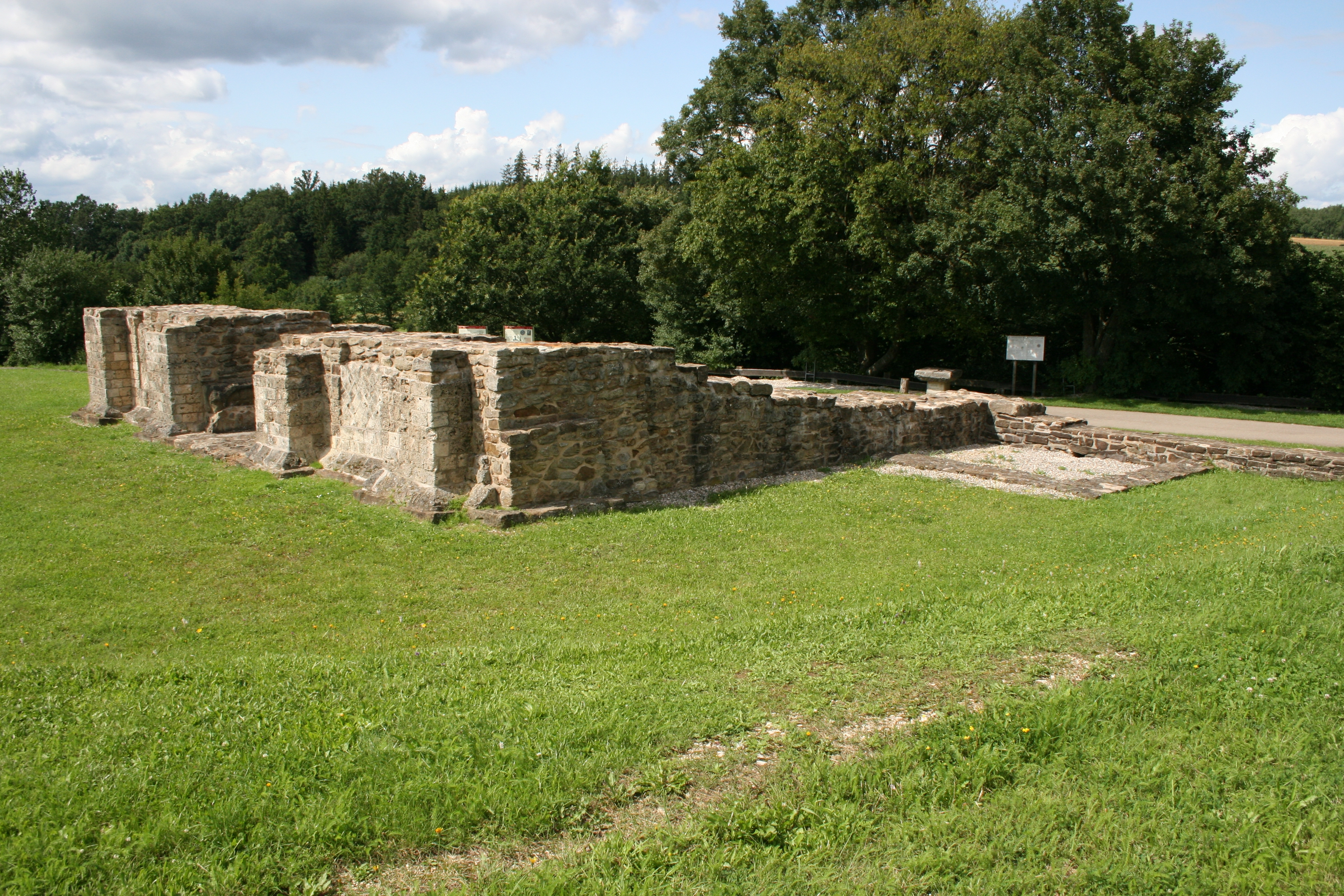
Limestor Dalkingen

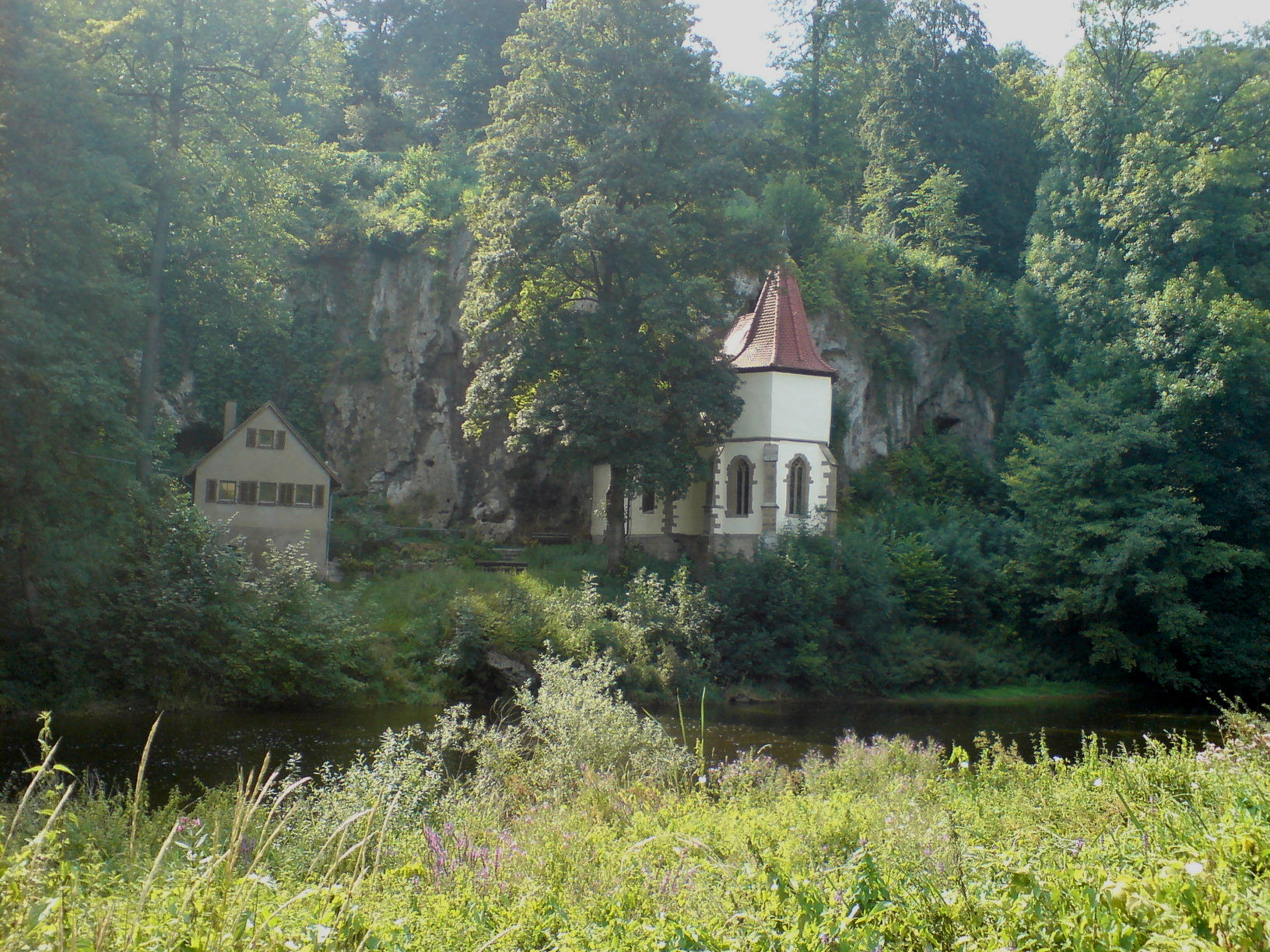
St. Wendel zum Stein

- Römische Baureste am bei Rainau querenden Limes, etwa das Limestor Dalkingen
- Basilika St. Vitus und Schönenbergkirche in Ellwangen
- Hammerschmiede in Gröningen (siehe dort), 1982 restauriert
- Anhäuser Mauer, Überrest des einstigen Klosters Anhausen, wenig nördlich der Gronachschlucht auf dem Gemeindegebiet von Satteldorf
- Heinzenmühle, ehemalige Mahl- und Sägmühle im Ortsteil Gröningen
- Krypta unter der Kirche in Unterregenbach.
- Jüdischer Friedhof Hohebach
- Kapelle St. Wendel zum Stein bei Dörzbach
- Die Relikte der Jagsttalbahn zwischen Dörzbach und Möckmühl
- Kloster Schöntal
- Jüdischer Friedhof Berlichingen
- Gangolfskapelle bei Neudenau
- Jüdischer Friedhof Neudenau
- Die Hohe Straße zwischen Kocher und Jagst, Teil einer wahrscheinlich schon zu frühkeltischer Zeit bestehenden Fernverbindung zwischen Bad Wimpfen und Nürnberg
- Jagsttalbahn (wiedererrichtet und in Saisonbetrieb ab Dörzbach)

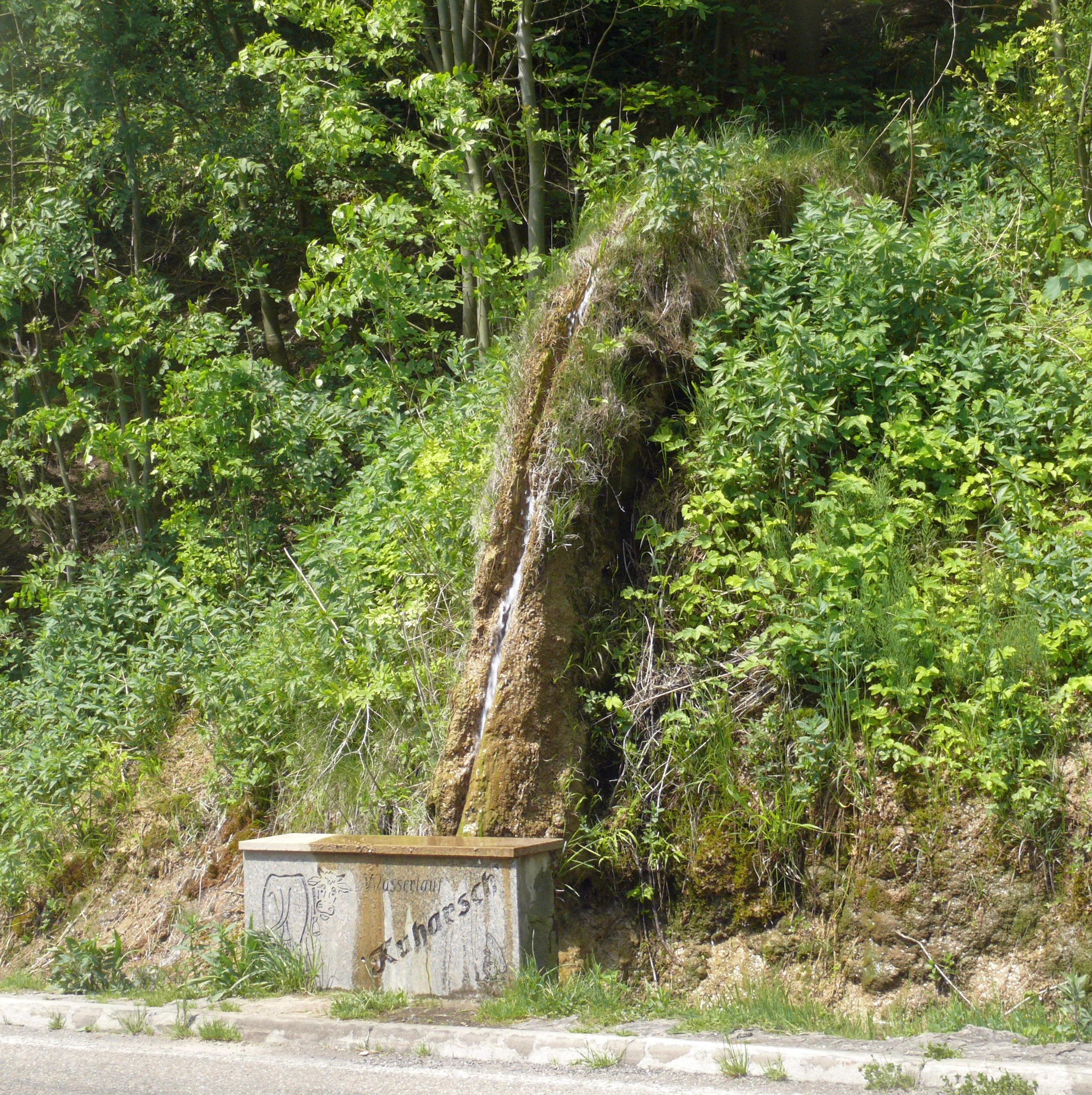
Naturdenkmal Wachsender Bach bei Krautheim

### Natürliche Sehenswürdigkeiten
Wegen der landschaftlichen Vielfalt und der ästhetischen Reize des Jagsttals sollen hier lediglich besondere Einzelobjekte genannt werden:
- Auenmäander zwischen Jagstzell und Jagstheim
- Teufelsklinge westlich von Satteldorf
- Engtal im Oberen Muschelkalk und Gronachmündung unterhalb der Satteldorfer Kernmühle
- Baierlesstein und Bärenstein südlich und westlich von Bölgental
- Umlaufberge von Lobenhausen, Mistlau und Kirchberg („Sophienberg“)
- Kalksinterterrasse von St. Wendel zum Stein
- „Wachsender Bach“ bei Krautheim, eine Steinerne Rinne

## Trivia
Einige der in Deutschland gebauten Modelle des Fiat 600 trugen den Namen „NSU-Fiat Jagst“.

## Flusslauf – Bildergalerie

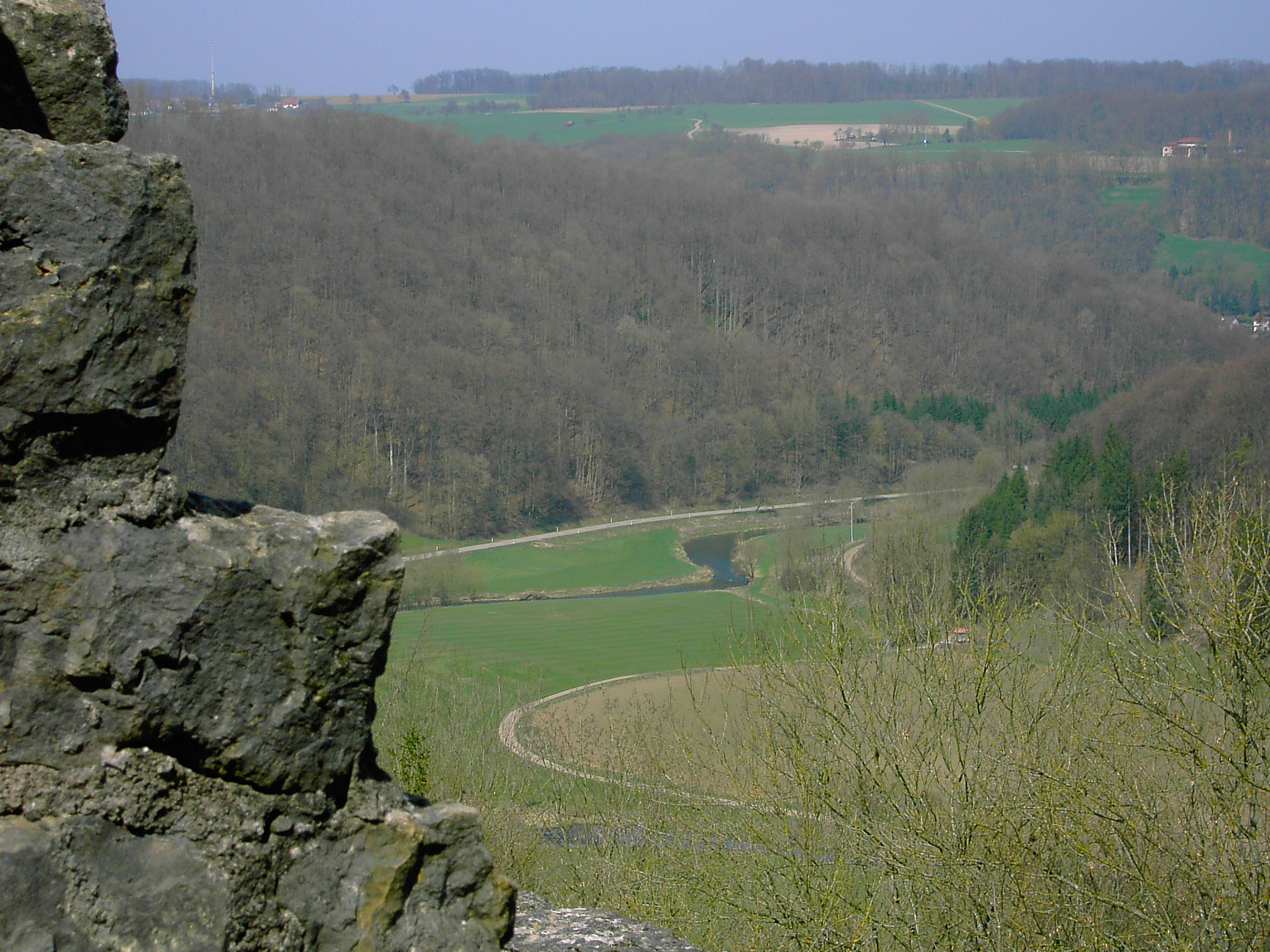
Blick auf das Tal von der Burgruine Leofels
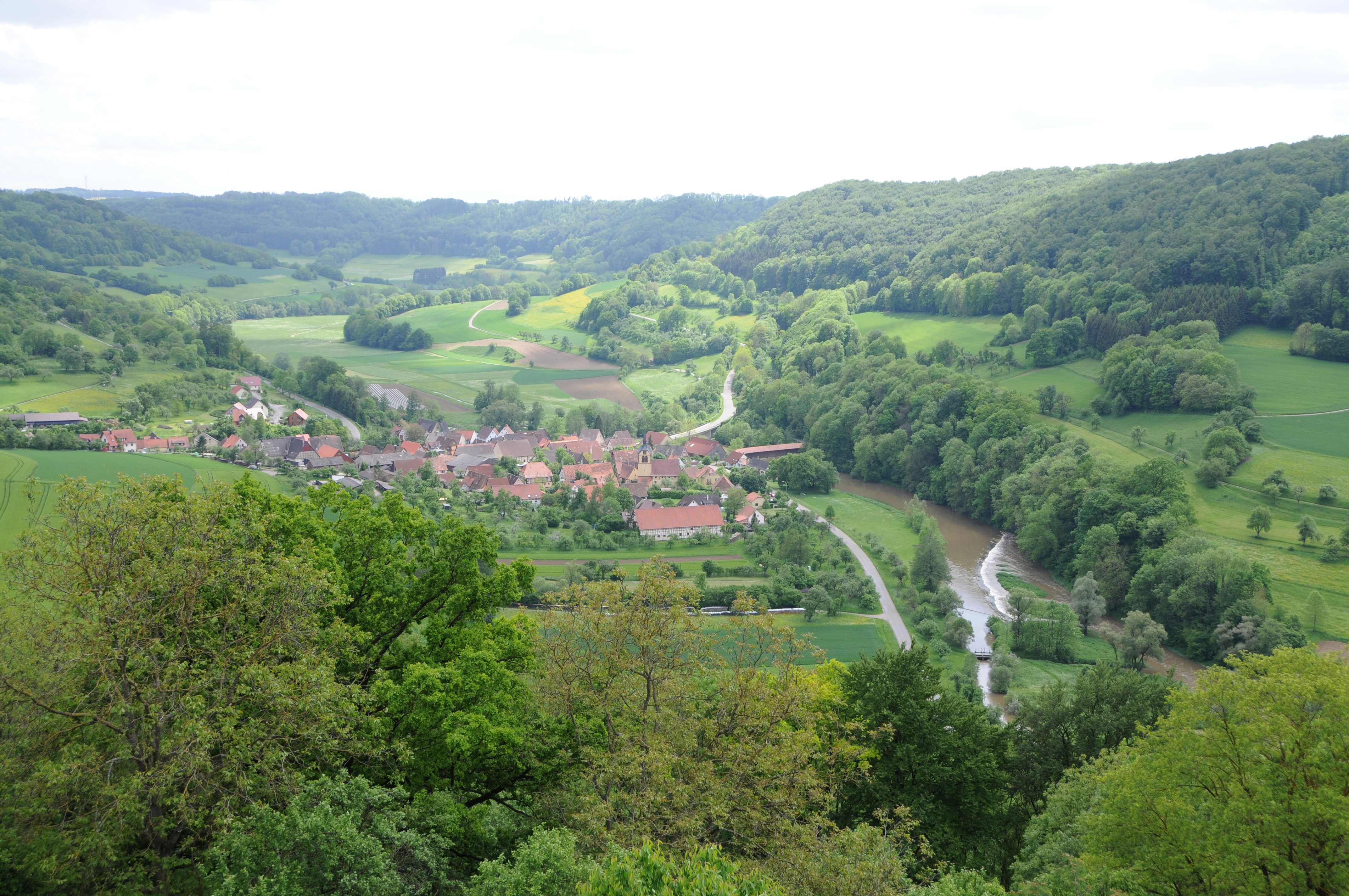
Das Jagsttal bei Bächlingen
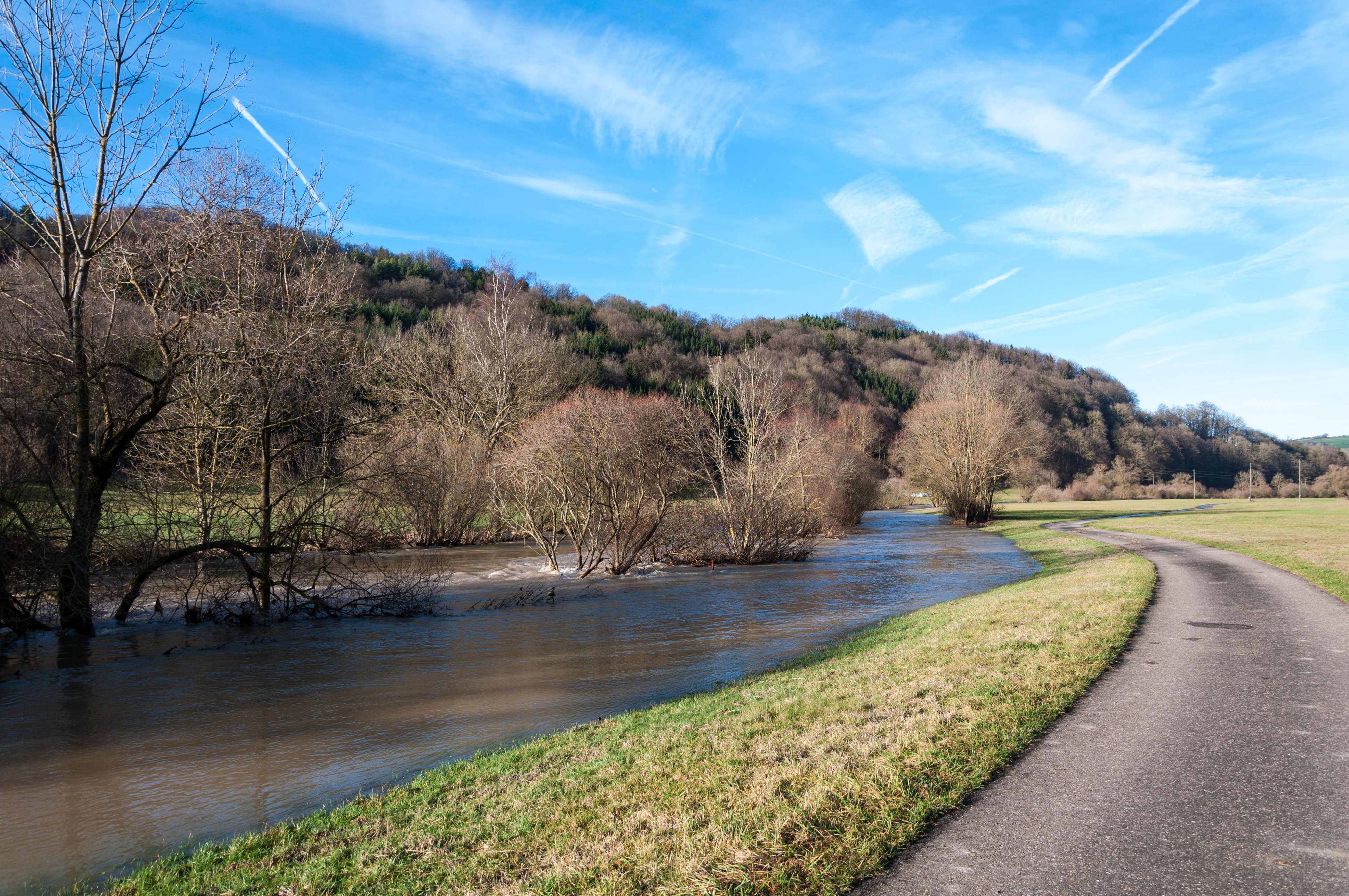
Kurz nach Heimhausen bei Mulfingen nach starkem winterlichem Niederschlag
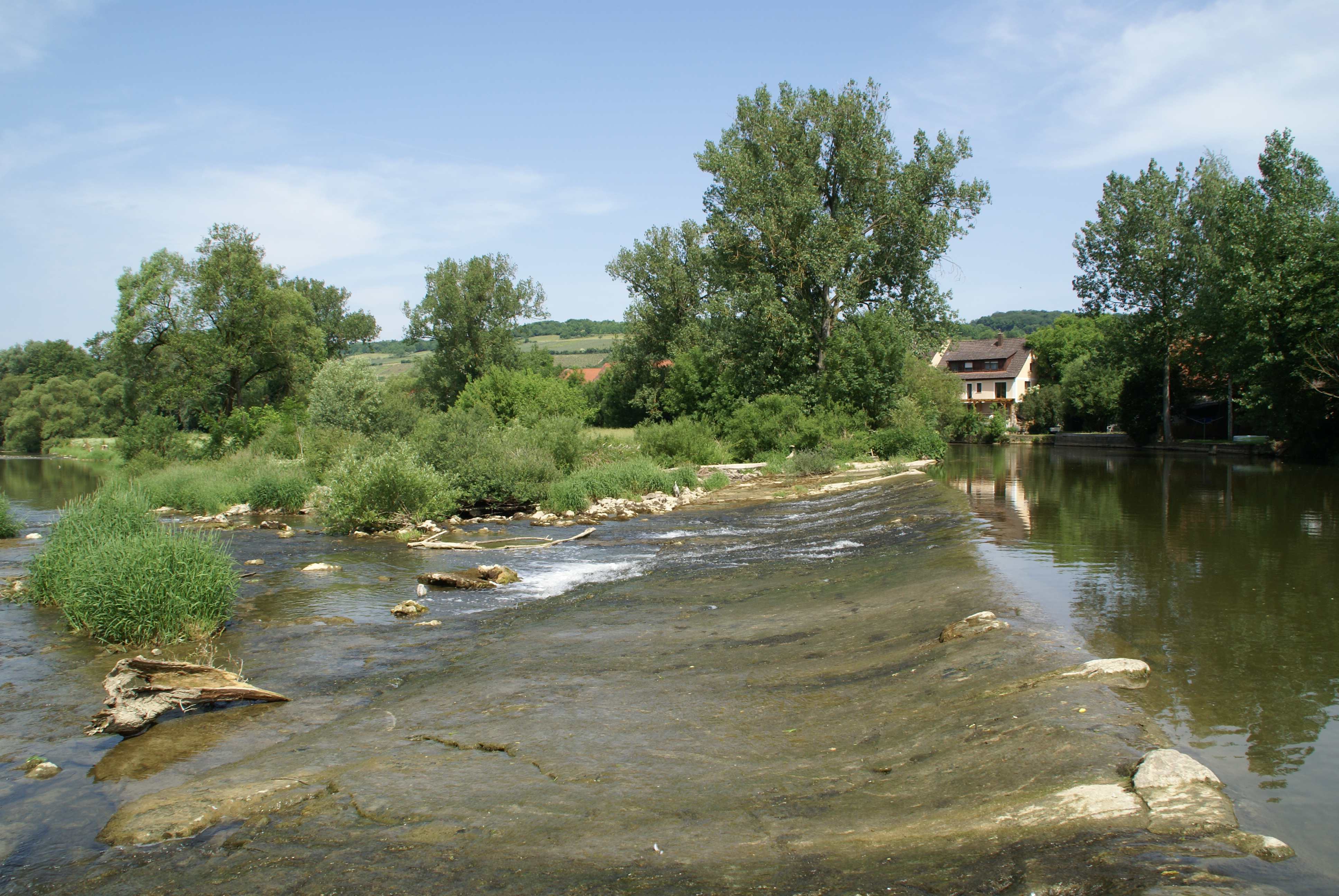
Die Jagst bei Dörzbach im Hohenlohekreis
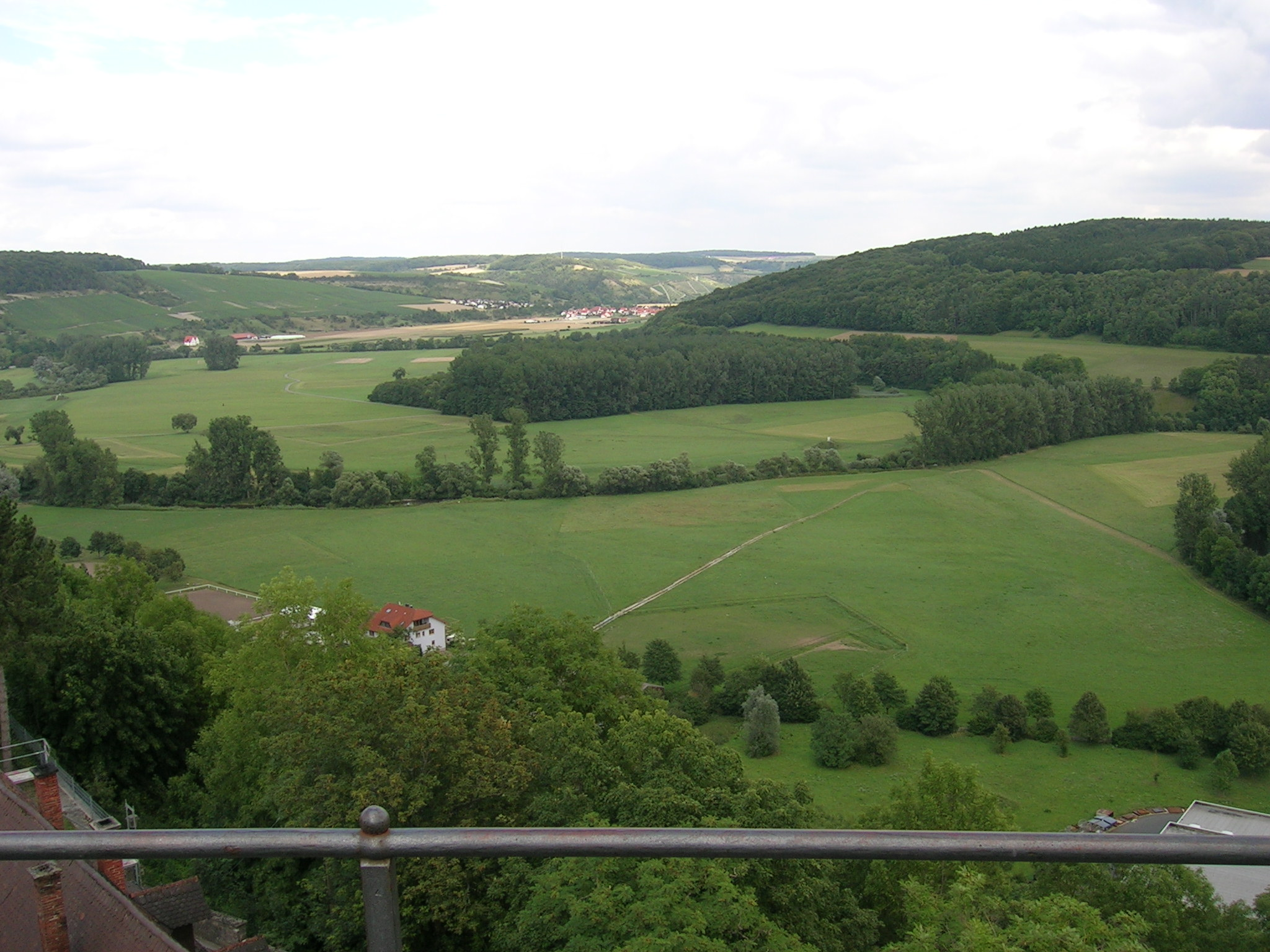
Blick von Burg Krautheim. Hier ist die Jagst Grenze zwischen Baden und Württemberg
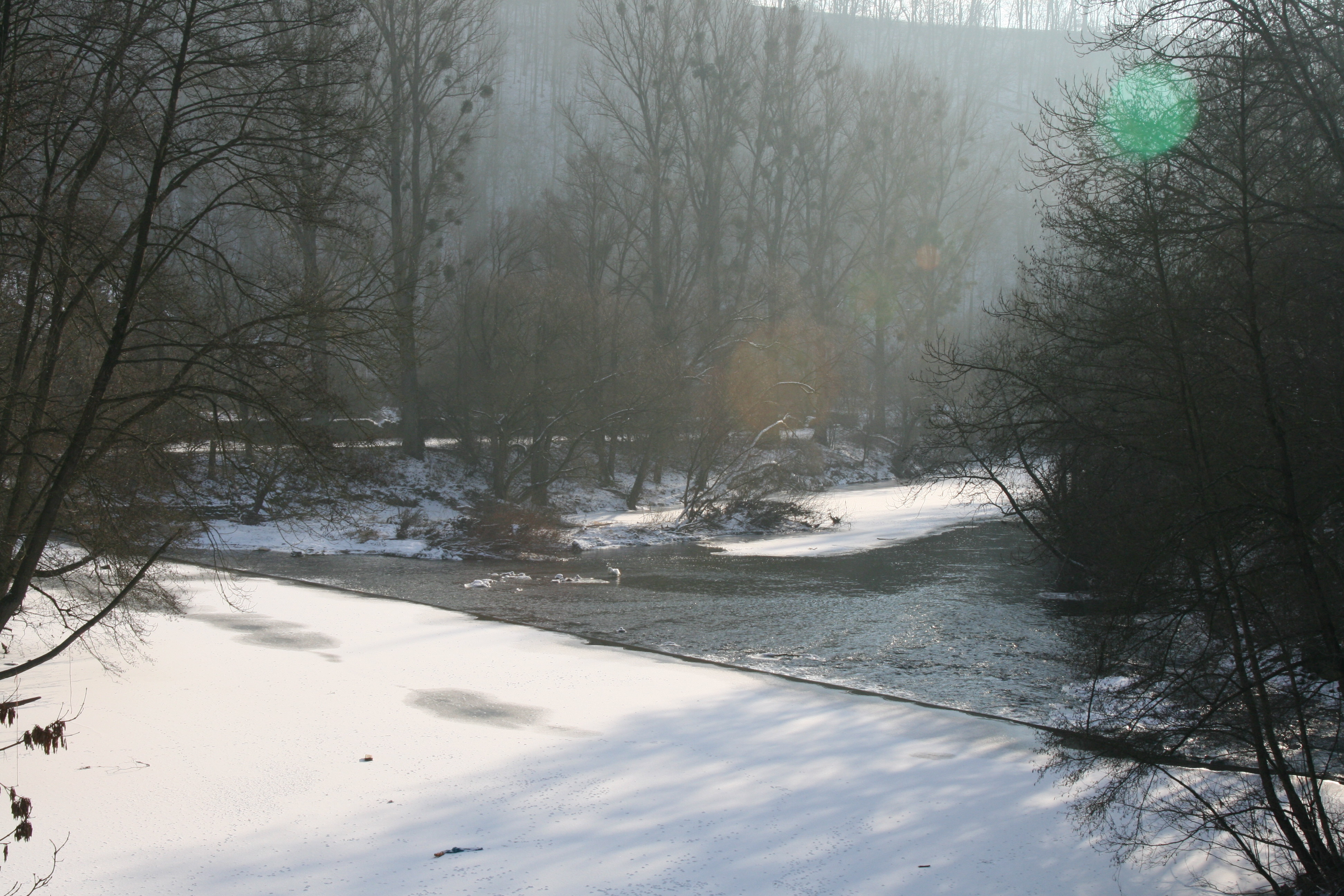
Die winterliche Jagst in Schöntal
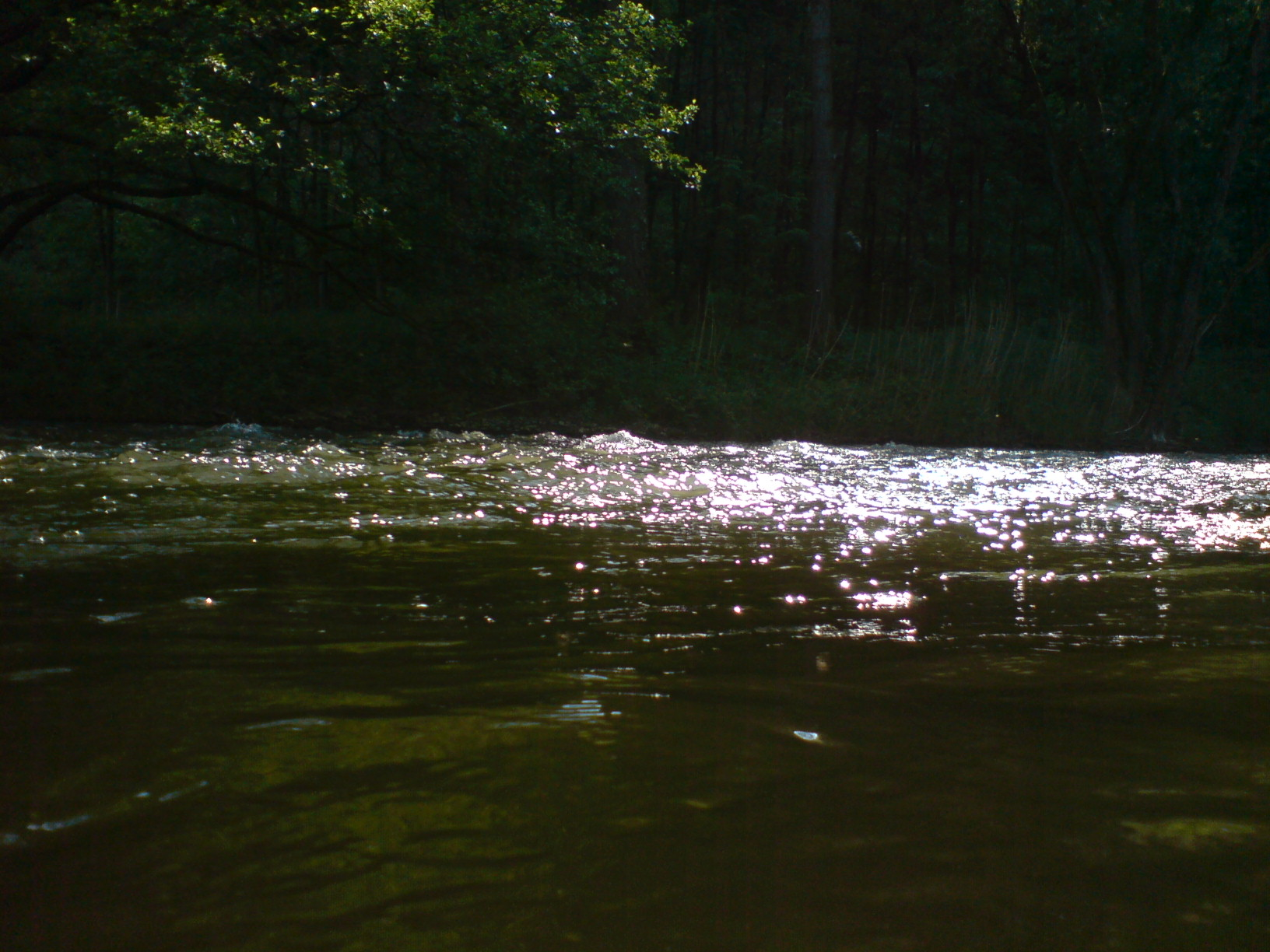
Jagstimpressionen zwischen Jagsthausen und Olnhausen
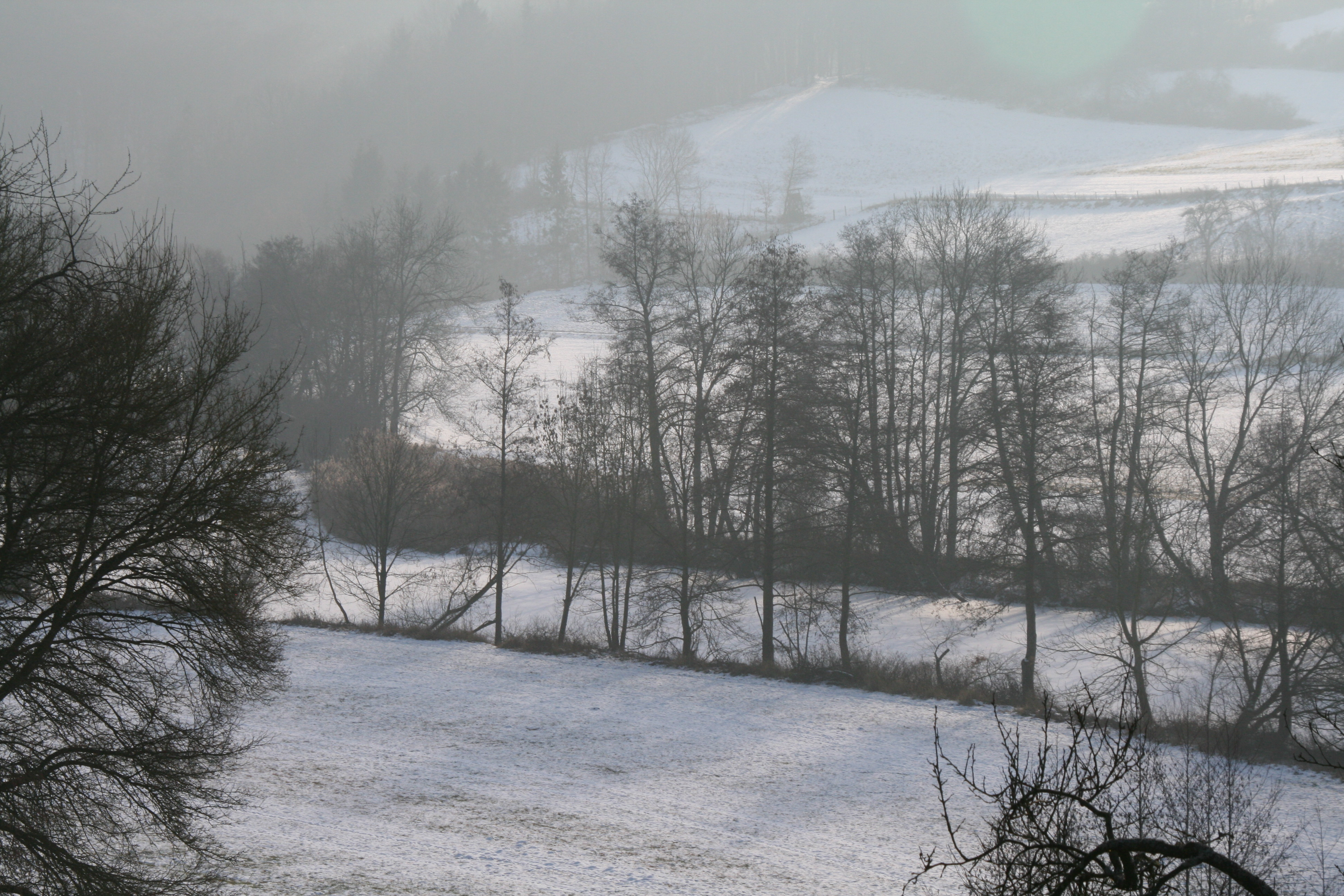
Die Jagst bei Olnhausen im kalten Januar 2009
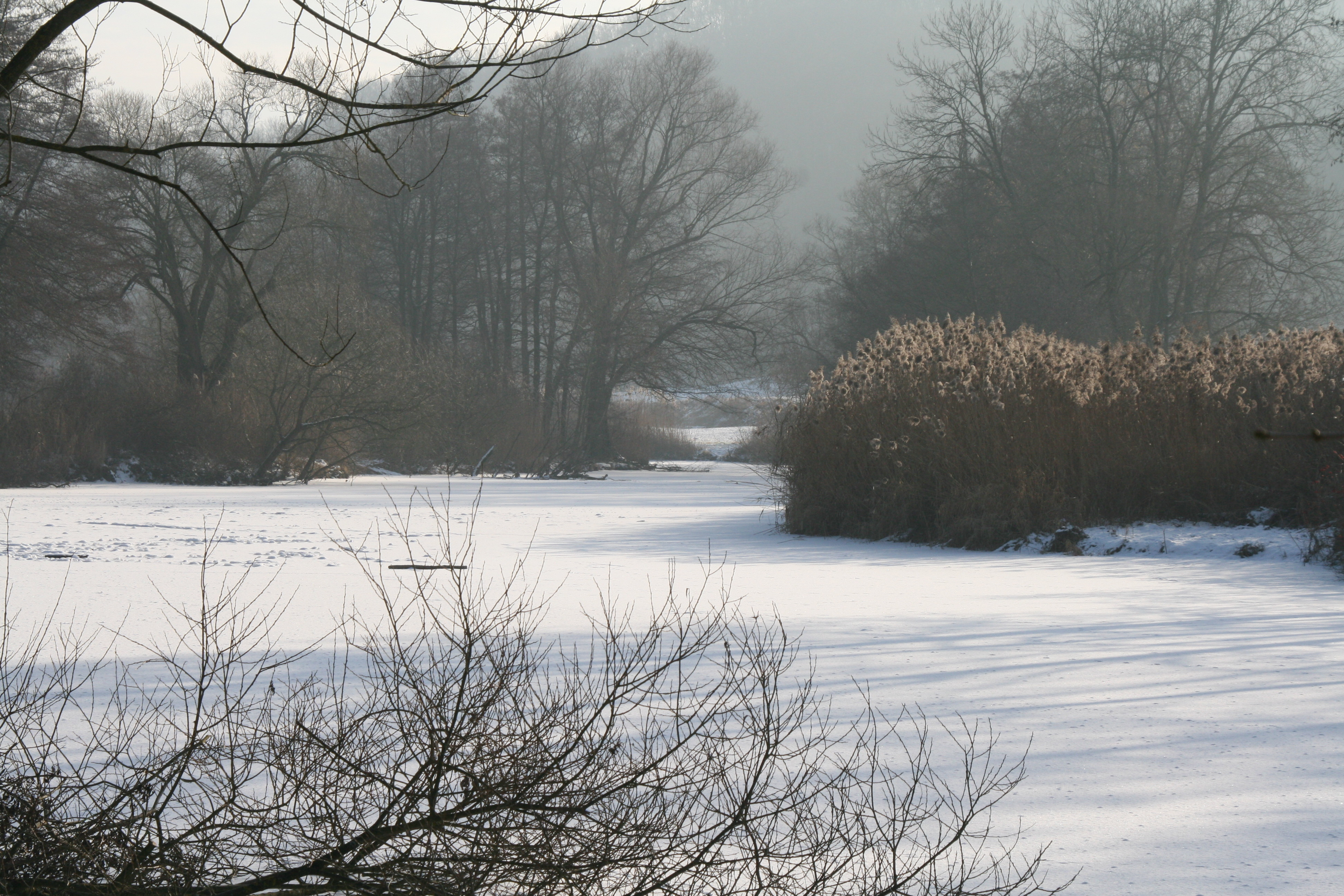
Szene bei Olnhausen
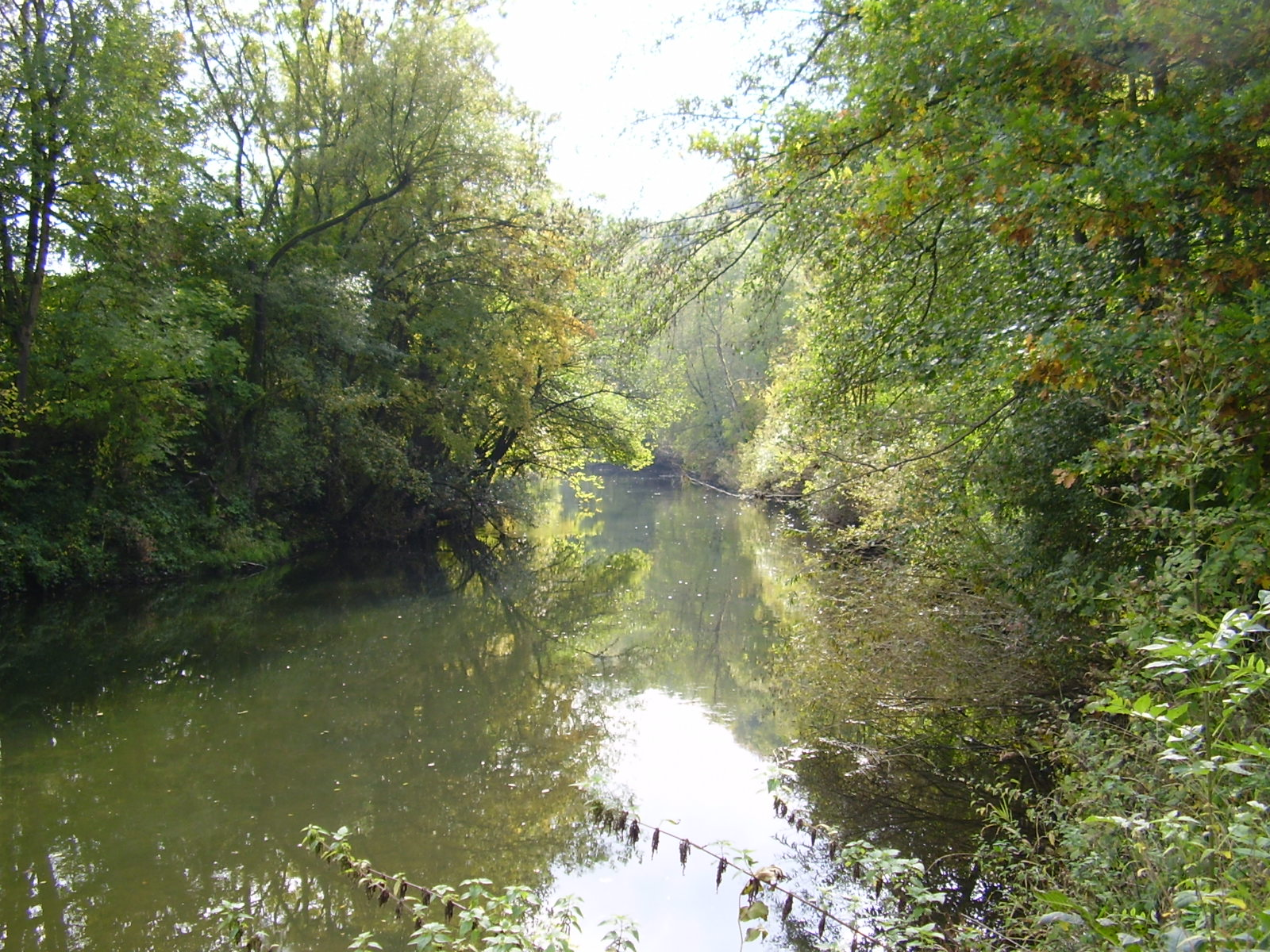
Der bescheidene Fluss im Spätsommer zwischen Widdern und Ruchsen
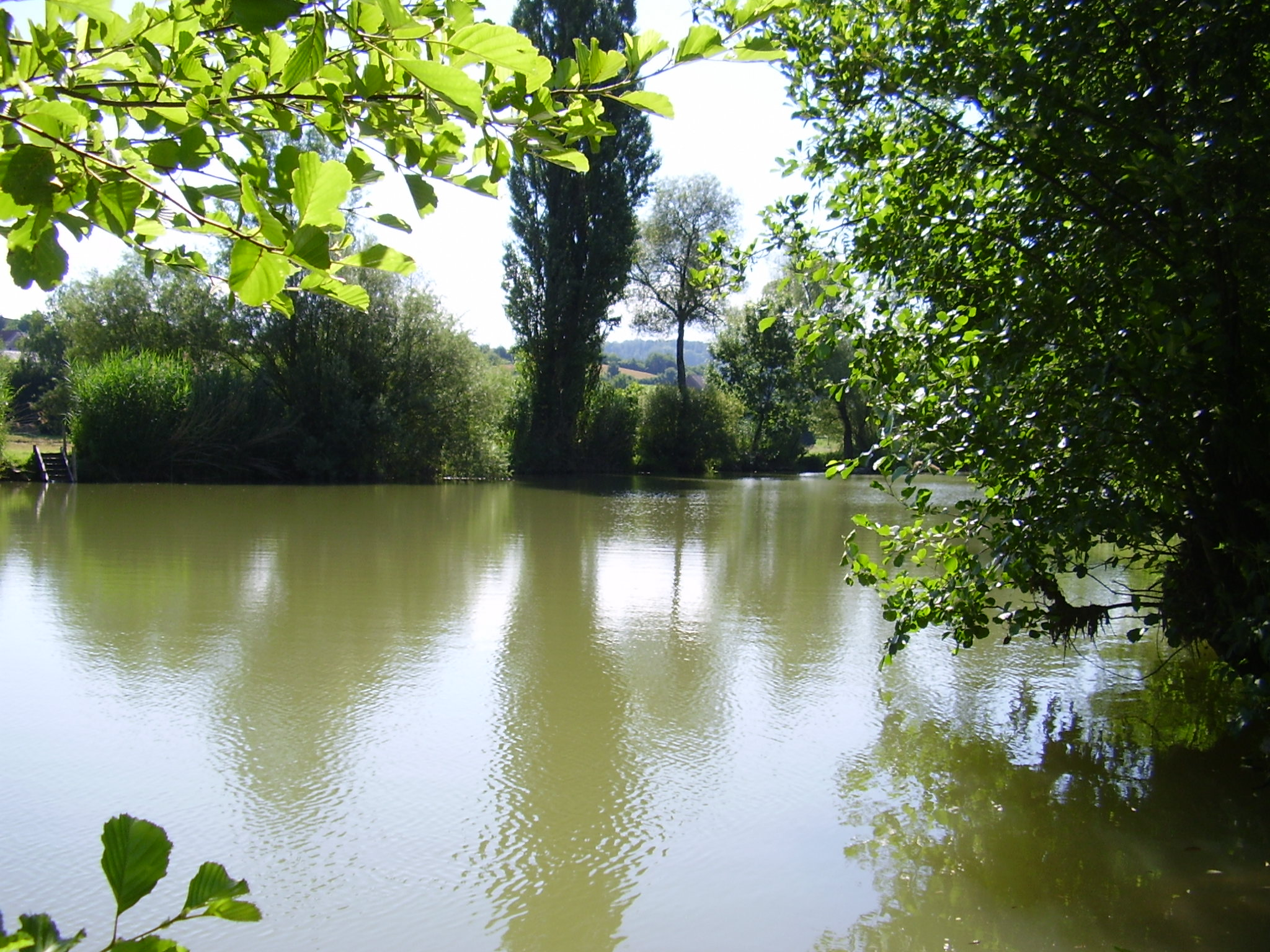
Am Ruchsener Wehr, einem beliebten Badeplatz
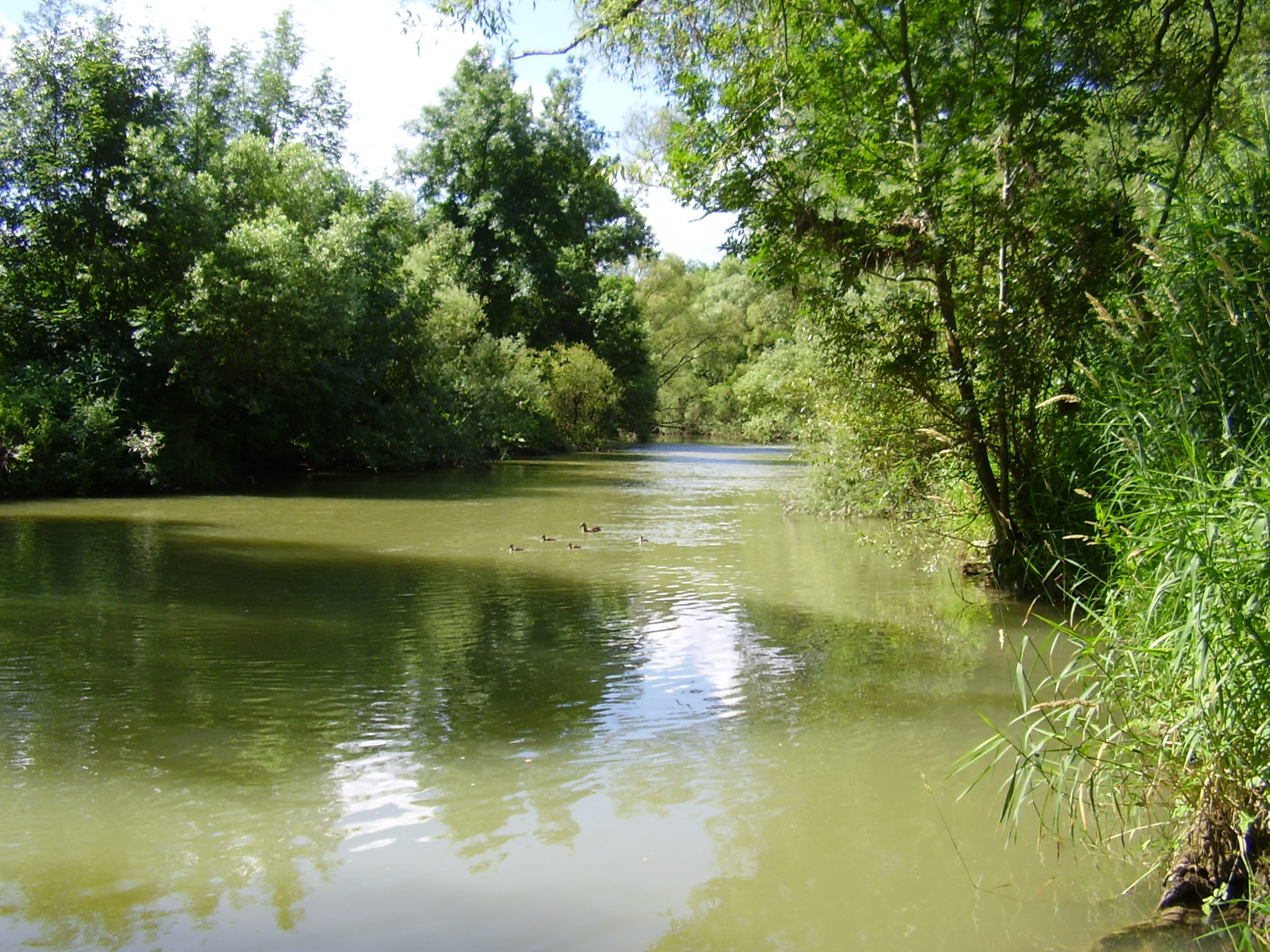
Szene zwischen Ruchsen und Möckmühl
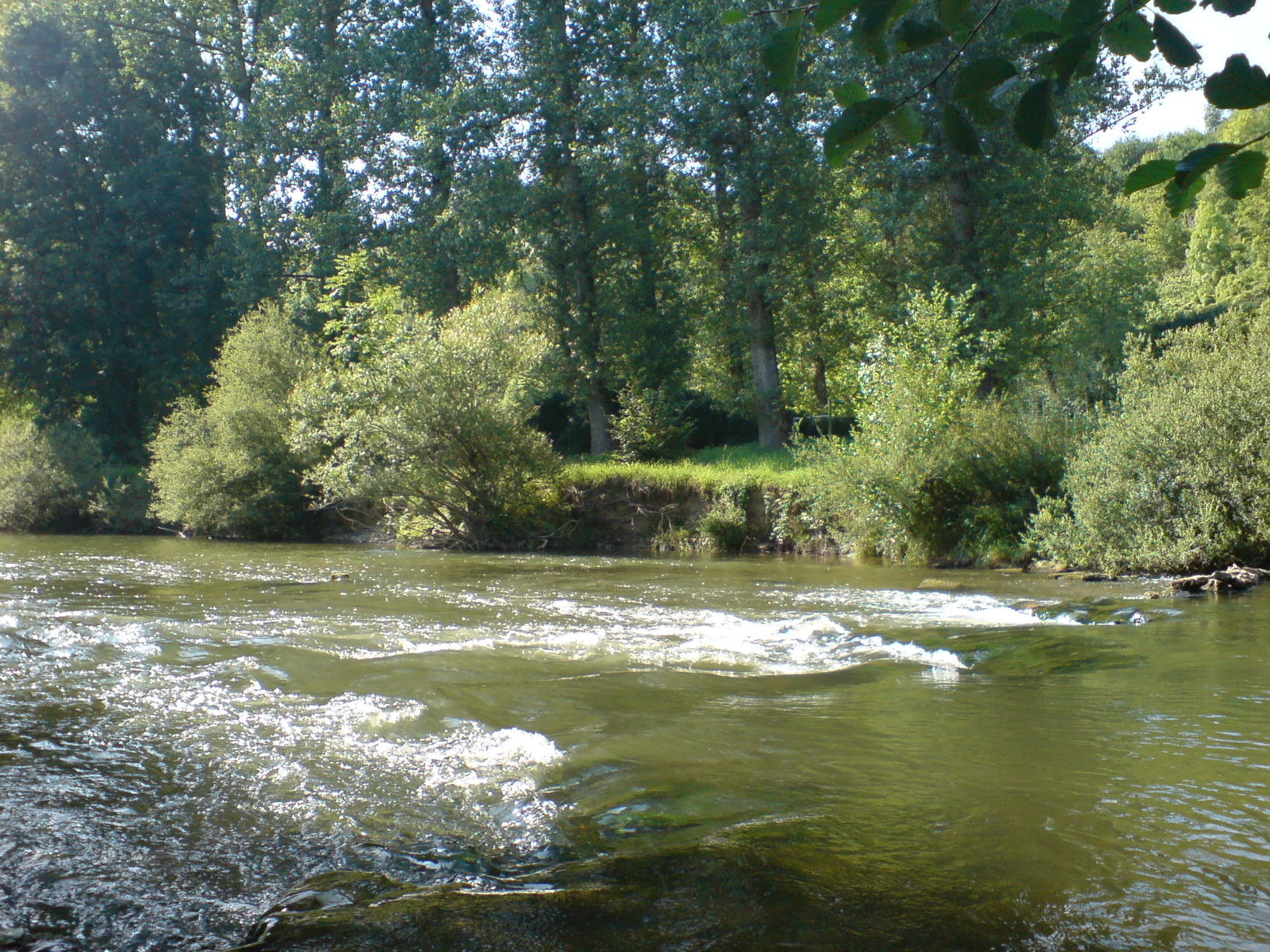
Aufnahme am Alt-Herrensteg bei Möckmühl.
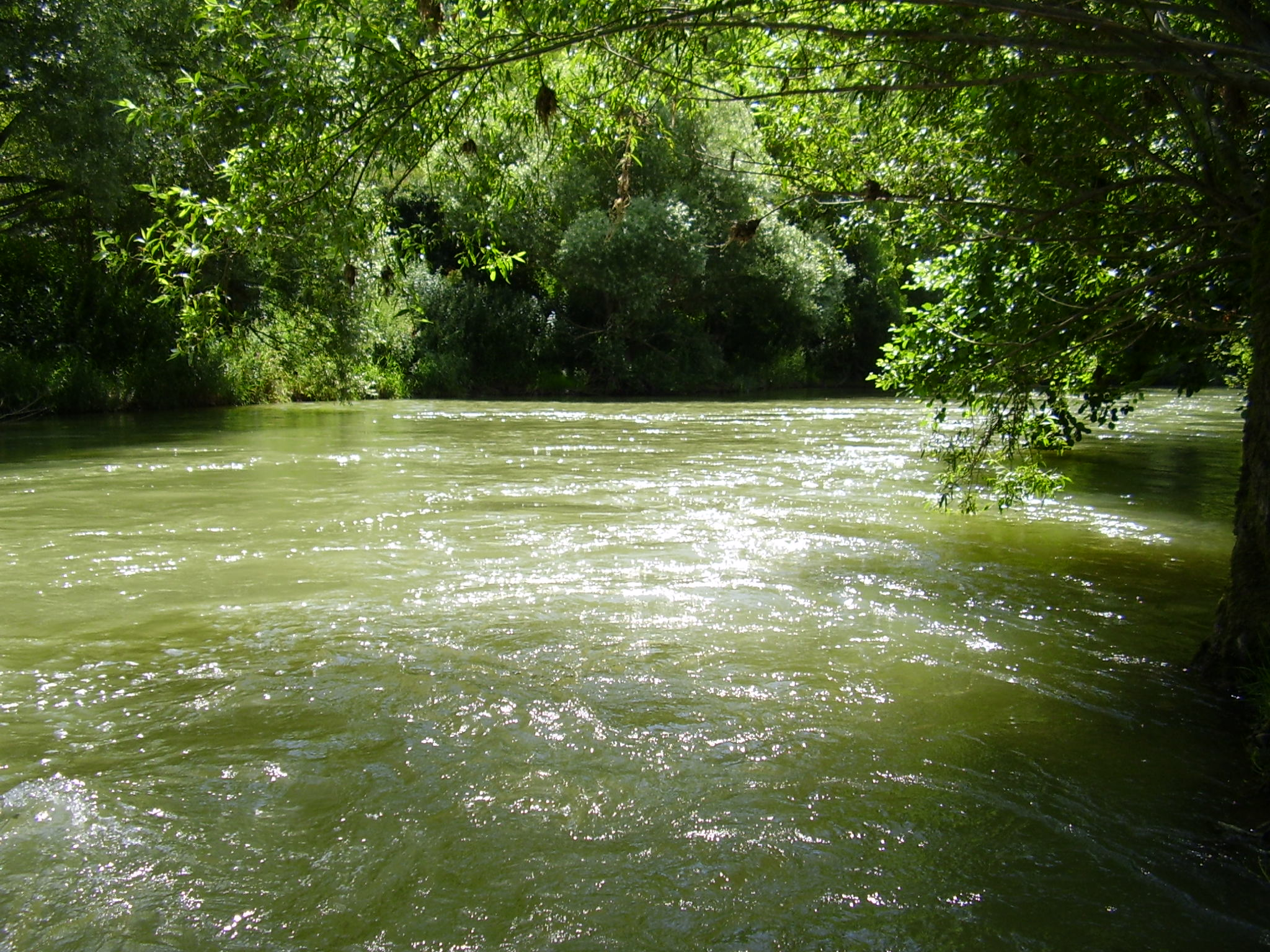
Zwischen Möckmühl und Züttlingen
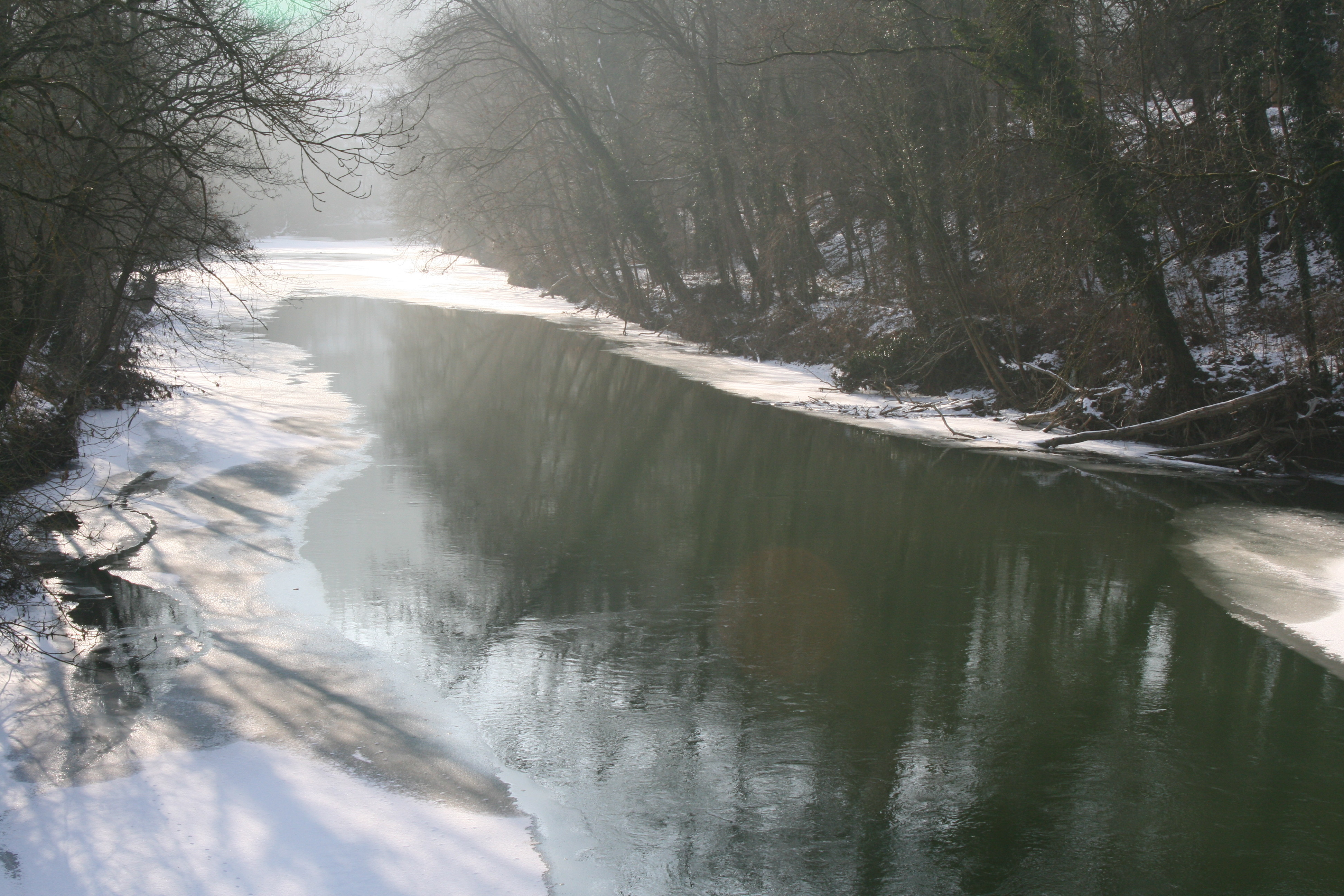
Unterhalb von Schloss Assumstadt in Züttlingen
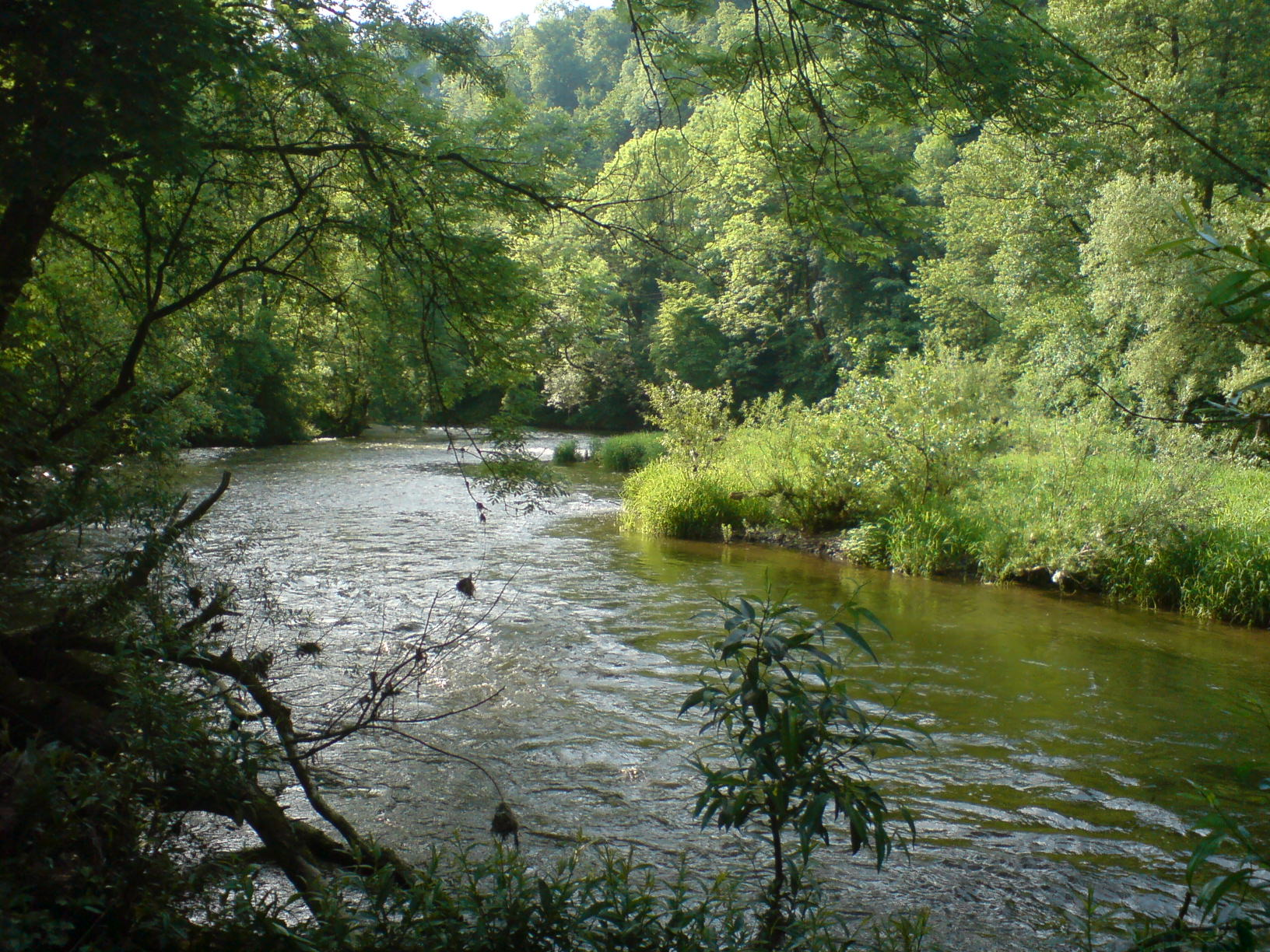
Unruhige, eilige Jagst zwischen Herbolzheim und Untergriesheim, wo sie eine Kiesbank ausgebildet hat, die von Gräsern und Weidengebüsch bewachsen ist.
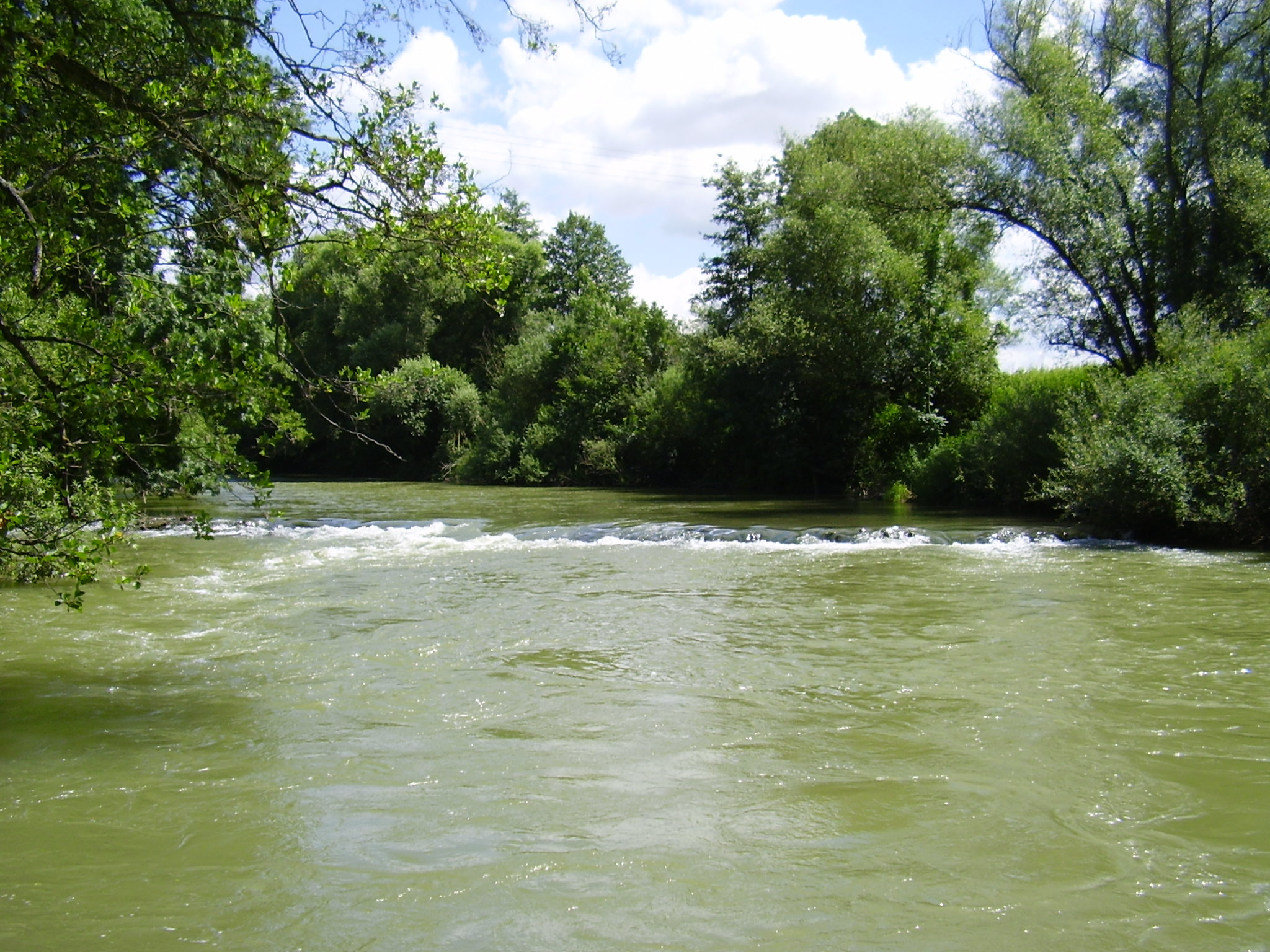
Jagst bei Untergriesheim zwischen Schefflenz- und Tiefenbachmündung
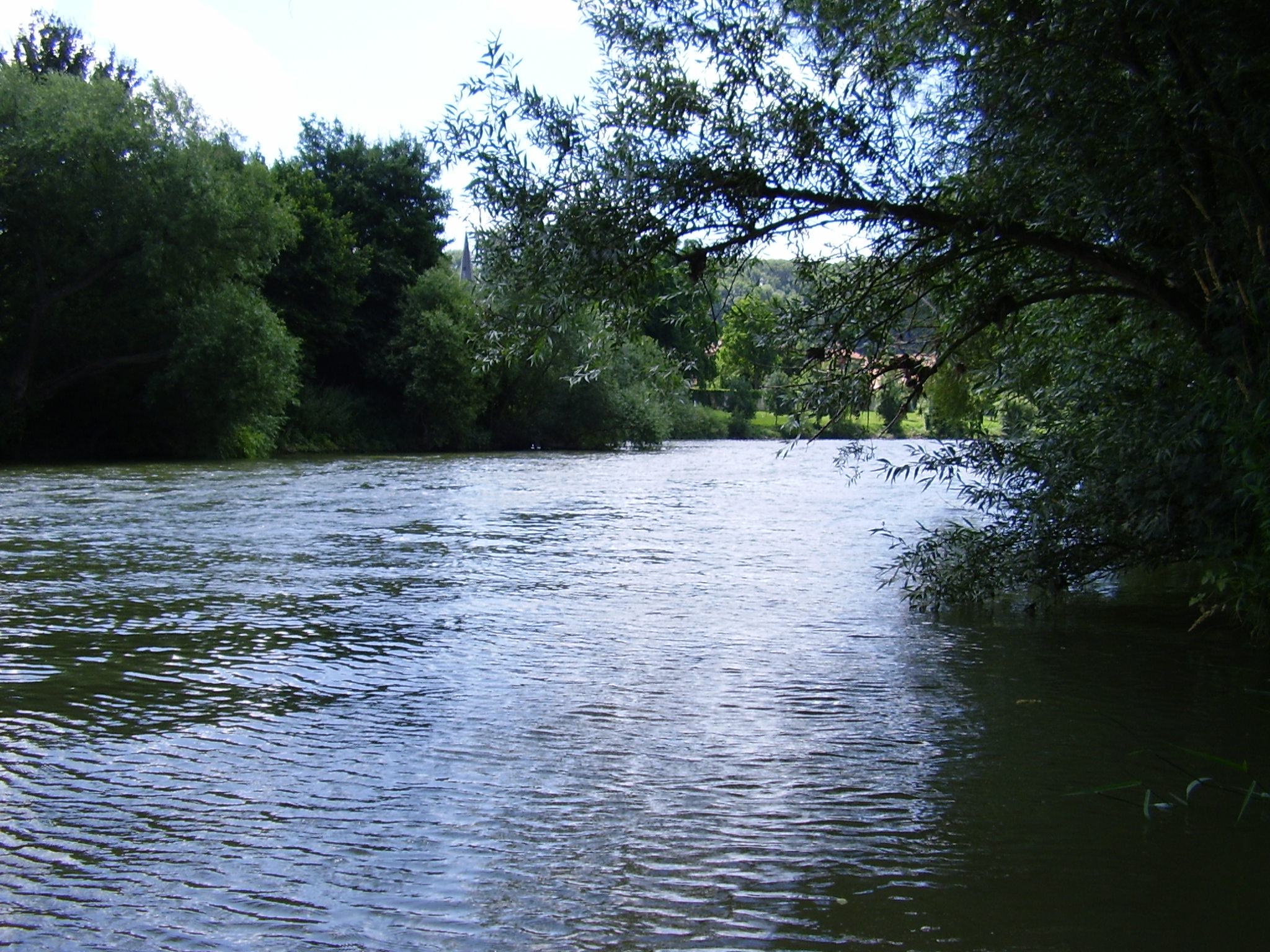
Die Jagst strömt dem Neckar zu. Die letzten Meter ihres 190,2 km langen Weges
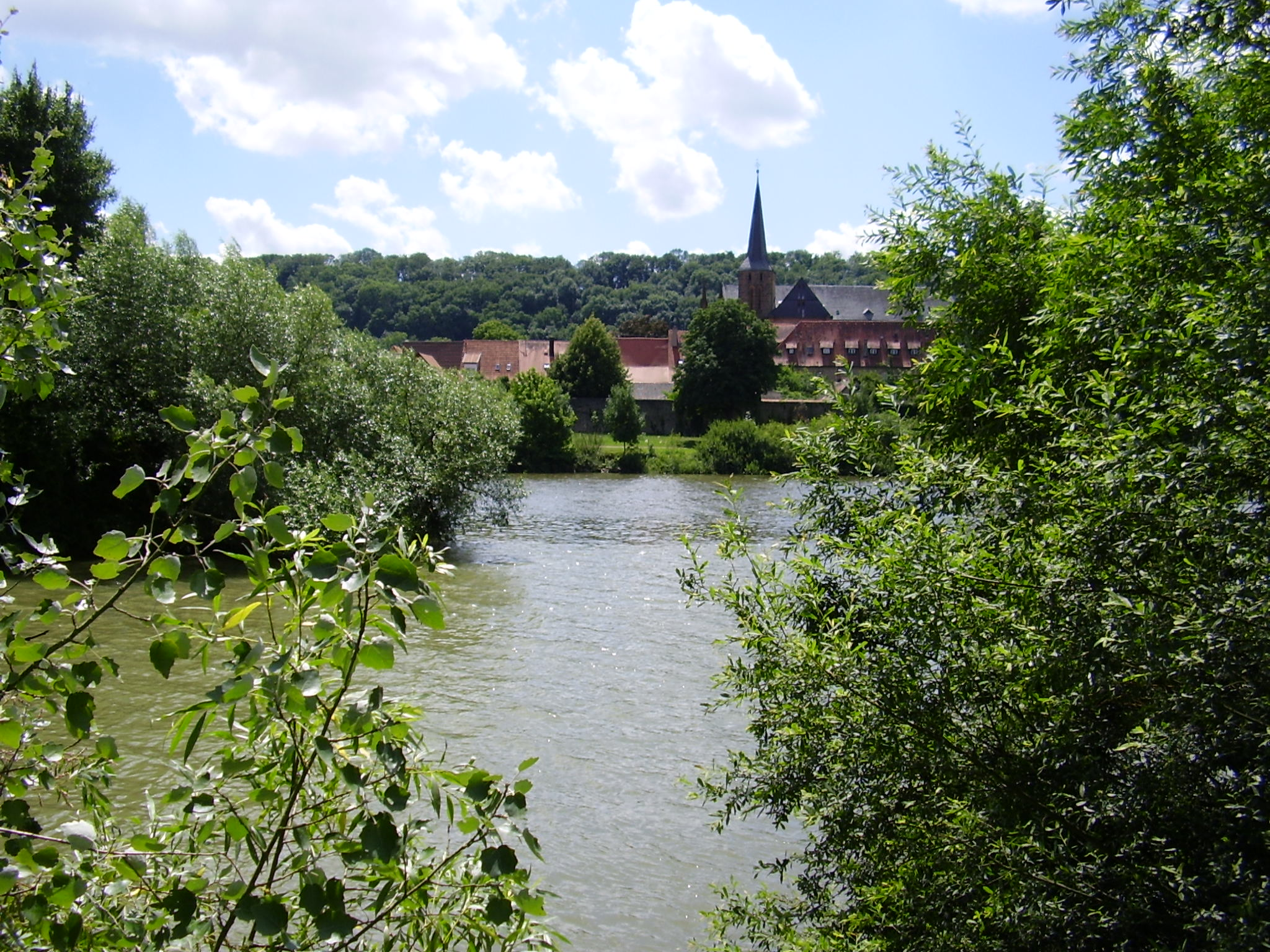
Gegenüber der Abtei Wimpfen im Tal wird das Wasser der Jagst vom Neckar aufgenommen, der es weiter zum Rhein trägt.
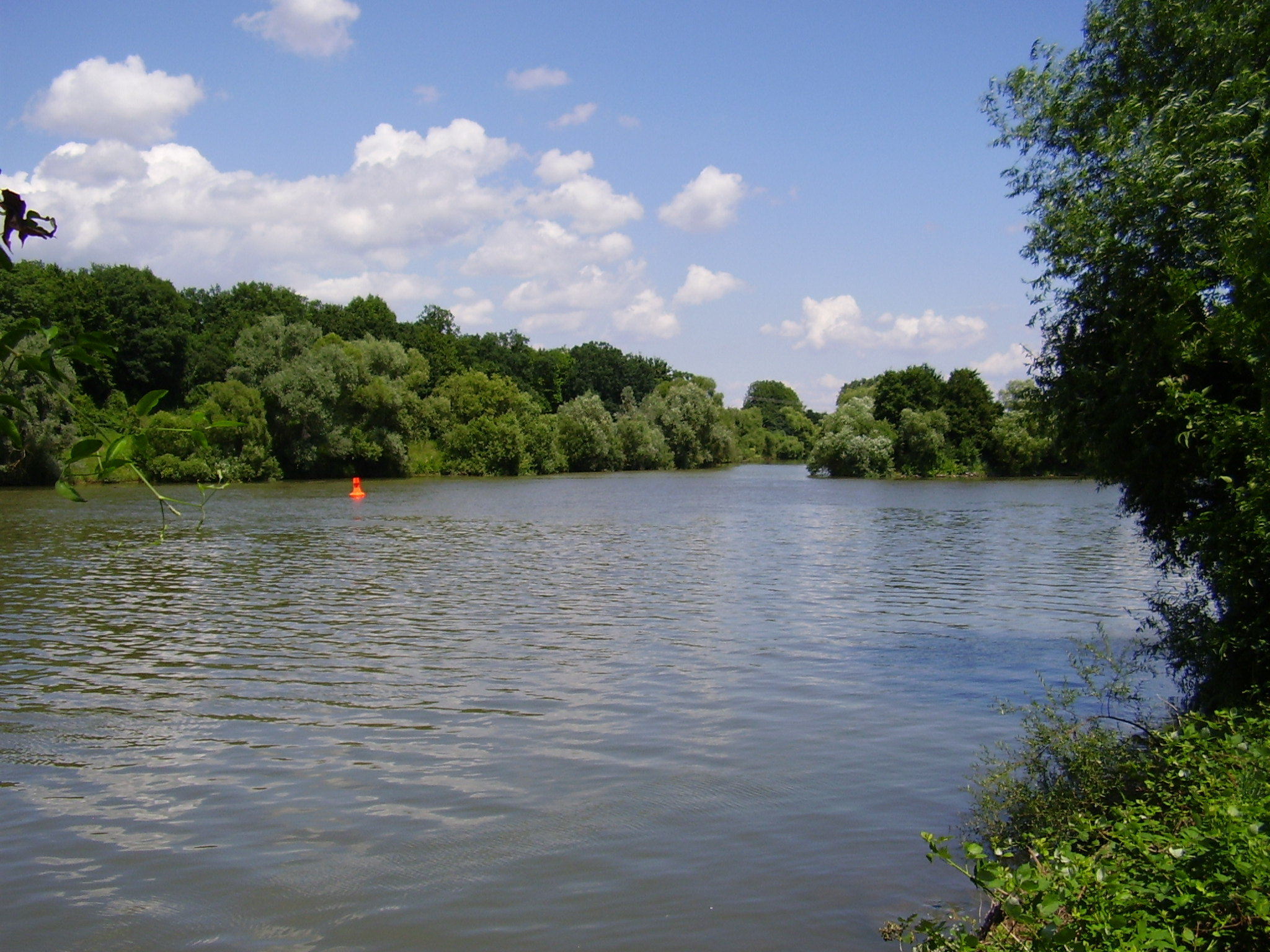
Blick von der gegenüberliegenden Neckarseite